# 人中之龍系列角色列表
本條目主要介紹人中之龍系列正傳作品（ 《人中之龍0 誓言的場所》、《人中之龍》、《人中之龍 極》、《人中之龍2》、《人中之龍 極2》、《人中之龍3》、《人中之龍4 傳說的繼承者》、《人中之龍5 夢 實踐者》、《人中之龍6 生命詩篇。》、《人中之龍7 光與闇的去向》、《人中之龍7外傳 英雄無名》、《人中之龍8》 、《人中之龍8外傳 Pirates in Hawaii》）的登場角色。
至於人中之龍系列衍伸作品（ 《黑豹 人中之龍新章》、《黑豹2 人中之龍 阿修羅篇》、《人中之龍 登場!》、《人中之龍 維新！》、《人中之龍 Of the End》 ）中的登場角色，則請參考各自條目內的介紹。

## 主要角色

### 主角們
桐生一馬（聲：黑田崇矢（日语）；野島健兒（日语、少年時代）《2》；刘北辰（汉语））
身高184公分，體重88公斤，血型O型，生日1968年6月17日，出身神奈川縣橫濱市，背部刺青為"上古應龍"。
傳說中的“堂島之龍”，關東地區最大極道組織東城會第四代會長。
為仁義而生的男人，因追隨對其有恩的養父風間新太郎而成為黑道。對於行事鄙劣之人從不輕饒。但對於那些曾因故傷害自己，但並非出於本意者。也有著能夠寬厚以待的氣度。由於其不苟言笑的樣貌，以及自極道時期以來未曾改變的言行舉止，即使在恢復常人身分之時，仍舊經常遭到挑釁。具強烈正義感，重情義，有著一旦下定決心，必定不屈不撓貫徹到底的剛直堅毅性格。與一同在育幼院向日葵長大的錦山和由美情同手足。將由美的女兒遙視為己出。
主要服裝為淺灰色西裝、酒紅色襯衫、和白色蛇紋琺瑯皮鞋。若眾時期身著黑西裝、白襯衫和黑色皮鞋，搭配銀項鍊。沖繩時期穿著紅色印花襯衫與白休閒褲。福岡時期由於工作緣故穿著制服。廣島時期則穿著酒紅色襯衫和白色長褲。第7代外傳時，作為大道寺特工期間身穿黑西裝配戴墨鏡。夏威夷時期，身著黑色襯衫和黑色長褲。視情況與場所的不同，也會出現特定著裝。如囚服，摔角手服裝、人偶裝，或頭套等。髮型則始終維持一往後梳的短髮造型，第8代才改為帶有灰髮、留有瀏海的短髮。
擅長幹架，擁有單憑一己之力即可殲滅幫派全員的近戰能力。曾在負傷狀態下徒手擊倒兩隻老虎、政府武裝特種部隊、CIA探員、與職業殺手。冴島是少數可與其抗衡之人。
《0》中20歳，東城會內最大組織堂島組若眾。堂島組內若頭輔佐久瀨、阿波野、澀澤三人意圖上位，設計陷害若頭風間入獄。身為風間勢力的他，先是因組內若頭輔佐久瀨，收買地下錢莊業者後再殺害其債務人，使其成為眾所矢之，為避免牽連人在獄中的風間，請求組長堂島將其逐出組織。回歸常人身分後為保護風間，與握有「空白的一坪」情報的不動產業者立華鐵合作。此時堂島組對其展開全面追殺，一度幾乎要被因不忍自己慘死的錦山槍殺，在錦未能扣下板機的槍口下死過一次的他，為保護錦山不受自己牽連，決定斷絕兩人兄弟關係。面對阿波野的威脅利誘仍不為所動，拒絕交出立華。在立華以十億及日後三成上繳金作為條件交涉下，得到東城會宗家的庇護。在立華掌握「空白的一坪」所有者牧村實下落後，代其前往蒼天堀將實帶回神室町。在得知實的身世後，與其約定必定讓她與哥哥立華相見，然而立華卻死於久瀨的酷刑之下。此後實不知去向，在世良口中得知實遭堂島組槍擊失去意識。因得權的澀澤決定徹底剷除風間勢力與日俠聯，再次與久瀨對決並將其擊敗後，為保護實與錦一同趕往芝浦，與澀澤對決，在即將殺死澀澤之際被錦阻止表示必須殺人的那一天來臨時，他會在他身旁。事件後，向風間表示自己回到堂島組的決定。也對錦阻止險些失手殺人的自己表示感激，並在神室町街頭初遇重回嶋野組的真島。
《1》中37歲。因救助被擄走的由美，兄弟錦山因而失手殺害組長堂島宗兵，自願替其扛下殺人罪名入獄十年，並因此遭第三代會長世良處以破門逐出組織，出獄後為尋找失蹤的由美，因而捲入東城會消失的百億事件中。最後因世良遺囑，而成為第四代會長，雖在千禧塔阻止神宮的野心，但錦山、由美與恩師風間也因此而死。失去自己珍視的人們後放棄希望，一度打算再次入獄，最後選擇與遙一起生活。在會長襲名儀式後隨即宣布引退，任命原為近江連合的寺田行雄繼任為第五代會長。
《2》中38歲。在百億事件後，偕同遙前去墓園弔念風間、錦山及由美時，受遭到刺殺的第五代會長寺田所託，而前往近江連合本部代為交涉五五交盃一事。雖取得對方年邁會長鄉田仁首肯，但覬覦會長大位的手下們仍揮軍東進。此時也因韓國真拳派遺族對東城會展開復仇，而使神室町陷入炸彈威脅，為保護東城會再度挺身而出，擊敗關西之龍鄉田龍司，並在眾人的幫助下化解危機。
《3》中41歳。前往沖繩接手育幼院「牽牛花」的經營，照顧無家可歸的孩子們，並與他們一起過著平穩的日子。因當地徵收土地計畫，使牽牛花面臨被迫交出土地的窘境。此時人在神室町的東城會第六代會長大吾，與在沖繩當地結識的琉道一家組長名嘉原，兩人疑似遭長相神似風間新太郎的神秘男子開槍射擊，為守護牽牛花及調查事件真相，重回神室町。擊敗幕後真兇直系白峯會會長峯義孝，之後透過峯的自白理解其苦衷。為保全已死的峯在大吾心中的形象，在大吾詢問其是否為叛徒時，選擇對大吾隱瞞真相，表示峯不是叛徒。事件過後被失勢的濱崎刺傷。
《4》中42歳。恢復健康的他，與「牽牛花」的孩子們一起在沖繩過著平穩的生活。在與逃獄的濱崎重逢後，被捲入事關東城會存亡與百億事件的陰謀之中。面對濱崎的死，與接踵而來的事件，開始重新審視多年來不停抵抗宿命的自己後，決定毅然面對其使命，與東城會第六代會長堂島大吾進行對決，以前會長的身份將其擊敗。之後參與東城會本部直系冴島組襲名儀式（被認為是司儀或介紹人）。
《5》中44歳。為守護所愛之人的「夢想」，選擇離開牽牛花，落腳福岡永洲街後化名鈴木太一，以計程車司機為業，在博多展開新生活。由於大吾失蹤，以及東城會代理會長青山稔意圖篡位，讓他憤而隻身單挑東城會。之後大吾的護衛森永，示意桐生回到東京，在聽聞真島死訊後，原本決定隱姓埋名的他重回神室町。與勝矢、渡瀨及冴島三人來到神室町Hills頂樓，與渡瀨進行死鬥，四人成功引出幕後主謀黑澤後遭其射傷。而後因黑澤以遙性命相脅而迷惘，在冴島的鼓勵下終於義無反顧挺身阻止其陰謀。在負傷狀態下趕往東城會本部，擊敗黑澤之子相澤。在離開本部途中，因腹部傷口大量出血而失去意識，在遙的呼喚下甦醒，讓他終於得到久違的平靜及慰藉。
《6》中48歲。在黑澤事件後身負重傷失去意識，遙一行人將其送醫。警方為平息事件所引發民眾的不良觀感，而將其逮捕。為能坦然回應當時遙為了自己的義無反顧。拒絕大吾提供的法律協助，接受刑期入獄服刑。2016年12月，獲得假釋出獄後回到沖繩，隨即為找尋失蹤的遙，前往神室町。重回舊地後發現人事已非，大吾與真島受火燒亞細亞街事件牽連遭逮捕、天空金融關閉、星塵易主。此時獲知遙因車禍而失去意識，並育有一子遙勇。在伊達指示下，帶著遙勇前往廣島尋找其生父，結識當地組織陽銘聯合會的廣瀨一家，在其幫助下得知遙三年來的行蹤。在尋找遙勇生父的過程中，捲入東城會與中國黑幫祭汪會的鬥爭，且察覺東城會現任代理會長菅井克己的野心，為了遙母子的安全，及負起自己讓大吾走上黑道的責任。擊破韓國犯罪組織真拳派殘黨與祭汪會，挫敗陽銘聯合會的陰謀，並且揭開足以動搖日本的「尾道的秘密」-超大和號戰艦。事件後拒絕收受政治家的封口鉅款，以假死作為代價，換取大吾的自由。為保護身邊所愛之人，選擇抹去自己的存在，消失於世人之前。「堂島之龍」的傳說，就此落下帷幕…
《7》中為51歲，為保護在近江連合本部宣布解散，而遭反對派襲擊的渡瀨時現身，而這位「只不過是臨時用錢請來的保鑣」及時保護了渡瀨和大吾兩人。之後在橫濱街頭阻止失去理智的春日，並表示想提供青木遼情報，示意春日等人前往寇汨株據點，「以拳頭看人的類型」的堂島之龍擊敗春日一行人後，春日也恢復冷靜。由於自身處於「已死」狀態，不便洩露自己真實身份，在拒絕其協助請求後離去。在春日等人打敗亞門後，詢問亞門對春日的看法，亞門認同春日後表示「或許會由他來接續你的傳說吧」時，桐生回應「用不著接續我的傳說。他就是他，並不是我。他只要用他的方式，貫徹自己的生存之道就好。他不是我的繼承人，也不是替代品。春日一番就是春日一番。只要能直率地拼命活下去就行了。」
《7外傳》中由於跟在政經界幕後的白手套「大道寺一派」交易，於其底下當特務，過著隱姓埋名並化名為「淨龍」的特工生活。
《8》中為56歲，為了執行大道寺一派指派的任務而前往夏威夷，並因此遇到前來夏威夷尋母的春日。
喜歡唱卡拉OK，最喜歡的歌是JUDGEMENT-審判。拿手歌曲如神室雪月花、跟笨蛋一樣、今天是鑽石、神室純戀歌、絕望之巔的驕傲、志氣櫻2000、Hands、Machine Gun Kiss、Tonight、Like A Butterfly等。
《4》最終章中，遙在與谷村的對話中透露桐生討厭吃青椒。
《5》中，地下鬥技場的工作人員，臉部模組採用聲優黑田崇矢本人的臉
其生日與系列作總監名越稔洋、秋山駿聲優山寺宏一、及嶋野太聲優楠見尚己同日
部份參照「桐生一馬」
真島吾朗（聲：宇垣秀成（日语）；刘垚（汉语））
身高186公分、體重80公斤、AB型，生日1964年5月14日。
服裝為直接穿在裸身上的黃色蛇紋皮衣，黑皮褲，與銀色金屬鞋頭蓋皮鞋。左眼黑色眼罩（《3》後起有金屬蛇形符號）為其特徵，除在《1/極》中配戴兩條金項鍊，其餘系列作中為一條。《3》後以幹部身分出現時身著黑西裝、紅襯衫和黑領帶。《0》中作為經理，以白色翼領襯衫搭配黑色領結與劍領西裝為主要穿著。主要髮型為Techno Cut，僅在《0》中以服貼油頭及馬尾登場。身上有著"白蛇"(胸口)"櫻"、及"般若"(背部)等半臂額彫刺青。隨身攜帶的刀柄繪有櫻花蒔繪的「鬼炎」為其愛用匕首。因其隸屬嶋野組時期的隻身單挑堂島組等狂暴行徑，而有「嶋野的狂犬」之稱。亦在其青年時期，以擔任夜總會經理的過人經營手腕贏得「夜之帝王」之美譽。
橫衝直撞且桀驁不馴的幹架狂。看似玩世不恭的表情下潛藏殘暴性格的危險人物，不只對敵人，就連自己手下逾矩及不如其意之時，照樣遭其暴力相向。平時深受部下仰慕。並非出身關西，一開口卻是關西腔（製作小組以「真島腔」稱之），總是稱呼桐生為「桐生老弟」，因為其嘻笑怒罵的戲謔表現，與刻意為之的裝瘋賣傻，被桐生稱為「深不可測的男人」。實際上仍有其嚴肅且一絲不苟之處。此外，對於女性和兒童有著意外溫柔的一面，曾表示厭惡自己過去以女性作為賺錢手段的夜總會時期。
《0》中由於未能執行先前組織指派的上野吉春襲擊任務，因而遭受為期一年的酷刑與監禁後，在1986年，21歳的真島，遭到嵨野組(1987年升為直系組織)組長嵨野太處以「破門」後流放至大阪蒼天堀，交由自己的結拜兄弟‧佐川司代為看管。期間佐川不斷以協助回歸東城會為由對其進行操控，要求真島作為經理，助其經營瀕臨破產的夜總會GRAND，並以達成指定營業額作為協助回歸的交換條件。在亟欲回到東城會等候冴島歸來的意念驅使下，不但在短期內達成佐川的條件，在其經營下GRAND更成為蒼天堀首屈一指的夜總會，也因此被稱為“夜之帝王”。
而後在1988年12月，因佐川提出助其重返嵨野組的新條件：刺殺牧村實。於是開始尋找其下落，透過電話交友結識的女大學生處獲得情報，抵達其所在地整體店「暢快館」後，遂得知自己所要刺殺的牧村實，並非佐川口中所說的應召站負責人，而是一名雙眼失明的女子。在與照護人李文海一同擊退前來追捕實的鬼仁會成員後，李向其道出實的悲慘過往，此時真島決意保護實，打算三人一同逃離蒼天堀，在逃亡過程中李被佐川安置的炸彈炸死，混亂中實被一名神秘男子帶走。於是找上鬼仁會會長西谷譽以釐清真相，聽聞實已落入日俠聯手中後便前往椿園，卻發現日俠連總裁世良勝已把實交給神室町立華不動產的桐生一馬，也在世良口中得知實成為各方勢力目標的真正原因---她是眾矢之的空白一坪的所有者。
在佐川的允許下，與其一同前往神室町，與實重逢後，欲為哥哥立華報仇的她請求真島除掉堂島組，不願事態惡化的真島勸其放棄，一意孤行的實，而後在隻身與堂島組組長堂島宗兵談判時遭槍擊，因未能及時趕來阻止而懊悔不已的真島，與世良一同將實送醫。盛怒之下失控的真島，為完成實的心願，獨自一人殺進堂島組本部，擊敗若頭輔佐阿波野大樹與殺手老鬼，正當真島打算手刃老鬼之際，被世良以「她或許會向你道謝或道歉，但無論如何，她一定會感到痛苦。你在面對冴島大河背負十八條人命的罪時所嚐到的痛苦，她也將照單全收。這世上沒有一種方法能夠補償為了自己而殺人的人。你想要那女孩欠下她無法償還的人情嗎?」阻止，在得知實恢復意識，並因已讓出土地所有權而不會再受追殺後，停止對堂島組的報復。
事件後，因重獲嶋野重用得以回歸東城會，在佐川、李文海、西谷等人的影響下，決心拋棄過往低調內斂的樣貌，以「比任何人都更快樂，比任何人都更瘋狂」的態度，展現自己的生存之道。在神室町街頭與恢復視力的實相遇時，衷心希望實能過著平凡幸福的日子的他，選擇不與其相認便安靜離開。
《1》1995年10月，31歲，東城會直系嶋野組內真島組組長。由於自己不長眼的手下找桐生麻煩，於是當著桐生的面，毫不留情地暴打自己手下作為交代，要桐生日後也要如此對手下嚴加管教。2005年12月，41歲。為與桐生交手而綁架澤村遙，並要求其前往打擊中心，而後隨即被桐生擊敗，落敗後手下欲刺殺桐生之時，以「可以要他命的只有我」為由，挺身為其擋下突如其來的一刀後失去意識。之後，為了與桐生再戰以分高下，駕駛卡車衝進會員制高級泡泡浴桃源鄉，並挾持店內女子，但遭懷中女子發卡後便將其釋放，不知是否因刀傷未癒，再次被桐生擊敗。
《極》除原有劇情外，另增加
在桐生回應「我會以合乎道理的方式來做」後，將其視為挑釁而拿刀相向，面對鋒利刀尖仍然面不改色的桐生，讓他想起了以前的自己，於是告誡桐生「這世上有太多不合理的事」，但其堅持自己不會因此改變作法，對於桐生的執著深感興趣，內心想與桐生交手的念頭更加強烈，便與桐生約定只要合乎道理的話，兩人就得打上一架。隨後桐生因替錦山頂罪而入獄十年，與甫出獄的桐生在神室町街頭重逢時，斷言其實力大不如前，以助其恢復堂島之龍的原有實力為由，展開與桐生漫長的戰鬥。
在第三代會長世良勝葬禮時，在東城會本部大廳，奉嶋野之命而不得已作勢攔阻試圖脫逃的桐生。
正要與桐生在碼頭開打時，被前來尋仇的前堂島組組員打斷，一陣混亂中因遭槍擊而落海。
《2》中42歲。承包座落於賽之河原內的神室町Hills建案而投身興建工程。因受桐生請求保護東城會，於是隻身擊退入侵關東侵門踏戶的近江連合千石組的大量成員，雖確保了桐生不在的神室町，但卻因此身受重傷，得知新藤意圖篡位後，指示桐生前去東城會本部阻止。由於接手賽之河原後，修復且保留了花屋的地下監視系統，成功協助東城會成員進行炸彈搜尋，使真拳派在神室町內四處設下的炸彈危機得以解除，過程中亦偕同部下西田，大膽地僅憑過人直覺成功拆除炸彈。
《極2》的前傳中，在嶋野死亡後接收嶋野組成員，晉升為直系組織後，真島組成為東城會內最大組織。
因得知寺田打算以最高本部上繳金決定新任若頭，看穿寺田想趁此機會在東城會內建立勢力的舉動後，即使自己完全無意擔任若頭，仍以轉手自己原先打算做為業餘棒球球場而買下的土地，所獲得的龐大鉅款作為上繳金，以破壞其計畫。因與柏木同為東城會勢力元老，被寺田心腹飯渕，植松兩人等視為眼中釘。在植松遭殺害時，被飯渕誣陷為殺害植松兇手，原打算直接一口氣解決所有可疑份子，後在柏木引介下前往千禧塔，與復職的賽之花商接觸，做為情報交換代價答應接手賽之河原，而後得知植松死於自己組內若眾川村手下。為追查其下落，回到過往因緣之地‧大阪，因而於暢快館與實重逢，得知實已得到屬於她的幸福後，決心不與對方相認而保持沉默，最後只低聲地說了「託妳的福，十八年份的痠痛都消除了」後便轉身告別自己心愛的她。聽聞川村在Grand殺害近江幹部，抵達後川村表示其所為是情勢所逼，而打算動手殺害自己，兩人交手後，落敗的川村遭飯渕當場射殺，此時飯渕坦言其幕後黑手身分。打算利用川村殺害植松與近江幹部，企圖藉此拿下東城會後，透過近江連合成為統治全日本的頂尖黑道勢力。語出狂妄的飯渕遭擊敗後自殺。由於騷動導致近江幹部死亡，為保全東城會，便偕同寺田前往近江連合總部，向其會長及幹部提出以解散真島組作為交代，以避免東西雙方開戰。宣告解散後將組織轉型為真島建設。與實重逢後雖然未能相認，但仍想在最後為實做些什麼。於是在她離開日本前，匿名寄出她喜歡的原始設計的錶帶，以作為自己最後的心意。
《3》中45歲，應桐生請求，以直系真島組組長的身分重回東城會。一心希望減輕大吾負擔的他，雖覺有異但仍答應了濱崎的合作邀約，承接沖繩渡假村開發計畫的興建工程，經由桐生的情報察覺濱崎的真正意圖。柏木死後，受桐生的請求而兼任風間組組長。在桐生受困國會廣場時，駕駛卡車突圍將桐生救出。
《4》中46歳，東城會直系真島組組長。持續進行神室町Hills的興建工程，事務所遷至過去風間組據點千禧塔內。在與為追查笹井組衰敗的真正原因而不惜逃獄的交盃兄弟冴島，相隔25年再次見面後，終於說出自己當年未能一同執行上野吉春襲撃任務，以及為了反抗囚禁自己的柴田組成員而失去左眼的真相。因大吾的妥協而遭其出賣被逮捕入獄，事件結束後獲釋，見證直系冴島組的襲名儀式。從談及認真的話題時會忘了說關西弁這點，可知他並非出身關西。對於冴島妹妹靖子也視同自己妹妹般關心，擔心冴島若因殺人入獄，靖子可能無人照顧，因此曾力勸冴島退出襲撃任務。
《5》2010年12月，46歳。得知冴島打算以傷害罪刑期三年入獄淨身後，因不捨兄弟再次入獄，試圖說服冴島打消念頭，在親眼確認其打倒自己的大批手下的實力後，無奈地目送冴島搭上警車離去。
2012年12月，48歳。以東城會舍弟頭身分輔佐大吾。在大吾察覺黑澤陰謀後，先是讓真島依其計畫，與北方組交涉交盃事宜後在札幌詐死，藉以引出東城會叛徒。同時，真島與多年好友勝矢及前妻朴美麗聯手，透過一封在傳出其死訊後才由勝矢寄給朴的真島手寫信，找出黑澤的內應。當年朴為實現星夢而選擇墮胎，讓真島認為自己只會成為朴的阻礙，而選擇分手。然而，朴因舊情而不顧生命危險，決定參與兩人的計畫。雖在事件前就親手發出破門令，試圖保護冴島不被捲入，最後仍在黑澤以遙的性命要脅下，要求兩人對決，若是冴島將其殺死，遙便可獲救。深知冴島不會輕易動手的他，甚至說出因為覺得冴島太弱，希望他引退，於是才發出破門的違心之論。同樣瞭解自己兄弟的冴島，直接了當地以「要是你對她見死不救，我也照樣會殺了你」回應其蓄意挑釁。於是兩人將其視為最後一場幹架，在千禧塔頂進行死鬥。得知對遙的威脅已解除後，兩人方才停手，而後被前來阻止黑澤的大吾與勝矢兩人所救。
《6》中為52歲。在桐生出獄前因為亞細亞街火燒事件，與大吾一同遭警方逮捕入獄，結尾是在桐生的幫助下，與大吾及冴島一起出獄，擔任舍弟頭是支撐第6代會長堂島大吾的大柱之一。
《7》為55歲，和大吾一起在神室町3K作戰後下落不明。後來和冴島一起出現在受荒川邀請來到蒼天堀近江連合總部的春日一行面前，兩人和春日等六人激戰一番不分勝負。次日和荒川、春日、桐生等人一起負責保護舉行東城會和近江連合解散儀式的渡瀨和大吾。故事最後加入渡瀨和大吾建立的保全公司，並跟冴島一樣想邀春日加入保全公司，但春日拒絕。
本身也喜歡唱卡拉ok:有get to the top(真島特別版本)、24小時仙杜瑞拉、你幸福就好，並且在真島建設擁有自己的真島建設社歌。
澤村遥（聲：釘宮理惠（日语）；耿铭琳（汉语））
身高約120cm。體重、生年月日、血型不明。
《1》中是九歲，東城會失蹤的百億事件中的關鍵少女。與桐生、錦山和由美3人同樣在向日葵育幼院長大。為了尋找母親而離開，在神室町的酒神酒吧與桐生相遇。有著超齡的冷靜，面對身為黑道的桐生也不感到害怕。實際上是由美和神宮的女兒。
知道所謂的泡泡浴，遊戲中似乎也不是第一次到過地下賭場，對於不能跟小孩子講的話或地方也有相當程度的理解。還有不像小孩子般的食量，並且有能在短時間內可以大量進食的描寫。
隨著系列作的發展而逐漸成長，和桐生間也建立起只需眼神交會就能夠互相理解的信賴關係。會和桐生玩將棋、不過桐生似乎都贏不過她。也喜歡唱卡啦ok，喜歡的曲子是「きっとChange myself」及「乙女色 my life」和改編版本「少女色 my life」與「get to the top」，本身並有三首個人單曲，有「不該是那樣」、「 Loneliness Loop」跟「 因為有你」。
《2》中是十歲，這次改變髮型登場。母親由美過世後與桐生一起生活，讓代理父職的桐生感受到新的挑戰，目睹寺田遇刺後，由於理解桐生處境，於是自願回到向日葵等待其歸來，而後遭千石綁架，在桐生的奔走下平安獲釋。此外也有被星探相中的事件。
《3》中為12歳。在沖繩的孤兒院「牽牛花」中，與桐生以及孩子們一起過著安穩的生活。作為孩子裡面最年長的姐姐，會幫忙桐生照顧這些孩子，對桐生來說是個不可或缺的存在。
《4》中為13歳、國中一年生並且穿著水手服。發現漂流到海邊的冴島並和桐生一起照顧其傷勢。但對於之後來到牽牛花的濱崎相當厭惡，因為曾經親眼目睹他刺殺桐生，也對仍然相信濱崎的桐生感到疑惑。但在照顧為保護桐生與靖子逃離前玉城組大樓而負傷的濱崎直到他死去後對其改觀，並且將濱崎的遺言轉述予桐生。
《Of the End》中，在2011年3月中收到自小長大的向日葵的招待信，而隻身從沖繩前往神室町途中，被二階堂綁架以威脅桐生回到神室町。最後在桐生與龍司的幫助下，順利獲救。
《5》中為16歳。作為主角之一登場。被位於大阪的藝能事務所DYNA CHAIR社長朴美麗挖掘，為了成為偶像而來到大阪，在當地就讀高中。因支持自己的朴不幸死亡而灰心喪志時，與朴的債權人秋山相遇，並與他一起調查朴自殺事件的真相，同時也要與秋山一起潛藏在藝能界背後的「黑勢力」。之後在日本巨蛋DREAM-LINE的出道演唱會上實現朴生前的願望，與自己成為偶像的夢想，但在演唱過程中發現自己真正想要的是家人，決定公開承認與桐生的關係後引退。離開演唱會場後與負傷的桐生重逢，讓之前因被迫離開遙及「牽牛花」的孩子們而失意已久的桐生得到真正的慰藉。
《6》中為20歲，因4年前舞台上自曝身世引退演藝圈的事件，遭網友惡毒撻伐，因不想影響「牽牛花」孩子們的前途而選擇離開。之後輾轉來到廣島生活一段時間後，某次被狗仔跟拍時，宇佐美勇太及時出手相救，情投意合之下發生關係並生下遙勇。後來為了逃離祭汪會的監視和保護遙勇，遭到達川開車撞擊後住院休養，及後又被巖見跟菅井設下陷阱而成為人質。最後在桐生犧牲自己解決巖見等人後，帶著遙勇跟勇太回到牽牛花繼續生活，劇情中似乎並不知道桐生實際上透過詐死來換取各人平安。
秋山駿（聲：山寺宏一（日语）；樊俊航（汉语））
身高178cm、體重78kg，1978年出生。
《4》中登場，32歳。神室町「天空金融」信貸公司，與酒店「Elise」的經營者。個性開朗而且愛開玩笑。過去是在東都信用銀行工作的精英、但因為一件被誣陷的侵占公款罪而被開除、為追查真相花光積蓄後便成為神室町的街友。但在5年前千禧塔爆炸事件時，從飛舞在空中的100億中撿到100萬圓(時間點在1代最終戰後)、利用這筆資金加上在銀行工作時所學到的知識和經驗賺了大錢而得到現在的地位。公司內僅有一名秘書小花，東都信用銀行工作時結識的後輩，工作能力過人，任何事情都能夠加以應付，有對付上門鬧事的黑道的膽識。
他的放款方式相當特別：任何人都可無利息無擔保的借到錢，代價是必須通過他所提出的「測試」，測試就是他計算客戶信用的方式。雖可借到鉅額貸款，但測試也會相對嚴苛。他所抱持的信念是「看著自己的借出去的錢如何改變那個人的人生」。
前往柴田組金村興業回收借款未果，卻意外得知上野誠和會成員違反道上規矩，在金村興業地盤公關俱樂部「Elnard」鬧場，為避免節外生枝，便獨自將其擊退、但事後卻目睹舊識金村興業若頭新井射殺其中一名成員伊原，待在事發現場的他因而遭逮捕拘留，透過小花的奔走在隔天獲釋。
某日一名神秘女子莉莉現身天空金融，表示希望能夠借款一億圓，因其外型與前女友繪里神似而為其傾心，在莉莉完成測試後便將錢借給她，此舉讓小花憤而辭職。之後在找尋莉莉的真島口中，得知莉莉的本名冴島靖子與真實身分。
在谷村打算代替莉莉歸還億圓借款時，被秋山以「這是借給莉莉的錢，應該由她本人來還」而拒絕。與找尋新井的城戶連絡上、並與谷村合作交換了情報。但由於被警方以「強制罪」為由強行對公司進行搜查，便離開天空金融後，與谷村及靖子展開逃亡，卻因此遇上尋找靖子的桐生，便與谷村聯手對抗桐生遭擊敗。先逃走的靖子遭上野誠和會若頭・葛城綁架，因城戶的背叛，使秋山藏在公司金庫的1000億圓現金遭竊、再次因新井尋回失款後、提供建議並讓桐生和冴島決定要將他們所知道的陰謀全部曝光。接著與過去的恩人新井對決。最後與其他因為各種原因而參加決鬥的桐生等人一起對決整個萬惡的根源和真正的幕後黑手宗像征四郎，揭發其陰謀後遭對方開槍射擊，卻幸運的因口袋裡的一大疊紙鈔的緩衝，抵擋了子彈而倖存。
事件結束後，身材完全改變的花回到天空金融。但兩人之間的關係似乎沒有任何改變。
格鬥方式是以華麗的足技為武器，由於沒有受過正式的訓練，所以都是透過天生的感覺而自成一派。
《5》中為34歳。為開設天空金融分店而來到 大阪「蒼天堀」、某天深夜、得知債務人之一演藝事務所DYNA CHAIR的社長朴美麗的死訊而因此一步步與遙一起被捲入到整起事件中並且因此查覺到整起事件有一股巨大的力量在操弄著，因此為了自己的「夢想」與遥的「夢想」而與她一同對抗這股勢力。最終他與桐生、冴島及品田一起成功阻止真正的主謀黑澤的計畫，並且因此得到渡瀨、山笠組與北方組的敬意。
《6》中為38歳，由於自己的天空金融公司被中國黑幫祭汪會盯上，為了安全不得不結束公司，以街友身分作為掩護度日，並為了小遙的事情而在旁幫助一馬。
《8》中，出現在桐生的臨終筆記支線中，得知他為搜尋桐生下落而四處跑遍日本，在橫濱伊勢佐木異人町中與桐生再會並為桐生的擅自假死失蹤而賞了桐生一拳。可作為外派幫手之一。
《黑豹》中，是「Jewel」裡面指名由理香的客人，《黑豹2》中則是會在龍也打工的拉麵店中以客人身分登場。
冴島大河（聲：小山力也（日语）；图特哈蒙（汉语））
身高190公分、體重93公斤，1965年出生，身上刺青為猛虎和竹葉（虎=和日文大河同音、竹葉=笹井），代表他與恩人笹井的關係。
因過去襲擊事件而成為傳說中的「十八命殺手」，足以與堂島之龍匹敵的東城會象徵。
有著強健體魄，出身關西。在《4》中及肩長髮造型，穿著桐生的衣服，《5》因入獄而剃成三分頭並穿著囚犯制服，逃獄後改穿又鬼奧寺的衣服，兩作中都身著長版外套，黑T恤，迷彩褲和靴子。15歲時為了沒有血緣關係的妹妹的病，前往關西請求妹妹的生父捐腎，卻反遭對方開口三千萬為代價，獲知此事的笹井組組長對他伸出援手，從此放棄教師的夢想，加入笹井組成為黑道。在老大笹井重視人情義理的處世態度影響下，儘管過往自身遭遇多舛，仍然能對人寬厚以待。如此胸襟也在無意間感化與其相遇的人們。與真島有著深厚的羈絆，兩人在真島作為堂島組内嶋野組成員時便進行交盃儀式，不論是在情感上，或是實質上，兩人都是如假包換的兄弟。
其戰力與桐生不相上下，具有面對百名武裝囚犯無事全滅、徒手打倒野生巨熊、及擋住行駛中的汽車的驚人能力。可輕鬆舉起人孔蓋與重型機車。在戰鬥中，使用豪邁的投技和強力的衝刺。在《5》中強化了原有絕技“猛虎的心得”，使其破壞力更加顯著，可像武器一樣揮舞著敵人，對其餘敵人進行強烈攻擊，以強大的壓倒性力量進行徒手攻擊，所有主角中唯一不以墊步閃躲攻擊，而靠後退及翻滾等動作進行移動。《4》中對公關俱樂部不感興趣，不唱卡拉OK，不擅長橫向閱讀等處顯示，歷經25年監禁的他，對於現代的改變無所適從。由於沒有手機，以木雕形式記錄天啟(失敗會得到熊木雕)。隨著時間推進而適應後，在《5》中也開始會去卡拉OK與公關俱樂部。最喜歡的食物是烤內臟。
《0》中在真島的回憶中登場，真島無論如何都想重回東城會，就是為了能跟因上野吉春襲擊事件入獄服刑的他重逢。
《4》45歳，原東城會笹井組若衆。後為東城會直系冴島組組長。
當時為了自己組織能在與柴田組晉升直系的競爭中勝出，於是接下對甫出獄上野吉春的襲撃任務，然而1985年4月21日執行任務當日，本應一同前來的真島卻未依約定現身，於是在獨自完成任務後自首遭判死刑。25年後，在死刑執行前數日，突然被移送至沖繩第二監獄，而遇見同樣服刑中的濱崎豪，在其煽動下參與逃獄計畫。在過程中與濱崎建立了相互信賴的兄弟情誼，最終成功逃獄。在負傷的情況下從海上漂流到桐生經營的孤兒院「牽牛花」的海邊，為了得知襲擊事件的真相，在桐生和遙的幫助下回到神室町。
在和笹井、真島再會後，冴島被上野誠和會若頭葛城追捕，並從真兇葛城口中得知，當年事件中所使用的子彈不過是橡膠子彈、而冴島也沒有殺死任何人。之後和靖子重逢，但卻因為城戶的背叛，及靖子為保護自己而死亡的打擊下，無心過問任何事，但在聽完桐生轉述的濱崎遺願「保護東城會，不要讓它落入警察手裡，東城會就是我們曾活過的證明」後，遂下定決心守護東城會。
事件結束後，在東城會第六代會長・堂島大吾、直系真島組組長・真島吾朗、及第四代會長・桐生一馬的推薦下，成為東城會直系冴島組組長。
《5》47歳。為了完成與桐生再次壯大東城會的約定，決定以傷害罪的三年刑期淨身而重回監獄并准备在出狱后接任东城会若頭。服刑期間一直都是模範囚犯，卻在獲假釋前，從報上得知真島的死訊，且收到組織發出的破門令而失去黑道的身分後，在副典獄長高坂的協助下，與在獄中結識的馬場一同逃獄。兩人抵達札幌月見野後，從北方組組長北方大藏及馬場口中獲悉，整起事件背後有不尋常的勢力暗中策動，決定與逮捕他的黑澤達成交易而來到神室町，在得知未死的真島落入黑澤手中後，前往千禧塔要阻止其行動，卻因此被迫與受黑澤以遙的性命威脅的真島進行死鬥，最終趕來的大吾成功阻止黑澤的計畫，後與馬場約定兩人一同回到網走監獄完成各自的刑期。(自本作起造型改為平頭，這個造型也沿用到了(維新)中)
《6》51歲，因逃獄遭收押而重回監獄服刑，最後在桐生的幫助下，與大吾及真島一同出獄，作為組織中支撐第6代會長堂島大吾的主要幹部之一。
《7》54歲，於神室町3K作戰後下落不明。後來和真島一同在近江連合總部現身，與春日一行人激戰。次日和荒川、春日、桐生等人一起護衛舉行東城會/近江連合解散儀式的渡瀨和大吾兩人。故事最後加入渡瀨和大吾建立的保全公司，並跟真島一樣想邀春日加入保全公司，但春日拒絕。
谷村正義（聲：成宮寬貴(4代) ； 增田俊樹(4代 HD移植版)）
《4》中登場，29歳。警視廳神室署生活安全課刑警。時常公然索賄、在上班時間聽賽馬新聞的廣播或是經常泡在麻將店賭博，被稱為「神室町的害蟲」。精通亞洲各地語言，對中文、韓文和他加祿語都很擅長。看似素行不良卻帶有正義感，所以不會無視那些違法雇用非法勞工的風俗店雇主，雖然一直幹著見不得光的勾當，但都用這些錢私下幫助那些孤苦無依的孤兒。以亞細亞街的餐飲店「故鄉」為行動據點。
為了追查25年前負責上野吉春襲撃事件的義父谷村大義的殉職真相，於是積極找尋過去與義父生前最後接觸過的一名冴島靖子的女性。在得到靖子的情報後試圖與其接觸、在找尋被柴田組擄走的靖子時，得知柴田與新井的關係，新井卻背叛柴田並將其殺害後逃亡。谷村在救出靖子後，她表示自己為了拯救即將執行死刑的哥哥冴島大河，而答應上野誠和會若頭葛城的交易條件，成為近期神室町連續殺人事件的兇手，但無法再繼續殺人的她便向秋山借了一億元。
在說服靖子合作後，靖子前往沖繩試圖與冴島會面，谷村則在取得一億元後，透過賽之花商與葛城連繫。葛城在說出25年前事件全貌後打算對谷村滅口，後在搜查一課刑警杉內順次的幫助下脫困。為將一億元歸還秋山而前往天空金融時、獲得與事件發生後便隱匿行蹤的上野誠和會組員・三島接觸的機會。因養父之死而懷疑警方有內奸的谷村，因而在警方內部散佈消息以引誘內奸現身。
與杉內對戰後得知其為殺害自己義父的真凶。因近三十年來不斷遊走於黑白兩道間所產生的價值觀混淆，而深感苦惱的杉內，道出了所有真相，也因此被谷村上司課長久井聰所射殺。而後久井也為保護谷村而自殺，得知整起事件的幕後黑手就是警視廳副總監・宗像征四郎的谷村，在與宗像以及其護衛進行死鬥後獲勝，並將宗像逮捕。
事件後，被分發到捜査一課，成為復職的「大前輩」伊達的部下。
《5》中只有名字出現，在桐生一行人要對付亞門一族時與他聯絡，卻因為在打麻將無法連繫上他，因此讓品田代替他迎戰亞門一族。
在支線故事中能得知他出生的秘密，原來親生父親加賀過去也是一個刑警，而母親則是泰國人，其父因為調查人口販賣的事情被殺，後被其養父大義收養。
體力不高，擅長化解敵人攻擊的招式、另外因其警察身分，所以可使出上銬敵人的逮捕招式。
品田辰雄（聲：森川智之）
身高185cm、體重85kg
《5》中登場，37歳。前職業棒球選手，有著不修邊幅的外表，穿著棕色皮夾克，工程師靴，白背心與藍色牛仔褲。過著入不敷出的負債生活，家中常有債權人出入。為人樸實，與當地居民相當熟稔。以名古屋錦榮町風俗店的專欄作家為業，但因個性散漫總是拖稿，手寫的潦草字跡也經常造成編輯部的困擾。作為球員自神室西高畢業後，即透過名古屋飛龍隊的選秀，成為職業選手。在他作為替補打者的首戰中擊出全壘打，但卻隨即被指控作假且參與棒球簽賭。遭到永久禁賽後引退。擁有出色的視力和動態視覺，曾有天才之譽的他在引退後，他的擊球感也沒有退化，並且仍然堅持持續每天訓練，以保持與活躍時代相同的能力。
某日高中同學堂島大吾，以兩千萬為代價委託其追查當年職棒簽賭事件的真相，在錢莊業者高杉的幫助下，發現名古屋組成員的真實身分，居然是自己的熟識而感到絕望。在當年的投手澤田口中得知事件全貌後，前往神室町。決心幫助大吾及遙，前往日本巨蛋阻止原本打算暗殺遙的馬場。因為望著遠處的舞台，而對人生感到無所適從時，高杉的來電讓他明白了自己的歸屬。
雖然沒有格鬥經驗，但因為其職棒選手經歷與優異體能，因而擁有自成一格的戰鬥風格。以其腕力及充滿執著的攻擊，而擅於使出強力抓技且可變成連續技。還可以使出有棒球經驗的人能使出的招式。另外從職棒時代就擁有的「道具是最重要的東西」的信念下而擅於使用棒狀武器，唯獨對於球棒因自己的堅持而不會當作武器，就算是在戰鬥中撿到也會丟掉。是所有主角中最會使用道具的一位、固有技則是能抓住敵人進行強力撞擊的「俺流 流星タックル」。
《ONLINE》第二部黃龍放浪記中龍司於名古屋錦榮町見到當時還未當風俗店專欄作家的他，僅短暫聊天後就此告別
春日一番（聲：中谷一博（日语）；曹真（汉语））
《ONLINE》、《7》的主角、原東城會荒川組若眾。42歳。背後的刺青是龍魚。
《ONLINE》中，是一位神室町出身且父母不詳的孤兒，擁有由小酒吧的媽媽桑以及有前科的流浪漢們養育長大的過去。年輕時，被一個從未見過也不認識的武鬥派黑道‧荒川真澄所救而因此看上他的為人，於是不顧眾人反對而加入荒川組。數年後的2001年1月1日，在荒川的請託下，為了拯救整個組織，自願替同組的若頭頂下殺人罪而入獄，並在渡過18年的苦牢生活後，於2019年出獄，但卻沒有任何人前來迎接他，當他孤獨一人回到自己的故鄉神室町時，看到的卻是東城會已經崩壞並且被警方以及關西黑道‧近江連合徹底支配的神室町，同時他還發現一切始作俑者竟然是自己尊敬的組長‧荒川真澄，於是他前往荒川的所在地要向他問個清楚時，卻遭到過去的大哥也就是目前近江連合的若頭代行兼荒川組若頭的澤城阻攔，最終雖然排除萬難見到現在是近江連合若頭輔佐兼直系荒川組組長的荒川，卻遭到自己最尊敬並當成自己父親一樣的荒川開槍射殺而昏迷。甦醒過來後，他發現自己人已經在神室町的一處公園並且被當地人秋山所救，為了查出荒川和整個荒川組產生巨變的原因，也為了要查出造成這一切的幕後黑手究竟是誰，決定要集結各路同伴進行一場谷底大翻身。之後為了知悉荒川背叛的理由而努力協助秋山等人取回原來的神室町。最後決戰當日，在他打倒澤城後，荒川當面告知他「過來蒼天堀吧」而離開。
1999年，在舞台的第二部之中（當時是22歳），春日被受到東城會本家下令暗殺鄉田龍司的荒川命令他去幫助剛出獄不久的久瀨一起前往龍司那邊。在他找到龍司後，隱匿了要殺害龍司的事情，並將他們要幫助龍司的理由告訴龍司後，保護他前去蒼天堀。在騷動解決後，被荒川認同他能夠成為「殺戮的荒川組」一員。
《7》中，1977年1月1日過年時，出生在神室町泰平東大道泡泡浴「桃源鄉」的浴室中，桃源鄉店長・春日次郎將其取名為「一番」，並與桃源鄉的店員小姐們、菸鋪老婆婆、以及冠軍街酒吧老闆娘等神室町居民共同養育他長大成人。因此與這些對他有養育之恩的當地居民有著深厚情感。之後他也從養父口中得知自己被領養的經過，母親生下他後便不知去向，因此認為自己親生父親只是其中一名光顧母親的客人。
中學畢業後養父過世，便放棄學業，開始在神室町的街頭遊蕩打架鬧事。某次鬧事招惹黑道遭其綁架報復。一心想要獲救，情急之下謊稱自己是荒川組成員，但未料對方是正與荒川組互爭地盤的組織。對方在半信半疑的情況下聯絡完荒川組後，組長荒川真澄竟出現在事務所，並切下自己的「小指」作為交代後，救出與自己素昧平生的一番。被「也許只是想要在認識我的小鬼面前耍帥」的荒川感動的他，開始持續站在荒川組事務所門前想要加入，卻一再遭荒川拒絕。在某日得知一番流落街頭的真相後終於首肯。這時，也是他第一次見到坐著輪椅的少主真斗。
加入組織後，荒川對一番照顧有加，一番也將其敬為「神明」般的存在。卻因此遭到組內若頭‧澤城厭惡，經常被他苛責，一度因自己未能回收款項，而遭澤城要求其切指負責。也被荒川賦予擔任照顧真斗的隨從工作，就連買東西以及上高級酒店都跟他同行。
2001年1月1日早上，一番自荒川口中得知澤城殺害東城會直系坂木組組員・鈴森行雄一事，因事關組織存亡，請求春日為澤城頂罪。將其視為報恩機會的一番同意後，便向警方自首。預定刑期15年，卻因為其他犯人講了荒川的壞話，讓他因此動手而又被延長3年刑期，但在這18年的期間，也因為荒川寄過來的親筆信而支持他撐過這18年。
2019年，一番雖然出獄卻未見到荒川等人前來迎接他，反而是遇到前警員足立宏一，並且從他身上得知荒川組趁著「神室町3K作戰」發動時背叛東城會，並將内部情報洩漏給警方，造成東城會因此退出神室町，也幫助近江連合順利入侵，並因為這樣的功勞而成為近江連合直系組織，還因此讓荒川就任若頭代行的消息。大吃一驚的一番為了要從荒川口中得知真相為何，一番決定與足立一起潛入到在「平安樓神室町分店」舉辦的幹部會議之中。就在通過重重難關下，先是與再會的若頭‧澤城一戰，擊敗他後，雖然完成見到荒川的心願，卻突然被他用槍對著，接著荒川一邊說出「請去死吧」，一邊朝一番開槍，讓他因此遭到槍擊而昏迷。
等到一番醒來後，發現他竟然位於橫濱・伊勢佐木異人町的遊民街垃圾場內，並因為前護理師‧難波的治療而撿回一命。由於傷勢還沒養好，因此得到遊民街村長以及難波等人的了解後，先棲身於此。
接著一番從難波口中得知異人町存在著唯一的黑道組織・「橫濱星龍會」，韓國系黑幫・「寇汨殊」，中國系黑幫・「橫濱流氓」等三個組織組成的「異人三」，由於外部的壓力讓這些組織因此成為勢力均衡的等邊三角關係。這時，一番也突然注意到自分胸口口袋內竟然放入了一個沾有血跡而且沒有背面印刷的偽鈔。
後來，為了賺錢，於是一番與難波一起透過職業介紹所Hello Work所長‧神部的介紹，前往小酒館街上的「Harbor Lights」，並替老闆娘解決他與經常竊電寇汨殊所生的糾紛，於是他們被小酒館街的實際房東‧濱子看上，濱子則將自己店鋪空出來的2樓房間提供給他們居住，因此一番也與難波一起搬了過來。
之後，一番、難波以及失業的足立3人一起再次前往職業介紹所Hello Work，並且被介紹去位於風俗街上的「乙姬樂園」工作，並受到店長・野野宮的請求，幫他調查旗下的小姐‧菜乃葉突然經常曠班的原因，他們因此發現橫濱星龍會經營的養老院「陽光明媚城」私下幹的骯髒勾當，於是他們闖入橫濱星龍會本部，並且與會長・星野龍平初次見到面，還向他告知整個事情，讓星野因此出面擺平此事。等他們回到店裡時，卻發現野野宮竟然上吊死亡，然後野野宮的葬儀時，他們遇到野野宮經營的另一家公關俱樂部的媽媽桑‧紗榮子，並在他的說明下察覺到野野宮可是遭人謀殺，因此開始追查可能的真兇‧馬淵晶，但四人卻被他設局而遭到囚禁，不過在神秘人士‧韓俊基的幫助下而順利逃脫，他們也因此發現原來異人三私下各自分工負責印製偽鈔的工作，才讓他們能夠維持各自勢力至今。但因為馬淵的詭計，讓異人三原本的平衡因此開始崩壞，不過四人就算遇到強敵一次次的來襲，也都能在橫濱星龍會會長・星野以及若頭・高部守，橫濱流氓總帥・趙天佑，還有寇汨殊總帥‧善熙以及參謀韓俊基等人的幫助下，一個個化解，最後他們因此知道「真正的敵人」就是已經成為東京都知事・青木遼的荒川真斗。一番這時也與過去將他視為大哥般仰慕的荒川組若眾‧安村光雄再會，由於從安村那邊聽到荒川說「不久的將來會出現一場大危機，為此就算一個人也好都需要更多的同伴加入」，一番也為此與夥伴們一起闖入到大阪・近江連合本部，並且在那邊終於再見到荒川，但他同時也初次遇見東城會第 6代會長・堂島大吾，以及高階幹部的真島吾朗・冴島大河等人。
在那個場合中，原來真正的目的是要讓近江連合以及東城會同時解散，為此，需要由荒川扮演「東城會的背叛者」，這也讓一番終於能夠知道荒川背叛的真相。另外，在解散宣言後，與反對派的亂鬥之中，有反對派幹部企圖偷襲近江連合若頭・渡瀨勝，卻遭前東城會第4代會長・桐生一馬制止，春日也因此第一次遇見桐生。但此事卻激怒了真斗，於是在他的命令下，先是由澤城射殺星野，近江連合若頭補佐・天童陽介則是在騙取荒川的信任後私下射殺他。此外就在春日前去阻止澤城並且打倒他後，從他口中得知原來真斗是澤城的兒子，並且被他告知真斗可能被誤會成另一個放在寄物櫃的嬰兒，那個嬰兒就是荒川的親生兒子，因此荒川即有可能就是春日的生父。
面對星野以及荒川的死亡而因此憤怒到失去冷靜的一番，為了找出真斗所在地，於是去攻擊前來偷襲的近江連合成員，但卻遭到桐生制止，並且要一番打贏他後才會告知他青木的情報。於是為了得到情報的一番前去與桐生一戰並因此能回復冷靜，然後透過桐生以及善熙提供的情報，讓一番終於能夠漸漸接近真斗，並且先是在位於千禧年塔頂上的荒川組事務所中打倒天童，並因此引出真斗而與他展開對決，最後雖然擊敗他，真斗卻趁機逃亡，追上真斗的一番雖然勸告企圖自殺的他自首成功，但真斗卻突然遭到淨日協會橫濱分部代表‧久米以真斗背叛淨日協會的理想而刺殺他，最後他在一番的看守下而過世。
結局時，荒川父子的告別式在異人町舉辦，雖然一番與難波・紗榮子等一起出席，但告別式中，還有堂島以及渡瀨等人出席並向一番表示它們要在大阪・蒼天堀設立一間新的保全公司並且要吸收那些因為組織被解散而無處可去的黑道們。真島冴島以及安村等人雖然都邀請春日一同加入，卻被他以這裡還有許多他重視的同伴為由慎重拒絕邀約，最後一番與同伴們會合後，一個人離開到一座橋上，一邊仰望著天空一邊想到真斗臨死前留給他的遺言後，發誓會繼續努力活著。
《8》中，在就業中心任職並繼承亡父荒川真澄的遺志，協助金盆洗手的黑道們能夠重返社會。但在某日突然被澤城告知，其母親‧茜仍然在世，並且就在夏威夷，雖然他感到一頭霧水，仍決定前往夏威夷尋母，並在那邊因此遇到桐生一馬。

### 主要人物（《0》-《6》）
(以下就是《0》-《6》與各個主角有非常重要關係的角色)
錦山彰（聲：中谷一博）
身高180公分、體重79公斤、生日1968年10月8日、血型AB
東城會直系錦山組組長。背部刺青為緋鯉，緋紅色的鯉魚，來自「鯉躍龍門」的典故，象徵將會繁榮、出人頭地，鯉會為了成為龍而不斷想要越過龍門。
桐生一生之中最重要的摯友，兩人關係可比親兄弟，與桐生和由美從小一起在育幼院「向日葵」長大，三人如同青梅竹馬，而內心也一直暗戀着由美，亦非常重視自己患有重病的親妹妹錦山優子，經常去照顧要長期住院的妹妹，因她的治療需要不少費用，而一直努力地掙錢，打算將來出人頭地。
《0》20歲，東城會內直系堂島組若眾，當時和桐生背上的刺青一樣仍未入墨，性格比起木頭腦的桐生更擅於交際跟處世之道，亦比桐生積極進取，桐生也在某種程度上依賴着他，同時錦山亦很依賴桐生。錦山與毫無意願在組織中繼續向上晉升的桐生相比，總是為能被組織賞識而不斷努力，而作為桐生的義兄弟，兩者都對雙方擁有非常大的信任，另外也十分關心自己的妹妹優子，當看到眼睛失明的牧村實時也會想起她。
在桐生與堂島組敵對後，不斷幫助陷入危機的桐生。即使桐生被指控殺人並在脱離組織後名義上成為了敵人，身為堂島組一員的他仍一直在幫助桐生甚至向其提供堂島組的内部情報。在桐生因拒絕交出立華而遭堂島組下達格殺令後，便將其載到郊外，因不願桐生淪為堂島組殘酷殺人手法下的犧牲者，打算親手了結桐生，卻因兩人間的羈絆而下不了手。而桐生也因不願錦山遭受牽連而和他斷絕兄弟關係。在堂島組組員要他殺掉桐生就能出人頭地時，因無法背叛風間與桐生，決意與堂島組敵對，向桐生表明要是桐生不在他身旁一起闖蕩，地位爬得再高也沒有意義。「你要說幾次是你家的事，我不會跟你斷絕關係，我一輩子都會挺你的」語畢兩人一同對抗堂島組。之後在瑟蕾娜被為尋找實下落而前來的真島擊敗。
與桐生兩人前往芝浦救助實，為牽制堂島組員而決意殿後，並要桐生去阻止澀澤。在桐生幾近失控，而即將殺死澀澤時挺身阻止，表示「你不能越過這條線，一旦越過就無法回頭了。殺了這傢伙又能怎麼樣，別自己一個人衝太快啊！兄弟。停下來。有一天那個必須越過最後底線的時刻來臨時，我會跟你一起的」。事件後認為桐生回歸堂島組的決定不妥，勸其改變心意，但在理解其想法後選擇支持。在桐生堅持換上自己所選的灰色西裝時雖質疑其品味，但也在言談間感受到桐生的成熟。此時兩人也恢復過往的兄弟情誼。
《1》和《極》中，1995年，在桐生已然成為堂島組舍弟頭輔佐，即將要有自己的組之時，自己卻還只是堂島組若眾，雖替桐生感到高興，但同時內心卻有些許不甘。得知由美被組長堂島宗兵綁架，並對其意圖不軌時趕去救助，情急之下失手殺害堂島，桐生因顧及錦山仍有病弱的妹妹優子需照顧，決定替他頂罪入獄十年，由美也因為目睹過程大受驚嚇而喪失記憶，在送醫後竟失蹤。桐生入獄後，組員們將同為風間養子的兩人相比，在言談間顯露對錦山的輕視，而眾人的閒言閒語也傳入錦山耳裡，而麗奈也因事件的結果斥責錦山「你什麼也做不到嗎？」忍無可忍的錦山賞了她一記耳光。
事件後，雖在風間意願下得以成立自己的組，但因自身缺乏成就及威望，而不被組員尊重。後來為籌措妹妹的三千萬醫療費用，不惜向輕視自己的組員松重低頭，之後因松重到風間組地盤收保護費的逾矩行為而惹惱柏木，在其無奈下脫口說出「如果是桐生的話就不會這樣了...」，而嶋野也覺得敢殺老大的桐生，比錦山更具膽識（實際上是錦山殺的）。最後雖透過松重明白自己被醫生所騙，妹妹卻因錯過醫治時機而病逝。深感絕望的他，打算在妹妹牌位前切腹自殺時，松重再次對錦山冷嘲熱諷「你到底多沒出息啊，你的死黨桐生比你有骨氣多了」，理智崩潰的錦山，不由分說便將其一刀捅死，並告訴他殺害堂島組長的人就是自己。雖不願再活在桐生的陰影下，渴望獲得肯定卻又因為內心始終不如桐生的自卑，以及周遭的不信任，最終導致其性情大變。
之後轉以不擇手段的冷血武鬥派作風向上爬升，讓錦山組從原本隸屬堂島組内風間組的旗下組織，一躍成為直系組織。贏得新藤，神田等成員追隨。更讓東城會幹部之外的成員開始畏懼錦山的存在，之後更派人暗殺世良會長，及親手狙擊對他恩重如山的風間（桐生得知此事後憤怒的揍了他一拳），後來麗奈想要殺死失控的他卻失敗，真司雖試圖保護麗奈，兩人最後都遭其部下殺害。因為意圖成為東城會會長而與神宮合作，最後被桐生擊敗。其實一直從未忘懷兩人兄弟情誼的錦山。為保護桐生，由美及遙三人，在眼見神宮的陰謀即將得逞之時及時阻止，選擇引爆炸彈與其同歸於盡，作為對自己的所做所為的交代。
伊達真（聲：山路和弘（日语）；贾邱（汉语））
警視廳組織犯罪對策部 捜査四課的刑警，階級是警部補。10年前在一課時，由於對堂島組組長堂島宗兵被殺害事件過於執著而被降職到四課去，之後在東城會第三代會長世良勝被殺事件中也負責調查工作，後來改變個人想法幫助桐生，並且在經過他和女兒沙耶的和解後，而成為桐生少數的朋友之一。一百億圓事件結束後，選擇辭職並且和沙耶一起生活。另外他在警視廳時還發生一件事，就是在辭職時扔下辭呈並且痛毆神室町警署署長而被人當作傳說一般，因此得到一個「傳說的刑警」的封號（在人中之龍二的影片中有談到）。
《2》中是四十二歲，在前作的事件結束後就辭掉警職和女兒一起生活，這次受到四課課長須藤的請求，重新出馬並與過去的學長兼拍檔瓦一起追查近江連合的事件。過去在一課擔任刑警時與當時相當尊敬的學長瓦搭檔調查外國人非法滯留事件，但在看到瓦射殺掉那些外國人後，使他對瓦的敬意從此消失，但其實心裡還是相當擔心他。
《3》中為45歳。在京濱新聞社擔任記者、相當支持桐生。
《4》中為46歳。繼續擔任記者的工作、由於新「瑟蕾娜」的女老闆生病回娘家、所以這段期間代替她擔任代理店長。另外似乎在警界相當有名，所以還被谷村稱作「大學長」。最後和警視廳的須藤一起開直昇機、將宗像幹過的壞事用號外的方式發佈。事件後，重新復職並成為須搜查一課的刑警，還讓谷村成為他的部下。
《Of the End》中依然有登場並且能成為桐生的搭檔。
《5》2010年為46歳，2012年為48歲，在調查東京都內調查富士田自殺事件時，發現這個事件與全國五大都市有關的巨大陰謀有關。
《6》中為52歳，將遥遭遇車禍的事告知桐生，並和後輩本庄一同調查此事。之後負責提供桐生各種情報並給他各種支援。終盤時，被假扮成員警的巖見的同夥槍擊，但順利留下一命，最後與桐生約定而散佈他已經死的假消息，讓桐生身旁的人可以不再遭受威脅。
《7》有客串登場，為桐生的情報來源人物，是足立宏一於刑警時期的舊識，並提供「新瑟蕾娜」於春日一行人作休息據點。
《8》中負責接應前來接應護送岸田茜和拉妮到日本的春日小隊和山井豐。另外，作為桐生的臨終筆記任務的關鍵中介，通過邀請以前桐生的舊識，以自己和該舊識的的談話讓桐生觀望著想親眼見到的人。最後由於邀請的熟人程度越來越深，觸及到大道寺一派的容忍邊界而使得自己遭到人身安全威脅，最後被桐生所救回，並以無法再和桐生碰面為代價，在異人町的小酒館和桐生作最後的永別。可作為外派幫手之一。
澤村由美（さわむら ゆみ） / 澤村美月（さわむら みづき）（聲：上阪都子(人中之龍)；坂本真綾（《極》））
身高165cm、體重45kg、1971年6月30日生 血型B型
《0》名字在錦山與桐生對話中出現，兩人提及當時仍在學的她，畢業後可以來瑟蕾娜工作一事。
《1》中登場，與一同在育幼院向日葵長大的桐生與錦山情同手足，多年來與桐生互生情愫而相戀。自短期大學畢業後便在瑟蕾娜酒館工作。1995年遭東城會直系堂島組組長堂島宗兵綁架，因目睹錦山在救助過程中槍殺堂島宗兵而精神受創，導致失憶。送醫後隔日離開醫院之後獨自回到向日葵，之後在風間的庇護下繼續生活，期間風間不斷努力助其恢復記憶。
此時結識因與世良往來密切，而頻繁進出東城會的政治家神宮京平。尚未恢復記憶的她，雖仍記得桐生，但對於無法記起其他過往的記憶而感到痛苦，於是接受了神宮，並生下女兒遙。得知總理大臣女兒提親一事之後，顧及神宮仕途決定成全而選擇離開，未料權勢薰心的神宮竟為防範於未然，要求世良對其與遙滅口，而在此時於槍口下恢復了記憶。
阻止此事的風間在說服世良後，為對神宮隱瞞母女未死一事，兩人將遙送至向日葵，經由人邊師之手改變其外貌與偽造相關資料，化身澤村美月。因為對桐生的強烈思念，而在胸前刺下了月下美人。之後便以由美的妹妹身分重新回到瑟蕾娜工作，定期探望在向日葵的遙。
四年後，世良決定與日趨堕落的神宮分道揚鑣，為使神宮失勢便決定與其聯手，偕同風間三人一同將神宮預謀利用東城會洗白的百億黑錢偷走，並藏匿於為此開設的Ares之中，以經營者身分看守，因而被意圖上位的錦山盯上，後因錦山組成員將同樣刺有月下美人刺青的酒店「宮殿」的媽媽桑誤認為美月，且對其嚴刑拷問致死，聽聞美月已死的桐生曾一度感到相當懊悔。但在瀕死的風間口中得知真相後而與遙趕往Ares，深愛彼此的兩人終於得以再次相見，最終為保護桐生與遙被神宮射殺，在桐生的懷中死去。
鄉田龍司（聲：岩崎征實）
身高192公分、體重105公斤、生日1976年。
可與「堂島之龍」桐生一馬相提並論的「關西之龍」。近江連合直系鄉龍會第二代會長，近江四天王之一。
一頭金髮，背部刺青為四神獸之長黃龍。穿著多為長版外套。《2》中身著米色西裝和摩卡棕襯衫，與米色長版外套。《0》亦為米色長版外套。《ONLINE》中為咖啡色夾克和牛仔褲。
儘管總以不可一世的狂傲態度示人，但為人處事仍不失仁義，對於旁門左道的卑劣行為不屑一顧。對其具有區域限定性的稱號極度厭惡，對於當面提及者，即使是自己的部下也從不輕饒。有著極欲超越父親鄉田仁，奪取天下的野心。毫不掩飾自身對強大的追求，認為極道之中「龍只能有一條」，為此展開與「堂島之龍」桐生的激鬥。在戰鬥中憑藉其強大臂力進行徒手攻擊，在頭目戰中使用武士刀 。
《0》中12歲，以超齡身型之姿登場的小六生。於桐生的「支線故事1：看得見未來的占卜師」中有短暫相遇。於真島的「支線故事3：可能被稱為龍的男人」中，小小年紀卻擁有輕易打倒一群高中生的幹架本領，由於養父的黑道身分，被同學父母及同學們排斥。但仍替遭到高中生欺負的同學挺身而出，搶奪對方的文旦褲作為報復，在蒼天堀與真島交手後，誓言他日必要搶得他的褲子。
《2》中30歲，近江連合第五代會長鄉田仁的養子。
實為真拳派首領之子，雖繼承父親血脈但無意作為真拳派成員進行復仇。26年前，真拳派殲滅事件過後，與母親秀淵在瓦次郎的幫助下，逃往大阪。母親與瓦再婚後改名為瓦祥子，並生下薰。而曾接濟初到大阪的秀淵母子的鄉田仁，因希望龍司繼承自己位置，將其收養後改其名為鄉田龍司。
由於反對與東城會進行五五對分交盃儀式，在桐生與大吾與鄉田仁，於近江總部會唔時叛變，意圖發動東西大戰拿下關東。本欲脅持鄉田仁但遭桐生阻止後，大舉進攻東城會根據地神室町，且在寺田行雄的葬禮上對桐生等人放話，表明三天後開戰。之後現身星塵與桐生約定神室町Hills決鬥。薰及鄉田仁在神室町Hills告知其真實身世，並在此時得知與薰的兄妹關係。在薰即將遭高島射殺之際開槍阻止，此時與桐生兩人雖身負槍傷仍堅持一決高下，最終敗於桐生手下，在薰的懷中失去意識。
《ONLINE》第二部黃龍放浪記的主角。
1999年(當時23歲)，雖然認為自己即將成為下任鄉龍會會長，卻遭義父‧鄉田仁處以破門的處分。由於無法接受自己的位置被交給若頭代行的鷹山而跑去找義父討公道。之後徬徨在蒼天堀時，從一個暴走族手上奪下他的機車並且輾轉來到北海道札幌月見野，旅程的過程中遇上收到東城會第2代會長代行二井原命令而企圖狙殺他的春日一番以及久瀨大作，但之後在他們的幫助下而逃脫，並且還從久瀨那邊聽到鷹山企圖與真拳派聯手殺掉鄉田仁的消息。在他來到月見野後，此時現身在他面前的韓國真拳派成員韓俊基表明來意，示意要繼承真拳派血脈的龍司，與其一同前往韓國本部接受入組儀式。不以為意的龍司繼續前往名古屋，因其曾為近江一員而遭名古屋組包圍，在韓的幫助下逃離。而後兩人來到廣島，一心上位的鄉龍會若頭鷹山，打算在此將龍司與韓兩人滅口以絕後患，於是朝龍司開槍，為龍司擋下子彈的韓身受重傷。為救韓，龍司與陽銘連合會會長巖見交涉，兩人得以脫險。
狹山薰（聲：大輝優（人中之龍2、人中之龍3&HD移植版）；久川綾（極2 、ONLINE、8）（日语）；李蝉妃（汉语））
25歳。為大阪府警第四課主任和警部補。大學時，以20歳之姿通過國家公務員Ⅱ種考試，畢業後受到人事院的推薦進入警界，並且被大阪府警錄用。之後以最短的四年時間晉升為警部補和主任的位置，被人稱為「反黑女」。因為其專長是在大學時所培養出來的高超電腦技術而被大阪府警錄用。在發生寺田遇刺事件後，為了親自保護可能遇刺的桐生而與他一起行動，藉此尋找自己被東城會所掩蓋的過去。不過在追查事件的同時發現了自己的真實身世。過程中逐漸對桐生產生愛意後與其相戀。
《3》中的開頭就有登場，但在和近江連合的抗爭事件過後，因為警視廳要在海外新設一個部門，所以決定前往美國並且特地來和桐生告別。之後以傳簡訊的方式給桐生做為登場，如果在三代中有完成任何的相關成就或所有成就或所有任務時，會收到她的簡訊來恭喜桐生並送道具。值得一提的是，在3跟4代沖繩的存檔住，仔細看的話，在一個照片框裡會發現狹山薰的照片作為紀念。
《ONLINE》為了調查一個事情，特別從美國回神室町調查事件，之後會被一群小混混找麻煩，被路過的春日一番解救認識。
《8》42歲，登場於支線的臨終筆記。因剛好回到神室盯而和伊達相約見面，桐生則躲起來觀看現場狀況。跟伊達聊天時可得知她因為黑道大解散而在少年課工作，並且心理也堅信桐生沒有死，伊達也觀察到薰的左手沒戴任何戒指。伊達原本想說實話，但被桐生阻止，最終沒讓薰知道桐生依然生還的事情。
瓦次郎（聲：寺島進）
《2》中登場。警視廳公安部外事二課的刑警，階級為警部補。通稱為「鬼瓦」。極為能幹的優秀刑警，擅長韓語。以前在一課時，正好是伊達初次當刑警時的拍檔，常以正當防衛為藉口射殺非法滯留的外國黑道。結果被人背地裡蔑稱為「殺人刑警」，而因此被逐出一課。
但那一連串行動的起因，是因為26年前他在負責真拳派和東城會的對抗事件時，幫助了被風間所殺的真拳派首領之妻秀淵和其子龍司前往大阪避難。半年後，龍司成為鄉田仁的養子，他則是與單身的秀淵同居並且生下了薰。但在他前往香港出差時，秀淵卻遭到真拳派成員所殺，於是為了復仇以及消除薰的過去，所以在行動射殺的都是非法滯留的真拳派成員。
在伊達等人遭倉橋綁架時，和紅粉知己民代一起前往阻止倉橋並因此遭倉橋揭穿他和薰的真正關係。但倉橋在被桐生打敗後，趁機要對薰開槍，瓦為了保護薰而衝去擋住子彈並且和薰一起開槍打死他，最後對薰說出全部的真相並且被薰叫了一聲爸爸以後過世。
風間讓二（迷之男）（聲：渡哲也）
《3》中登場，60歲，身高178cm、體重79kg、血型B型。暗中活躍在沖繩土地購買事件的謎之男。他的面貌和已經過世的風間新太郎非常相似、也與名嘉原茂和堂島大吾的槍撃事件有關。真正身份是風間新太郎的弟弟，原來是警察廳長官官房國際課的優秀警探，但在三十年前的警察内部中，因為有個在東城會當幹部的哥哥，受到迫害而辭職。之後進入美國的CIA工作。他在日本的任務就是要接近和休閒地開發有關的人藉此逮補Black Monday組織的首領。打算殺死峯和當真時，被桐生阻止而交戰後戰敗（實力極其強勁，桐生也承認如果風間讓二再年輕一點，自己未必是他的對手）。在桐生的說服下放棄殺害當真。另外還幫助遭蛇華幫綁架，差點被殺害的力也脫身、在鬥技場時，射殺掉想要殺死桐生的玉城。最後為了阻止峯義孝和Black Monday的野心，於是幫助桐生在美軍基地搭乘噴射機以最高速度飛到東京去。
冴島靖子（聲：小澤真珠）
《4》中登場。年齢不詳。自稱「莉莉」，向秋山駿提出「十日內請借我“1億元”」的請求。通過秋山的以公關小姐的身分「三日內達成三百萬營業額」的測驗後取得一億圓借款。為拯救因上野吉春襲擊事件而淪為死刑犯的哥哥冴島大河，與上野和誠會若頭葛城交涉，葛城以殺害指定對象，或是現金一億圓做為交涉條件。連續殺害兩名柴田組成員後的她告訴谷村，因為自己無法再殺人，而向秋山借款一億圓。在谷村答應代替自己向葛城交涉後，獨自抵達沖繩後卻被當地警方告知沖繩第二監獄並不存在，此時與桐生及濱崎相遇。得知冴島已回到神室町後、和桐生一同返回神室町，之後與秋山谷村兩人會合，谷村表示冴島目前正在賽之河原，並將自己的手槍交給她防身，卻仍遭葛城囚禁，兄妹兩人成為葛城與桐生的交涉籌碼。最後為了保護冴島而被葛城開槍打中、在瀕死時用谷村的手槍殺掉葛城後，向哥哥・冴島為自己的過去而道歉後斷氣。
馬場茂樹（聲：大東駿介）
《5》中為貫穿事件的主要人物，和冴島同房的囚犯。
一年前從其他監獄調來，同房囚犯中雖最年輕卻背負最長的刑期，服刑時間超過十年。十分仰慕同房的冴島。
隸屬於北海道北方組，為自己組織爭取上位而殺人入獄。期望組員前來迎接，但在不斷的失望下終於了解，自己不過是組織鬥爭下的犧牲者，使他對「外面的世界」不抱任何期望而拒絕假釋。遇見冴島後，讓他心中浮現「活下去」的希望。因此讓他決定重新申請假釋，此時卻發生他疑似刺傷其他囚犯的事件，不過在冴島等人的幫助下讓他得以洗刷冤屈。之後透過副所長高坂的幫助，與冴島一起成功逃獄，途中在雪山遇難，但在冴島及又鬼奧寺的幫助下而脫險，最終與冴島抵達真島受害地點月見野。
實為黑澤手下，捏造自己所有經歷與背景以接近冴島，過去獄中發生的攻擊事件與騷動均為其所為，目的為控制冴島刑期，但在過程中卻被其捨命救己等行為所動搖，被感化的他與冴島約定日後，兩人要透過交盃儀式結拜。
之後前往神室町，幫忙桐生向遙轉達「不要放棄」。在遙在東京巨蛋登台演唱時，本受黑澤命令前去狙殺遙，卻在任務中決定收手離開之時，前來阻止的品田，認為冴島的苦心被辜負，因而狠狠地教訓了他。在心灰意冷之際，打算自我了結時，被高坂、獄友大島與日村阻止，讓他決定和冴島一起回到網走完成刑期。
牧村實/館山實（聲：澤城美雪）
《0》中20歳，出生於中國的二代日僑。與母親一同自中國投靠日本的祖父，在母親因適應不良自殺後，離家出走。為尋找哥哥來到大阪，遭尾田所騙而被賣給韓國組織，倍受折磨下身心創傷因而失明。之後被李文海所救、在其經營的「暢快館」以整體師的身分磨練技術維生。因祖父過世，在毫不知情的情況下繼承「空白的一坪」後，遭近江連合及東城會的雙方勢力追殺，捲入黑幫鬥爭。
被原本受命前來「暢快館」殺害自己而後改變心意的真島所救。而後被日俠聯世良帶走，轉交給與哥哥立華合作的桐生。在立華死於堂島組的酷刑之後，未能與立華相見決意為其復仇，請求再次相遇的真島殺害堂島組幹部，真島卻反勸其放棄復仇念頭，而後一意孤行的她獨自前去與堂島宗兵談判，提出以三幹部的人頭換取「空白的一坪」的交涉，遭其拒絕且被老鬼槍擊而失去意識，在趕來的真島與世良等人將其送醫後救回一命。清醒後將土地所有權交予世良。
事件結束後視力回復，在蒼天堀被真島手下糾纏時被真島所救，因真島刻意保持沉默而未能相認。最後在「空白的一坪」弔念立華時，再度聽見自己的心愛腕錶所發出的音樂盒樂聲（由真島拾起修復並埋在該處），察覺此舉是真島所為後，讓她對於真島的心意深深感動而落淚。
《極2》前傳中37歳。婚後改名為「館山實」，與丈夫育有一子。一直對於在過去事件中不知其名的救命恩人真島心懷感激，十分後悔未能及時向其表達心意，於是決定回到兩人初遇地「暢快館」繼續以按摩師的身分工作，希望有一天能再次相遇。因為丈夫工作的緣故，而即將舉家遷至國外，在任職的最後一周與真島重逢。在為其按摩的過程中，述說著關於自己的過往回憶，事後真島匿名地將原始設計的錶帶寄至店內並指定要交給實，在離開日本的飛機上，看著手中的錶帶，才明白原來當時讓她按摩的那名男子，就是自己的救命恩人，終於盼來重逢的實，這才終於放下心中多年來的掛念，儘管直到最後，她仍然不知道真島的名字。
佐川司（聲：鶴見辰吾）
《0》中登場，第五代近江連合直系佐川組組長，夜總會Grand的所有者
儘管總是一派遊戲人間的輕鬆樣貌，實際上卻是危險人物，稍不順心便會顯露其充滿攻擊性的暴戾。
真島老大嶋野組組長嶋野太的結拜兄弟。應嶋野要求在蒼天堀代為監視被其放逐的真島，對一心只想重返東城會的真島擁有生殺大權。要求真島以經理身分為其夜總會Grand起死回生，過程中也曾勸告真島打消回歸念頭。之後向真島轉達嶋野要求其刺殺牧村實，作為接受其回歸的交換條件。看穿李文海設計隱瞞實未死的真相，在真島打算與實一同逃亡時追殺兩人，遭現身的世良開槍阻止。之後利用真島查清世良底細後前往日俠連據點祇園弁天屋，並在此時得知實的下落和立華不動產的存在，與真島一同前往神室町。此後因其護衛的本部長遭為求自保的嶋野槍殺，與未能拿下「空白的一坪」之事，遭近江連合究責而死於槍下。
實際上相當賞識真島，但其刁難的態度卻使真島對其毫無好感，僅僅基於道上倫理而服從，但在事件過程中，真島對其不放棄的精神有深刻體會，從而對其改觀產生敬意，其不輕易動搖的執著，也成為對日後「嶋野的狂犬」極為重要影響之一。
廣瀨徹（聲：北野武）
《6》中登場的新角色，是陽銘連合会直系舛添組系廣瀨一家總長。有著令人難以捉摸，深具幽默感，讓人一看就覺得是個好爺爺的個性，並受到周遭的人的仰慕而有相當的人望，但私底下卻是個拼命守護「尾道的秘密」的老黑道，被来栖（兵三）評為「擁有廣島第一實力的男人」。年輕時與一幫混混四處大鬧，偶然下與夥伴一起潛入巖見造船的工廠卻被來栖抓到，但因為其膽識而受到來栖賞識而加入黑道，並因此與他建立起深厚而情同父子的信賴關係，某日由於兵三懇求他「為了守護尾道的秘密，請把力量借給我吧」，讓他為了這個秘密而私下殺害許多包括自己在內，所有知道秘密的人。
戰鬥方式是使用菜刀，在接近敵人時會趁虛攻擊，作為刺客而擅長老練的戰法，陷入困境時，會朝瓦斯管丟飛刀弄出破洞，並利用噴出來的瓦斯濃霧隱藏身影進行突襲。雖曾藏匿被祭汪會盯上的遥，並幫助桐生尋找關於遙的事情，但一方面也受兵三命令，暗中除去礙事者，終盤時雖與桐生對決，卻有著讓人無法感到其年紀已大的靈活身手，但仍遭桐生所敗。最後兵三要他殺掉知悉尾道秘密的南雲等人時，他卻無法對這些像是自己兒子般的「孩子們」下手，並且還向兵三請求饒過他們，但卻被他槍殺，最終向南雲及松永告知他為了守護秘密而殺害他們的父親的秘密，並在向他們道歉後而斷氣。
澤村遙勇（遥人）
《6》中登場的新角色，澤村遙與宇佐美勇太的兒子。是遙在廣島遇到勇太後因為一夜纏綿而生的孩子，正確年紀不明，但確定不滿1歲，名字據遙所述，是從遙和勇太中各取一字而來。《8》以前的日文原版一直沒有確認官方漢字寫法，故這幾部的繁體中文版一直將該角色翻譯為「遙人」。該角色在《8》的官方日文原版的桐生的其中一個追憶點中，正式確認名字“ハルト”的漢字寫法為「遙勇」，簡體中文版則直接沿用「遙勇」，但繁體中文版依舊承襲之前的舊版翻譯。
由於郎老大的長子吉米郎被殺，因此接下來的繼承者只有小兒子勇太，但因為祭汪會重視血統的鐵則，所以作為勇太與日本人的混血兒的他也因此被祭汪會盯上。之後，遙勇隨著背叛組織而想要將他賣給巖見恒雄的達川撞傷遙而跟著入院後，被託負給前來探視遙並可稱作是他爺爺的桐生，為了找尋他的身世之謎而被桐生帶到尾道，雖一度被各個組織盯上，甚至一度被真拳派帶走，但在桐生等人的活躍下而被奪回來，最終被桐生親手交給回復意識的遙，並在事件結束後，與雙親一起住在牽牛花孤兒院。
《7外傳》中，在花輪喜平遞交給桐生的大道寺拍攝錄像內，太一和綾子展示遙勇所畫的牽牛花孤兒院全員畫。
《8》尾聲中，和遙共同出現在醫院的探望劇情中，沒有展示正臉。

### 主要人物（《7》之後）
(以下是跟春日一番有非常重要關係的角色)
難波 悠（聲：安田顯（日语）；程智超（汉语））
《7》中登場的新角色，41歲。
曾在醫院擔任護理師，但因為流傳他盜賣醫院藥品的傳聞，害他因此被吊銷證照，並因此被迫住進底層之街‧伊勢佐木異人町而成為遊民。在偶然的狀況中救了被荒川射殺的春日，也因為這個契機而與他一起行動。
實際上是爲了救出因爲調查寇汨殊的假鈔產業而失蹤的弟弟而假扮成游民潛伏于此，與春日共同行動也只是爲了完成自己目的的便利。僥幸從寇汨殊的追殺中逃脫后離開了春日一行，而為净日協會的小笠原等人提供了假鈔犯罪的情報，並協助他們將近江連合引入橫濱從而試圖完成對寇汨殊的復仇。雖然和石尾田等人被阻礙他們的春日一行擊敗，但寇汨殊也被迫燒毀了他們製造假鈔的設施，而異人三的“肉身之壁”最終也被打破。由於春日一行協助了寇汨殊銷毀證據，作爲交易異人三停止了對難波的追殺，且寇汨殊告訴難波實際上他的弟弟并未被殺害，而是被保護了起來。後來在春日一行試圖從馬淵和石尾田等人手中救出趙天佑時趕來支援，並出於對春日等人的不計前嫌的感激而再次加入他們。
《8》中，已經在醫療器材製造商任職，享受著安穩且平凡的上班族生活。但遭到多多良頻道惡意踢爆慘遭開除。在桐生與難波羈絆劇場中得知實際是被上司惡意開除，發現自己被辭退和春日被網暴毫無關係後，為保護春日的名譽長舒一口氣。
向田 紗榮子（聲：上坂堇（日语）；吴迪（汉语））
《7》中登場的新角色。
在伊勢佐木異人町工作的公關小姐，工作的公關俱樂部是由當地的泡泡浴老店「乙姬島」老闆‧野野宮開設。有一個雙胞胎妹妹菜乃葉。
本人深受野野宮的信賴，還擔任店內的女經理角色。因出席被馬淵殺害的野野宮的葬禮而結識了春日等人，並爲了給野野宮報仇而和春日一起行動。
《8》中，目前在經營恩人留下的公關俱樂部‧Club Silky Queen並擔任合夥人，即便景氣不好仍無畏地打理店內大小事。雖然對春日有好感，但被他的求婚宣言激怒而拒絕了對方，並整整一年沒有回應其訊息。儘管如此，她還是有透過其他同伴了解春日的近況。桐生一馬從夏威夷回到橫濱後，受好友難波悠請求幫忙照顧桐生，協助完成其「臨終筆記」和對抗星龍會。在桐生與紗榮子的羈絆劇場中，在桐生的幫助下阻止了一名自小養尊處優的男人對她的追求和糾纏，在其中慢慢清晰了自己對春日的心意。於結局與春日和好，在結局後於生存者酒吧和最終夏威夷迷宮對話中可得知與春日穩定交往中。
足立 宏一（聲：大塚明夫（日语）；王宇航（汉语））
《7》中登場的新角色。
前刑警。過去隸屬刑事課的時代，在當時的上司也就是現任的警視總監‧堀之內十郎轉任前負責的一起殺人案件中，由於發現已經被逮捕的疑兇久住有不在場證明，於是和員警們對堀之内請求釋放他，但堀之内爲了不讓高升到警視廳的自己鬧出錯抓人犯的事情傳出而損害自己的威信，因此仍將久住視為犯人並送入監獄，還造成受冤枉的他因此自殺。從此足立對其記恨在心，也因與其一直對立而遭到降職，成爲監理所的職員。
之後調查堀之內身邊的事情時，發現荒川疑似行賄堀之內的事情，為了能夠接近荒川並且抓到證據，因此開始與剛剛出獄的春日一起行動。由於協助春日潛入近江連合的宴會的事情而失去了監理所的工作徹底失業，之後回到橫濱和被荒川槍擊后的春日重聚。
故事最後從千禧塔的荒川組中發現了在神室町3K作戰期間堀之内受賄的證據並對警方和媒體公開，也使得堀之内因此被逮捕，報了一箭之仇。
和伊達真是學生時代的舊識，稱其是“少有的能信賴的刑警同事”。
《8》中，已經離開警界並自行設立與防盜事業相關的足立代理調查公司，平常也會協助春日的工作並過著勞心勞力的生活。但遭到多多良頻道惡意踢爆慘遭公司倒閉。在春日和足立的羈絆劇場中，足立在夏威夷遇到了此前辦案時見過的一名女性，幫助她解決了一起蓄意搶劫案，重拾了她對警察的信任。
荒川 真澄（聲：堀內賢雄(ONLINE)；中井貴一《7，8》（日语）；邹亮（汉语））
《ONLINE》以及《7》的新角色，東城會系荒川組組長→八代近江連合代理若頭直參荒川組組長。
過去是庶民劇劇團團長的兒子，跟著劇團在全國各地巡演，但因為父親被人殺害而因此加入黑道。
雖然勢力不大，但卻是以「嗜殺的荒川」而在東城會闖出名聲，並為人所恐懼的超武鬥派之男，但他不只依靠自己的力量，同時他也是名重情重義而具有廣大器量的男人。
表面與春日沒有任何血緣關係，實際上為春日一番和海老名正孝（《8》最終章揭曉）的生父。在他陷入危機時拯救了他，讓一番因此對他傾心而跟著進入到黑道的世界，對於一番來說，荒川是名值得他賭上人生並成為自己追求的目標的存在。
但由於手下的若頭‧澤城殺害坂木組的組員，為了組織存亡，他請求一番替澤城頂罪，並將他破門以避免春日捲入抗爭。之後，在警方與近江連合暗中聯手的「神室町3K作戰」擔任內鬼告知東城會的內部情報，造成東城會因此崩壞，他也因為取得首功而成為近江連合本家的若頭代行兼直系荒川組組長。雖然在2020年與出獄的春日再會，卻冷酷地將槍口對準他開槍，實際為保護春日而開槍，並於其後將春日送至橫濱。實際上荒川於「神室町3K作戰」中一直與堂島大吾等東城會幹部合作。並背負叛徒至近江連合等污名。從而等待近江連合首領渡賴出獄的一日宣佈解散東城會和近江連合兩大黑道組織用以制衡荒川真斗。後於橫濱與春日會面後被天童槍殺。
《8》中，將會出現青年時期的他。當時他是冰川組中的一員，深得組長的賞識，於是組長利用要將自己的女兒百合子娶配給他，想要藉此拉攏他繼任組長之位。當時他已與岸田茜交往，卻又無法拒絕組長，指老同時與兩人來往，直到岸田茜懷孕才正式拒絕。然而這拒絕的行為被組長視為汙辱自己的面子，怒不可遏下下令追殺他與岸田茜。得知愛人被追殺的他，憤怒之下以一人之力覆滅冰川組，但至始至終沒再找到愛人的蹤跡。
不二宮 千歲（聲：伊波杏樹（日语）；谢莹（汉语））
《8》中出現的新角色，來自日本的留學生，在夏威夷擔任家務幫手。
出身於舊財閥系的名門—不二宮家，但與家人的關係不好。性格溫柔賢淑，言行舉止都流露著高雅的氣息，但似乎有無法向人訴說的隱情。
一開始以春日母親岸田茜的家務幫手身分，與前來夏威夷尋找母親的春日相遇，接待遠道而來的他。卻暗中下藥，使春日昏迷不醒，並在拿走他所有衣物與金錢後把他丟到沙灘上，害春日被警察以妨礙風化的罪名逮捕。後來拿著春日的護照潛入海狼所掌握的第5地區，與同樣潛入的春日等人重逢。她解釋自己是受雇於岸田茜的家務幫手，但因為夏威夷其實不允許留學生打工，所以她的工作是非法的。在岸田茜失蹤後，缺錢的她為了拿取自己的薪水而非法入侵茜女士的家，卻正巧遇上造訪的春日。因為她害怕引來警察讓家裡人知道，所以才陷害春日，想讓他被警察糾纏而分身乏術，同時潛入第5地區避風頭。但在得知海狼正在追捕茜女士後遭到他們的追殺，在逃亡中才正巧遇上春日等人，於是提出合作，以幫他們帶路來換取安全。第5地區的事件結束後，表示自己擔心茜女士的安危，決定加入春日等人的行動。
另一個身分是知名虛擬主播「多多良密花」的中之人。原本只是用來抒發心情的帳號，但某天她意外得知家族經營的不二宮海運發生了人為疏失的事故，不二宮家卻為自保而打算掩蓋真相。正直的她打算揭發這個醜聞，卻四處碰壁，最後自暴自棄的在帳號上一股腦地爆發出來。她的舉動被英二看上，於是協助她經營頻道，為她提供專業的團隊與各種素材，致使「多多良密花」成為以爆料社會違法秘辛聞名的虛擬主播，由於最初揭露的消息真實性高，因此人氣暴漲到五百萬訂閱。原本她還認為這是懲惡楊善的好事，所以一開始還很積極，但隨時間流逝而漸漸發覺英二別有用心，打算退出，卻被對方威脅要把她至今的所作所為告發給不二宮家，害怕家族知道的她只好答應英二的要求。在踢爆內容中逐漸添油加醋並且歪曲事實，直接導致了以堂島大吾為首的前東城會和前近江聯合成員聯合所開的保全公司破產倒閉；春日被誣陷為仲介前黑道並讓其偷竊物品，導致春日被丟了職業中心職位以及足立宏一的調查公司被迫關門。後來也是在英二的指示下，在夏威夷接近春日等人，並且踢爆出桐生一馬裝死而仍活著的現實。
在和春日一起行動期間，漸漸被春日的人格魅力折服，內心開始動搖。跟隨春日等人救出茜女士和拉妮後，突然表現得十分焦急，在糾結是否曝光自己的真實目的之際，揭露了英二假扮下肢癱瘓的真相，但為時已晚，由於大道寺一派的藏身點已被英二洩露給了布萊斯，導致基地遭到海狼幫血洗，千歲萬分自責，向桐生一馬和春日正式攤牌，稱自己就是「多多良頻道」的成員和虛擬角色配音，參與了針對桐生一馬、春日一番以及多名前黑道人士的迫害。
為了贖罪，化妝成服務員（盤髮髒辮也變成了完全斜劉海）襲擊三田村企圖救出拉妮，後向春日坦白了自己結識三田村創辦「多多良頻道」的過往，得到春日的原諒，從此反水三田村和星龍會，徹底站在了春日等人一邊。最後跟隨春日小隊前往聶雷島，找出了被作為人質的「澗礁」總帥黃拓的兒子，幫助春日打敗了「帕雷卡納」首領布萊斯·菲爾柴德，通過（不知何時何地）奪回多多良頻道的控制權來對向全網進行最後的直播，曝光了聶雷島的核廢料處理勾當、以及自己財團千金和「多多良密花」真身的雙重身份，迫使「不二宮財團」停止同日本當局、「星龍會」和「帕雷卡納」的合作。
和春日在酒吧的閒聊期間，可得知她作為日本航運巨頭「不二宮集團」社長的千金，從小生活富足，但對上層的生活和內幕感到厭惡，時刻想著過上自由的日子，唯獨和一名老管家親近，被她稱作「老爺子」。「老爺子」為人和藹，身手了得，對千歲言傳身教，教給了她一些防身技能。會透露曾經對自己很好的管家「老爺子」前來夏威夷尋找她，兩人找到「老爺子」並相互切磋，最終「老爺子」支持千歲追尋自由自在的日子，不再迫使她回去代理「不二宮集團」。然而從結局尾聲中得知，千歲最終還是自己回到「不二宮財團」，為了收拾財團的爛攤子而不得不回歸了自己厭惡的上層社會。
艾里克．富澤（聲：井口理（日语）；马洋（汉语））
《8》中出現的新角色，日裔美國人。在夏威夷擔任計程車司機。
到訪夏威夷的春日偶然搭上了他的計程車。通曉日文的他，個性開朗且待人友善，讓他因此與春日一拍即合。然而在載運的過程中，他卻突然拿槍對著春日並喝令他交出錢財。
隸屬於山井一家，以勒索他人維生的惡質機乘車司機，過去曾經被海狼陷害入獄導致家庭破碎，出獄後因為案底無法找到工作而加入山井組餬口，無力抗衡夏威夷黑幫只能愈陷愈深。
後來在春日的言語鼓勵下反抗山井，並順勢與眾人同行，在這之後一直跟著春日等人在夏威夷行動，知曉要潛入第5地區雖感恐懼，但為了與過去的自己做個了斷而決意跟隨，在這之後用手機拍下德懷特失禁的醜態用以要脅他，並明確表示不信任在第5地區事件過後加入的千歲。
雖較欠缺膽識，但臨機應變的本事不差，對夏威夷的各個設施與地標都知情，緊急時刻能挺身而出的氣概讓他成為春日不可或缺的夥伴。
和春日在酒吧的閒聊期間，富澤告訴春日自己在聯繫前妻，並了解到前妻正和另外一名男性交往。在春日的幫助下，富澤和前妻再會，雙方解除誤會，富澤也接受了自己不幸的過去，祝福前妻和現任男友幸福地生活下去。
《8》尾聲中決定在返回夏威夷後，協助繼任帕雷卡納教主之位的拉妮與茜女士。
岸田 茜（聲：榊原良子（日语）；卢晓彤（汉语））
春日的親生母親，也是春日的父親即荒川組組長‧荒川真澄一生所愛的女人。
《7》中並未出現，僅透過荒川真澄的敘述，知悉是他一生所愛的女人，本人在桃源鄉泡泡浴中工作，之後懷孕並在桃源鄉生下春日，然後為了躲過追殺而將剛生下不久的春日留在新宿車站附近的寄物櫃中，並將該情通知給桃源鄉的店長春日次郎，但之後則行蹤不明而被認為已經被殺。
《8》中，春日因為橫濱星龍會的若頭‧海老名的安排，而見到原本入獄服刑的前荒川組若頭‧澤城丈，並透過他的口中而得知茜仍繼續活著，目前人在夏威夷檀香山的郊外居住，也因此讓春日為了將荒川的骨灰交給母親而親自動身前去檀香山，但也陷入了當地黑幫找尋茜的爭奪戰中。
實則在冰川興業的追殺中生下春日後仍然遭到捕獲，其中有成員把她秘密運送到了菲律賓，後幾經輾轉來到了美國夏威夷檀香山定居，投身于當地的帕雷卡納的慈善事業服務工作，獲得了當地帕雷卡納所開設的孤兒院的人望。定居期間與澤城丈有書信來往，能獲悉到春日的狀況，且收養了真正的帕雷卡納原正統繼承人拉妮以及僱傭了前來偷偷做家務幫手打工的不二宮千歲。由於拉妮的價值以及影響力，以及知曉當地的地下社會的狀況，故自己和拉妮成為當地黑幫所爭奪的炙手可熱的對象，遂離開了孤兒院和自己的原郊外住所，與拉妮一同藏身在海上的小船上。
後來被接受了搜尋任務的春日一行人所找到，本來兩人應轉交給大道寺一派護送前往日本，但因三田村英二的叛變出賣和海狼幫的襲擊，導致自己被擊昏，拉妮被捕獲並將轉送到帕雷卡納的布萊斯的秘密基地處，隨後自己因為山井一派出現了帕雷卡納的臥底也遭到被俘。後來春日小隊擊潰了臥底並成功救回茜，春日在山井豐的提議下親自和茜在沙灘散步中暢談雙方一路上的經歷，荒川的骨灰也順利從春日手上轉交給了茜。
隨後拉妮被春日小隊所救出，自己與拉妮隨著春日小隊和剩下的山井一派的協助下，順利搭乘山井所開的船和春日小隊一同前往到日本，並暫時接受橫濱伊勢佐木異人町的街友村以及村長的庇護。
尾聲中已和拉妮返回夏威夷，回到之前工作的孤兒院繼續投入當地的慈善事業，並協助繼任帕雷卡納教主之位的拉妮。
三田村 英二（聲：成田凌（日语）；黄翔宇（汉语））
《8》中出現的新角色，坐輪椅的青年，與前往夏威夷尋找母親的春日一番搭乘同一班機而因此相遇，被一番稱為“英醬（エイちゃん）”，教會一番“Bon Voyage”的打招呼方式。
擅長寫程式，並因此協助初來夏威夷的春日脫離困境，作為最初帶一番熟悉夏威夷的嚮導。外表看似斯文無害，但關鍵時刻總是能拿出膽識應對。
一度協助桐生和春日一行人幫忙搜尋春日的母親岸田茜和拉妮，然而實際上是作為間諜混入其中。在春日一行人成功找到茜和拉妮後，被內心開始動搖的不二宮千歲揭露其輪椅實則為拉攏春日的騙術，實則根本能走路，以及其間諜身份之後，遂立刻性情豹變，當場背叛春日一行人，並協同因自己向布萊斯洩露地點而襲擊大道寺一派藏身點的海狼幫來抓獲拉妮後撤離。
原為報社記者，由於長期試圖找到警視總監（堀之內十郎）和荒川組勾結的證據，被荒川組視為眼中釘，並遭到其幹部的陷害而發生車禍醜聞，導致被報社公司解僱毀了前途，因此對黑道及其出身的人非常懷恨在心並欲要將黑道斬草除根。後來加入淨日協會參與活動，受到青木遼的青睞並選為東京地區支部長。淨日協會解散後，為跟隨響應合乎自己報復目的的“第二次大解散”，遂與志同道合的海老名正孝聯手，利用自己的情報搜索能力為釋放澤城丈出獄提供有力證據，並被作為去往夏威夷的代理人，且由帕雷卡納的布萊斯一派撐腰，並協助布萊斯搜捕茜和拉妮。
看中了多多良頻道這個管道，於是利用寫出的具有煽動性的曝光系影片用文案以及掌握了不二宮千歲的秘密，拉攏千歲共同運營多多良頻道。由於所有爆料和劇本都出自英二之手且可信度逐漸被廣泛群眾認為極高，便逐漸開始利用該頻道來各種蓄意曝光起底踢爆原黑道出身人士，並加以捏造事實作為斬草除根的報復手段，堂島大吾的保全公司倒閉解散、一番的不得已被岬角道職業介紹所解僱、足立的調查公司倒閉的罪魁禍首就來源於此。來到夏威夷後，更是借春日的行蹤來踢爆出桐生仍然存活的新聞並以添油加醋爆料。
在茜和拉妮的奪還戰中，一邊倒向支援海狼幫和帕雷卡納來對抗春日小隊。隨後秘密返回日本（何時返回的過程並沒有各種描述），並擅自奪取多多良頻道控制權來另外找中之人，協力直播配信海老名和澤城丈發佈的“第二次大解散”宣言，以及配合煽動各方影片配信者及其他好事者來加大力度踢爆桐生一行人的行蹤，並在淨日協會死灰復燃後就任副代表。
最後因為春日小隊的成功擊敗帕雷卡納首領布萊斯，在千歲於隱藏基地的核廢料堆積場內奪回多多良頻道控制權（無明確表明何時奪回）並實行現場配信直播中，千歲以自爆方式道出她為多多良原中之人，以及為自己長期跟英二的踢爆及捏造事實導致摧毀了很多人的人生的所作所為，而向廣大看直播的觀眾發表致歉聲明，致使不知何時藏身在神室町的一處公寓且滿臉突然鬍子拉碴的英二（何時突然遭到落魄的過程劇情缺失）在觀看轉播之中得知自己的所作所為被曝光且立場開始反轉。另外，再加上自己聯手的海老名被桐生小隊所擊敗，自己立刻遭到孤立，成為了全國諸多有極道出身背景的人士的人人追殺的目標。後來被春日找到了好事者們包圍的藏身處，勸諫遭到砸傷的自己去自首來為自己的所作所為及惡果贖罪，最終接受了春日的原諒和請求，並被春日扛著在頂著諸多好事者帶來的輿論壓力和拋東西砸的情況下走到了當地警視廳，最後在“Bon Voyage”的告別中前去自首。
《8》中劇情邏輯方面爭議性最大的角色，由於在遊戲後期在英二相關的劇情實際存在著太大的空缺部分（不排除遭到外力原因刪節），造成主線劇情上英二的人物行動非常矛盾，加之太過讓玩家害惡的橋段且無法讓玩家目睹英二被收拾的場面，使得這個角色塑造地非常失敗，在最後的結局上讓大量玩家對此角色非常無感還認為連帶拉低了春日一番的格調。

## 地下團派

### 東城會
日本關東地區的最大黑社會組織。根據《1》中嶋野太所言，成員超過了兩萬五千人，《3》中則擁有直系團體99個，而《4》中躍升為擁有直系團體100個，三萬人成員的規模。
《0》中，1988年，因為東城會的“神室町都市更新計劃”遭到“空白的一坪”所阻礙。為了爭奪這塊土地的所有權，包括堂島組、日俠聯、嵨野組等不少東城會直系組織開始行動起來，尋找土地產權的原持有人牧村實，這次事件還牽連到了民間的不動產商社立華不動產和大阪蒼天堀的近江旗下直參佐川組。經過一系列的黑道抗爭，原本勢力最強的堂島組遭受重創，堂島組的若頭輔佐阿波野大樹死亡、久瀨大作及涉澤啓司被捕入獄。“空白的一坪”也落入直系日俠聯手中，為世良勝登上東城會會長大位打下堅實的基礎。
《1》中第三代會長世良勝遭暗殺，而在其葬禮時直系風間組組長風間新太郎亦遭槍擊，失蹤的100億元及會長之位的爭奪戰開始浮上檯面。此次騷動造成嶋野、風間和錦山死亡。第三代會長遺書指定桐生續任第四代會長，桐生襲名並引退後，任命寺田行雄為第五代會長。
《2》中因為之前的內亂導致組織整體弱化，意圖重整組織的第五代會長寺田遇刺後混亂加劇。錦山組第二代組長新藤浩二與近江連合直系千石組合作意圖篡位成為會長。此次事件造成寺田、新藤及部分幹部死亡。
《3》中勢力擴大，成為九十九個直系團體、成員共計三萬人，以第六代會長堂島大吾為中心的龐大組織。正當回復往日聲勢之時，大吾卻因沖繩渡假村開發案土地收購一事，遭人槍擊而失去意識，組織內也為了爭奪會長之位而開始了內部鬥爭。此次事件造成峯、神田及部分幹部死亡。
《4》眼見組織快速成長，但因失去過去支撐宗家上繳金收益的白峯會，迫使會長大吾向警視廳副總監宗像征四郎妥協，並意圖取得秋山的千億資金以維持組織。
《5》中在大吾的領導下組織持續壯大，來到史上組員人數最多的時期。規模之大可與關西近江連合分庭抗禮，與近江連合第七代會長進行五五對分交盃儀式，但因其病危導致原本雙方平和狀態生變，隨著繼位者之爭而可能一觸即發的東西大戰，迫使大吾尋求與其他地區黑道組織的合作。除親至福岡與山笠組交涉外，亦派遣真島至札幌與北方組會晤，及安住與高知至名古屋與名古屋組洽談交盃事宜。
《6》中因菅井克己背後勾結祭汪會和陽銘聯合會引發亞細亞街火災事件而爆發跟祭汪會的衝突騷動，大吾、冴島、真島被陷害入獄，組織領導層和主幹構成一度被篡位成為會長代理的菅井洗牌替換。後隨著菅井組的覆滅，以及大吾他們因桐生的假死條件被換來釋放，東城會領導層得以恢復並與陽銘聯合會的繼任會長小清水寬志交盃表示雙方不再互相追究過往，避免了爆發開戰。
《7》因神室町3K作戰，東城會受到重挫而失去了對神室町的掌控。會長堂島大吾與真島，冴島等大幹部，以及假扮東城會叛徒的荒川共同聯手潛伏兩年後，與近江連合第八代會長代理若頭渡瀨勝於近江聯盟總部一同宣布解散雙方組織。

#### 歷代會長
| 歷代         | 角色名字 | 任期                                                    |
| 初代         | 東城真   | 《0》前                                                 |
| 二代         | （不明） | 《0》前                                                 |
| 二代（代行） | 二井原隆 | 《0》初至尾段                                           |
| 三代         | 世良勝   | 《0》尾段至《1》初段                                    |
| 四代         | 桐生一馬 | 《1》尾段同時襲名與引退，任期一日                       |
| 五代         | 寺田行雄 | 《1》尾段至《2》初段                                    |
| 五代（代行） | 堂島彌生 | 《2》代理會務至大吾接任                                 |
| 六代         | 堂島大吾 | 《3》至《7》解散東城會                                  |
| 六代（代行） | 青山捻   | 《5》在大吾失蹤時代理會務                               |
| 六代（代行） | 菅井克己 | 《6》將大吾陷害入獄之後，代理會務，直至自盡於巖見造船廠 |
東城真
東城會初代會長。
由《2》支線故事中得到的DVD「初代組長傳説東城真　打架格鬥研究奧義」可窺知其具有格鬥家般的高超實力，在讓位後生死不明。
東城會第二代會長
姓名不明。《4》中有提及其存在、上野吉春襲擊事件即發生在第二代在位時期。
《0》中已過世，由二井原隆代理其職務。
二井原隆（聲：柴田秀勝）
《0》中登場，代行東城會第二代會長的職務。
立華對他提出「請讓堂島組放過桐生」的請求，遭其所拒，但在立華以5億為代價，且與其約定若能阻止堂島組後再加5億、並承諾持續上繳立華不動產三成收入作為保護費給東城會後，接受立華的請求由東城會宗家提供桐生庇護。在立華一行人離開時，為測試桐生的覺悟而命令手下攻擊他們，最後親眼目睹桐生擊敗所有成員後離開，因此認同他的強大。
對於風間新太郎有極高評價，曾經對桐生表示若有人要求他花10億買下風間，他會毫不考慮馬上付錢。
即使與立華達成約定，卻因其僅為代行職務身分，因此遭堂島組無視繼續追殺桐生。後任命世良擔任東城會宗家若頭，並由其負責「神室町都更計劃」後辭去代行職務離開東城會。
《ONLINE》在第二部的故事登場、將鄉田龍司的暗殺計畫交給荒川組策畫執行。最終該計畫失敗，讓他原本要因此對春日以及久瀨進行處分、但在世良的勸告下而中止並將東城會交給世良後，辭去代行的位置。
世良勝
東城會第三代會長。
詳情參照「東城會－日俠聯－世良勝」
桐生一馬
東城會第四代會長，任期僅不到一日。
詳情參照「主角們－桐生一馬」
寺田行雄（聲：乃村健次《1、極、極2》； 四宮豪《2》）
《1》中為四十一歲，為近江四天王之一，直系幹部。表示對於風間有著還也還不清的恩情。在桐生任命下就任第5代東城會會長。
《2》中為四十二歲，東城會第五代會長，上任後為穩固地位而亟欲建立屬於自己的派系，導致組織瀕臨崩潰與真島組的出走。在桐生面前假裝遭前來尋仇的近江連合組員槍擊而死，死前請求其代為完成與近江連合交盃和談一事，以化解其聲稱的東城會危機。其真實身分為26年前遭堂島組大舉殲滅的真拳派殘存者金大津，為完成真拳派的復仇而意圖摧毀東城會，但因過去風間的不殺之恩使其動搖，最後遭真正主謀高島遼槍殺，在死前留下了讓桐生可以逆轉生機的機會。
堂島彌生
寺田死後擔任第五代代行，直至大吾上任第六代。
詳情參照「東城會－堂島組－堂島彌生」
堂島大吾（聲：德重聰（日语）；刘雨轩（汉语））
《0》中以12歳少年之姿於桐生的「支線故事19：少爺的請求」中登場，是堂島宗兵（堂島組長）的兒子，桐生稱呼其為「少爺」。個性略為任性且目中無人，對於年長者相當不客氣，但反過來也有在同儕間無法交朋友的煩惱。在打擊場中將桐生叫出來並對他頤指氣使，最終受到桐生的責罵而反省自己的個性、並發誓要改變自己後而與桐生道別。另外在迷你四驅車賽場中擺放著他的優勝獎盃而可見其高超的實力。
《2》中為30歳，是堂島宗兵和堂島彌生的兒子。曾是桐生手下。背後刺有不動明王的刺青。由於誤認自己一直景仰的桐生殺害自己的父親而自暴自棄，曾遭鄉田龍司陷害違反槍刀管制法而入獄。出獄後對於弱化的東城會感到失望，而終日流連聲色場所，後來在桐生請求下決意與其聯手拯救東城會。本身個性堅毅而有人望，在近江連合鄉龍會與千石組等人大舉進攻神室町時，挺身帶領大批東城會成員與之對抗，此一改變遂使桐生執意令其擔任東城會第六代會長，獲得彌生和柏木的贊同。
《3》中32歳，東城會第六代會長。原有短髮改為後梳油頭、成為一名充滿風采的黑道人物。因沖繩土地收購事件遭到槍擊而昏迷後，柏木將其秘密收治於東都大醫院，在桐生與峯對決後恢復意識，在Black Monday企圖槍擊兩人時開槍阻止。
《4》中33歲。為穩固龐大組織營運經費來源，對於能夠帶來巨大收益的神室町大樓建案極為重視，並因此一窘境迫使其與宗像交易導致真島入獄。雖暗中透過城戶企圖逆轉情勢，卻遭新井阻止。企圖取得一千億元重建東城會而現身千禧塔，在向桐生吐露長期支撐龐大組織的壓力後，仍決定堅持展現自己的生存之道扛起東城會後，與桐生對決後為其所敗。事件結束後，為重歸東城會的冴島成立直系冴島組。
《5》中是36歳，為與「山笠組」組長斑目洽談交盃事宜而前往 福岡。會晤後搭乘桐生所駕駛的計程車，並向其透露東城會近況，表示「我已盡我最大的努力，走在佈滿荊棘的道路上了」後下落不明。實際上此舉除為穩固東城會勢力外，亦為找出東城會叛徒之計。為了追查事件真相前往名古屋，並以二千萬為代價，委託高中同學品田調查過去的職棒簽賭事件後得知真相。之後雖成功找出幕後指使者黑澤，卻被遭其手下金井槍擊，但幸運地被救回一命。最後與勝矢一同前往千禧塔成功阻止黑澤的陰謀。以冷靜沉著之姿，展現其獨當一面的領導能力。高中時是全校第一的資優生，為了守護品田的棒球夢，與企圖妨礙比賽的黑道打架後遭退學。
《6》中為40歳。由於亞細亞街火災事件，因此與中國黑幫「祭汪會」間爆發爭鬥，造成無辜民眾因此受害，讓他與真島一同遭到警方逮捕，最後因桐生的交涉條件而獲釋，決心以東城會第六代會長身分繼續守護東城會，計畫與陽銘連合會進行五五對分的交盃結盟，不對他們進行復仇。
《7》為43歲，長期以來一直擔任東城會第6代會長一職，但在神室町3K作戰重挫東城會後，和真島、冴島等幹部在尼克尾形的庇護下潛伏兩年後，與近江連合第八代若頭渡瀨勝一同宣佈解散各自組織。為安置原有東城會和近江連合成員，和渡瀨、真島、冴島等人在蒼天堀創立保全公司。
《8》為48歲，原本經營的保全公司，因日本當局頒布的「前暴力團五年法案」而開始受挫，並遭到多多良頻道的黑道起底曝光和造謠陷害導致被世間聲討而營業遭到重創，最終導致員工大量離職而倒閉破產，與真島、冴島淪為街友在北海道某處寒冷地方靠捕魚維持生活，期間也在調查“第二次大解散”的內幕以及海老名正孝的身世。後來桐生一眾過來說服他們加入反抗行列時產生理念衝突而對決，但隨後三人最終還是趕來東京神室町前來助陣桐生一眾的來對抗前星龍會成員。

#### 日俠聯
《0》中登場的組織。沒有任何組織家徽，背地裡負責替東城會處理見不得人的工作。
世良勝（聲：水木龍司《1》；大川透《0》《極》《ONLINE》渡邊謙（面貌演出））
東城會第三代會長，50歲。
年輕時曾參加過學生運動並因此認識神宮。以37歲之姿爬上這個地位，在桐生一馬出獄的這十年間也繼續穩居在這個位置上。實際上和神宮有所勾結，被神宮命令暗殺對他有所阻礙的由美和遙，但被風間說服而停止下手，並且和風間及由美一起偷走神宮的一百億圓後，抱著必死的覺悟將遺書交給風間，之後於錦山說出「一百億圓被偷是真的嗎?」而回答他的幾天後，遭到錦山的暗殺。
《0》中33歲，東城會直系日俠連總裁，舉止相當紳士，但沒有任何組織家徽，背地裡負責替東城會處理見不得人的工作，受某人的命令而於「空白的一坪」的事件中暗中活動著並因此得到「空白的一坪」，之後就任東城會本家若頭，並且因為第二代會長代行退位而升為第三代會長。劇情中被佐川從背後開槍打中後要暫時單手撐著拐杖才能行走，但射擊實力不減。
有著高超的射擊實力，戰鬥也會使出毫無破綻的打法。另外在他據點中的日俠連組員全都有打扮非常奇特的模樣(頭戴能劇或般若面具或是男扮女裝的人妖藝妓)
《ONLINE》中有在第二部故事登場，頭銜已經是東城會若頭。
在故事中有他過去的事情，就在他就任會長的那天夢到他剛出道時，大哥被人所殺，憤怒的他於是將追殺風間的齋藤遼太郎射殺掉的夢。數日後，就在他與敵對的中國黑幫火拼時遭到某名男子襲擊。該男子自稱是齋藤的兒子，並且打倒所有護衛的日俠連組員而逼近世良，但在只差一步下遭到拿下。在該人被關進倉庫的隔日，前來看他的世良遭中國黑幫襲擊，雖然成功擊退，但也讓齋藤因此逃出並再次與世良對峙。但他卻被世良看穿他根本沒有殺過人而勸他將槍交出來。結果，齋藤並沒有跨過那一道界線，只是叫囂了幾下後離去。看著他背影離去的世良則是一邊摸著胸口一邊慶幸齋藤並未和自己一樣的做法。
國枝政志
只有在支線任務中出現，東城會直系日俠連第二代總裁，在10年前桐生因為殺害堂島的罪名入獄時，受已經成為三代東城會長的世良指示，把殺手(就是囚犯1356號)送進去監牢裡襲擊桐生，原因是因為警告其他人「桐生是東城會宗家負責處理的仇人，誰都不許再動他」，因此桐生在坐牢10年後安全無事的假釋出獄，之後在賽之河原的地下街遇到桐生，表明要殺掉錦山替世良報仇，希望桐生不要插手，率領部下跟桐生對決被擊敗，因此同意把處理錦山的事情交給桐生而離去。
囚犯1356號（聲：鈴置洋孝《1》《極》；《ONLINE》喜山茂雄）
殺手，受國枝的指示進入桐生所在的刑務所，在吃飯的時間跟其他囚犯一起襲擊桐生並自稱是第三代會長世良的指令，攻擊方式是拿餐具叉子跟丟擲出去，但是被桐生打敗，10年後桐生出獄會在支線任務遇到他也被釋放回到神室町，在路上偶遇到桐生而再次向他襲擊而來，武器換成小刀，被打敗後說出其實當年是受到第二代總裁國枝的指示後便離去。

#### 堂島組
《1/極/0》中登場，原為東城會內勢力最大的直系組織，在「空白的一坪」事件後實力大減，而組長堂島則被若頭風間架空。風間、桐生及錦山過去隸屬於該組織。在組長堂島宗兵遭錦山殺害後，組員被風間組吸收。
堂島宗兵（聲：水木龍司（《1》《2》）；江川央生《0、極、極2》）
東城會直系堂島組組長，若頭風間為其左右手。擁有「想要的東西就要不擇手段地奪取」的激烈個性，好女色，卻因其洞燭先機的觀察力和擅謀略的手段，因而獲得手下追隨。但其心機算盡的狡詐作風讓真島和桐生嗤之以鼻
《0》中在桐生與久瀨對決後，偕同阿波野及澀澤出現，並要求引發事件的久瀨切指負責、同時答應桐生的要求而將其逐出組織。雖勸告恢復常人身分的桐生改做正經工作，實則在背地為鏟除風間勢力，而操控老鬼引發「空白的一坪」事件，藉此陷害桐生。之後以為實已死，認為「神室町都更計畫」得以繼續，便將有功的澀澤升為若頭，自己則坐等第三代會長大位。最終因為老鬼被真島打敗，阿波野被殺，澀澤及久瀨遭逮捕後，失去三名若頭輔佐，加上「空白的一坪」落入世良手中而未能如願。事件後第二代會長代理指派其為新任東城會若頭世良的監護人，原本握有的「神室町都更計畫」也在會長代理指示下轉移給世良，自此失去組織內實權。事務所也由《0》中的大型事務所變成東堂大樓。
《1/極》中因綁架由美並想要強暴他，遭憤怒的錦山槍殺。
《2》中，26年前為在東城會內進一步擴大堂島組勢力，而任命風間與嶋野殲滅真拳派。
堂島彌生（聲：福島おりね《1跟2》；高知澪《極、極2、ONLINE》）
堂島宗兵之妻。
《極》「支線故事4：黑道之妻」懷疑桐生並非殺害堂島兇手，只因包庇真兇而代其入獄。在桐生請其保留一段時間並保證日後做出交代後會告知真相而停止報復。
《2》中因為寺田被殺，暫時代理會長一職。獨排眾議支持桐生前往近江進行五五交盃和談。雖明白東城會現況不足以抵禦近江攻勢，但因不願桐生見到失意喪志的大吾，而阻止其前往說服大吾重回東城會。身為父母，對龍司有違孝道的行徑感到痛心。
《3》中，桐生表示其為重建組織而努力奔走。
老鬼（聲：鈴木幸二(日文版)；李璨琛(中文版)）。
《0》中登場的中國籍殺手，被稱為是中國黑幫組織中最高價碼的殺手，一旦被他盯上，從未有人生還。多使用裝滅音器的手槍殺人。戰鬥中使用的武器是鐵針、滅音手槍和青龍刀，血量降至一定程度會使出中國拳法。戰鬥方式與真島相似（舞者→強打者→幹架師）
為使桐生背上殺人黑鍋，在桐生離開後隨即殺害其討債對象。在桐生跟立華欲前往西公園時現身亞細亞街，並開槍射傷桐生。立華為保護桐生而同意與其離開，而後在牧村實跟堂島的談判破裂後槍擊牧村實。
在堂島組總部殺死阿波野並與真島決戰，最後被真島打敗。真島打算將他解決，但世良說他可以當作對付堂島的關鍵證人，真島因此作罷，最後被世良帶走並將他關在用來拷問黑道的「倉庫」。

##### 久瀨拳王會
久瀨大作（聲：小澤仁志）
《0》中登場，東城會直系堂島組若頭輔佐兼組內久瀨拳王會會長。刺青是閻羅王，上腕部是牛頭馬面。性格好戰。
為爭奪若頭之位，收買信貸業者陷害桐生背負殺人嫌疑後，要求桐生自首並切指交代。以向風間打探土地情報，換取平步青雲的威脅利誘要桐生倒戈，遭其拒絕。
未料桐生為保風間竟決定脫組，拒絕桐生會見堂島請求。此時再次提出助其取得土地情報的要求，遭桐生拒絕後決定將其滅口。在桐生質疑其擅作主張的行為後說出「你已經不是這個組的人了」之後為桐生所敗。因未經堂島同意擅自將桐生逐出組織被當場要求切指交代，之後一再與桐生對決皆為其所敗。
對負責拷問的米田不屑地表示自己是「為了和比自己強的人幹架」才成為黑道。雖在目睹米田以鐵鎚重擊立華頭部而將其所殺，卻被事後趕到現場的桐生視為殺害立華的兇手後被其擊敗。面對桐生表示自己不過是善盡本分，聽聞桐生為保護牧村實而誓言讓東城會血流成河後，認定桐生已覺醒成為真正的黑道。
最後為展現自己身為黑道的志氣，捨棄過往手段選擇與桐生正面對決，讓桐生因此產生敬意而敬稱其為「久瀨大哥」，在被桐生擊敗後認同其實力，並向其透露澀澤情報，見證桐生有身為黑道的覺悟後目送其離去。事件後與澀澤同遭警方逮捕。
戰鬥方式為拳擊、及頭鎚與踢擊的交叉使用，擅於快速攻擊，也會使用長鐵管或手指虎。
以５回戰成為歷代同一作中交戰次數最多的頭目 (其次為維新中岡田以藏的４回)。
《ONLINE》中在第二部的主線故事登場，並且能知道他已經服完10年的刑期而出獄。但因為他的組織被解散，所以出獄後，由第二代會長代行的二井原命他去暗殺鄉田龍司，然後讓荒川組的春日作為助手跟他同行。在他發現龍司後，想要襲擊他卻被跑掉，於是抓住代替龍司的韓俊基要查出龍司的所在。在春日隱瞞他們要暗殺龍司的事情後，久瀨向他龍司告知鄉龍會的鷹山要與真拳派聯手企圖殺害鄉田仁的事情，並為了要確認即將前往蒼天堀的龍司的覚悟而與他對決，卻被龍司所敗。之後與春日一起保護龍司。
支線故事中，在他被桐生所敗而切斷小指後，因為想要復仇而將久放在停車場的機車找出來，但因為引擎無法發動，為了修好引擎而去找他過去的拜把兄弟鬼怒川。機車原來是鬼怒川所有，但在他15年前脫離組織後就讓給久瀨。但是鬼怒川因為先前是黑道，所以讓他只能一邊隱瞞這個不榮譽的經歷，一方面小心過著無法面對旁人的生活，因為已經金盆洗手而頑固地抗拒久瀨的請求，但偶然遇上地產商。因為被誤會成是鬼怒川的客人而遭到地產商的襲擊，但被他擊退。之後，久瀨雖然挺身面對要襲擊鬼怒川的地產商，但卻被他們從背後偷襲而陷入困境，雖然鬼怒川及時趕到而逃過一劫，但鬼怒川的土地權狀也被搶走，聽到這件事的久瀨就以拿回土地權狀作為修理機車的條件，並直接騎上機車衝向地產商的事務所將他們擊潰，並順利將權狀還給鬼怒川。最後受到鬼怒川激勵的久瀨也因此燃起與桐生再戰的鬥志而決定去挑戰他。
米田
《0》中登場，久瀨拳王會若頭，在桐生請求離開組織時被久瀨命令他去殺掉桐生卻被桐生打倒。戰鬥方式是不斷搞偷襲（要用QTE反擊），以及使用小刀攻擊。
在久瀨拳王會抓到立華後，米田對他竟以凌虐為樂，並拿大鐵槌砸他的腳趾來拷問立華。在久瀨明白拷問對立華沒有作用而想要為立華鬆綁時，因在遭到垂死的立華的嘲弄，於是以鐵鎚重擊其頭部，讓久瀨在一怒之下將米田的頭抓起來狠狠砸向地板而將他殺死。
自稱只是單純為了想要使用暴力而加入黑道，所以不會去動腦，在最後還挑明說看不起一再出包的久瀨。

##### 泰平一家
阿波野大樹（聲：竹内力）
《0》中登場，東城會直系堂島組若頭輔佐，堂島組內泰平一家組長。，刺青是桃太郎。三個若頭輔佐中最會享樂的。負責堂島組對外談判工作，擅於「威脅」他人。雖然只是將黑道身分當作「職業」、但靠著強大的情報收集能力而想要擔任若頭。戰鬥方式是使出豪爽強力的拳擊，擁有全力一擊就能打裂石牆的威力。「空白的一坪」的事件爆發後，就盯著桐生，多次威脅他卻都失敗。之後，與闖入堂島組本部的真島戰鬥時，向他吐露出其實當初是因為喜歡打人才成為黑道並且是個徹頭徹尾的武鬥派，卻因為泡沫經濟的時代到來而捨棄原本的暴力路線，改成專心賺錢的生活方式，卻對於這樣的選擇相當後悔。最後輸給真島，在被真島曉以大義時，為了保護真島而遭到突然出現的老鬼槍擊，並且在要反擊時被他以鐵針所殺。雖然看似漫不經心，但是從他可以輕鬆接下桐生的出拳，以及跟真島對戰時可以一拳把牆壁打出巨大的裂痕可以看出他的戰鬥力也是不凡。
岡部
《0》中登場，是泰平一家若頭，是所謂的靠著占據法拍屋向人勒贖鉅款的海蟑螂。戰鬥方式是速擊交叉著重擊。由於遭成為立華不動產成員的桐生趕走，而被阿波野命其切指負責。之後痛扁尾田、闖入到瑟蕾娜要襲擊桐生，但與手下一同被桐生所敗。

##### 澀澤組
《0》中登場的東城會三次團體(堂島組的二次團體)。在擁有東城会最大規模人數的堂島組之中，以「經濟」實力見長、並且負責組內「經營」的事務。澀澤遭逮捕後，組織被堂島組吸收。
澀澤啓司（聲：中野英雄）
《0》中登場，東城會直系堂島組若頭輔佐，堂島組底下的澀澤組組長，刺青是青龍，擅於替組織賺錢而負責堂島組的經營事務，作為黑道而擁有相當的實力及績效。
其父親原本是議員秘書，曾被周遭的人期待他父親日後也能有一番大作為。但父親卻被議員奪走大部分功勞，最後還成為議員貪污的代罪羔羊而自殺，此事造成澀澤對於金錢所無法買到的「地位」及「名聲」有著很深的執著而決定要在黑道界出人頭地。戰鬥方式與桐生相似（快攻手→火爆浪子→流氓）。
在「空白的一坪」的事件爆發後，就一直盯著桐生，並在背後與尾田私通而掌握到立華的情報，還雇用西谷去找尋實的下落，但在他們都失敗後而分別殺了他們。之後，被堂島宗兵任命為若頭並率領組員要去處理掉與風間有關的人，同時他也率眾趕到與風間合作並作為日俠連據點的芝浦。在他帶人襲擊據點時，與剛好趕到的桐生、錦山以及柏木率領的風間組對峙。最後為了得到「堂島之龍」之名，於是在船上與桐生對決而被他所敗（桐生也因此繼承了堂島之龍的名號）。最後與久瀨一起被警方逮捕，他的組織也被上級組織堂島組吸收。

#### 白峯會
《3》中登場的東城會直系組織，由會長峯義孝以成功的商業頭腦賺取大量上繳金去扶持本家東城會。
峯義孝（聲：中村獅童）
《3》中登場，33歲，長相英俊，舉止優雅有禮，外表如同實業家一般，是個知識份子型的穩健派黑道。為東城會直系組織白峯會會長兼宗家若頭輔佐，亦是三名若頭輔佐中唯一支持桐生回歸代理會長的人，刺青是麒麟。由於小時候是一名失去雙親的孤兒，所以決定要成為有錢人。成年後雖成功成為商業鉅子，但又覺得周遭的人都是因為金錢才親近他而感到不滿，為追求「絕對的羈絆」，藉由金錢拉攏神田強得以進入東城會。因為其處事手腕高明，深獲第六代會長大吾信賴，因此迅速成為幹部。性格冷静沉著，是事事以組織為優先的穏健派。住在港區的豪宅並且以該處為中心操作股票買賣和房地產而成為巨富，其上繳金數量龐大，當時東城會可說是憑藉白峯會的上繳金在運作。由於長期健身與練習格鬥，具高超幹架實力，有歷代最強頭目之稱（與鄉田龍司並稱）。
相當尊敬和自己同年的會長大吾，傾慕於其領袖魅力後決定追隨。在大吾遭槍擊昏迷後感到無所適從，認為昏迷不醒的大吾已非自己傾慕的對象後，為追求新的生存目標而與Black Monday聯手，受政治家鈴木委託而推動沖繩渡假村開發案。最終和桐生於東都大學附屬醫院頂樓對決戰敗後，二人即將被Black Monday的首領理察森開槍射殺之際，被恢復意識的大吾所救。最後為了保護桐生與大吾，以餘力架住理察森，向兩人道歉後，與理察森一同自頂樓墜落同歸於盡。
片瀨
《3》中登場，峯的女秘書。

##### 玉城組
位於沖繩的東城會五次團體。
玉城鐵生（聲：石塚運昇）
《3》中登場。琉球街中另一個黑道組織，東城會的五次團體玉城組組長。由於性格卑劣而且會把把任何東西利用到毫無價值時才拋棄，因此被桐生稱他為「惡棍」。為了擊潰琉道一家，於是欺騙咲的媽媽來誘拐咲並且為了引誘桐生過來而將名嘉原綁架到鬥技場。另外和峯勾結與自己的成員們想要一起破壞「牽牛花」。在和桐生的第二次對決戰敗後，想要開槍射殺他，卻因為力也衝過來擋子彈而失敗。要再次殺掉桐生時，被風間讓二所射殺。
戰鬥中使用手槍、刀子（包含用投擲的方法）和老虎指套。

#### 濱崎組
濱崎豪（聲：高橋喬治）
《3》中登場，身高193cm、體重99kg、50歲 血型O型。
東城會若頭輔佐兼直系濱崎組組長。通稱為橫濱帝王。與中國黑幫蛇華勾結，手下組員雖僅10人仍稱霸横濱中華街。擅於操控人心，是工於心計，陰險狡詐的野心家。雖與神田一樣對於柏木提出的桐生回歸代理會長一職之事持反對意見、但也不認同神田續任會長。為掌握群龍無首的東城會實權，企圖以沖繩渡假村開發案獲取巨大利益，除設計拉攏真島承攬營造業務外，更以地下賭場經營權說服蛇華為其所用，但意圖陷害真島未果，且在蛇華首領劉家龍遭風間讓二所殺後失勢下落不明。事件後在神室町現身，由於對其計畫遭破壞懷恨在心，於是當街刺殺桐生，而後遭逮捕入獄。
《4》中在獄中煽動因上野吉春襲擊事件遭判死刑的冴島一同逃獄，原本僅為一己私心而打算利用冴島，但在兩人策畫實行逃獄過程中，被始終信任自己的冴島所動搖，與其約定恢復自由之身後聯手，此時相互理解的兩人已將彼此視為兄弟。指示冴島在逃離後前往桐生處尋求幫助。為讓冴島順利離開，自己與前來阻止的獄警齊藤一同落海。之後來到桐生所在的牽牛花，並且將逃獄時竊得，足以左右東城會存亡的機密文件交給桐生，希望桐生能代替自己向冴島說出上野事件的真相，以及保護東城會。但在理解桐生現況後決定打消念頭，並在其陪同下打算向警方自首，兩人在警局遇見冴島妹妹靖子。而後出現大批前來追捕的獄警，為保護打算前往神室町的桐生和靖子而舊傷復發、數日後死亡。在死前將自己的遺言交代給一旁照顧自己的遙「保護東城會，不要讓它落入警察手裡。東城會就是我們曾活過的證明。」

#### 風間組
《0》就登場的組織。堂島組組長‧堂島死後，風間將原堂島組的成員移為自己手下並因此襲名為直系風間組。《1》曾經吸納了堂島組的成員而成為東城會內最大的直系組織，後被旗下組織錦山組分裂後被大幅削弱。之後風間過世，並由柏木擔任第二代組長。最後在柏木修死後（實際上是引退），因為桐生的請求，真島吾朗因此兼任風間組組長成為了第三代組長，之後將所有成員全數納入真島組。
風間新太郎（聲：渡哲也）
身高177cm、體重70kg。東城會直系風間組組長。是人稱「東城會刺客」的傳說殺手。有著溫厚慈悲的人格以及優異槍法。照顧桐生、錦山、由美長大，桐生因而將其視為自己真正的父親。在營救遭蛇華綁架的桐生時右腳受傷，因此無法行走自如而需要使用拐杖。為了贖罪與幫助那些被他殺害父母而成為孤兒的孩子們，以自己的名義創立育幼院向日葵。此外，亦為柄本醫院的長期資助者。
《0》時為43歳。半年前風間組開設賭場，堂島組三名若頭輔佐向警方舉報後遭逮捕入獄。但實際上，風間在入獄前便與立華接觸，並安排其建立不動產公司以牽制堂島組，在空白的一坪事件中有極大的影響力。立華甚至告訴桐生，圍繞著「空白的一坪」所發生的種種事情皆在風間新太郎的劇本之中。二井原隆對其有高度的評價，盛讚他擁有「一騎當千」的實力，並說如果有人要他花十億買下風間，他會毫不猶豫的付錢。在《0》的故事結尾中成為東城會的幕後操控者。
《1》中60歳，桐生出獄後，在第三代會長世良勝的葬禮舉行時，打算告知其由美行蹤時，遭錦山狙擊受傷，後在真司幫助下藏匿於真司女友明美處。之後在寺田的庇護下與桐生重逢，並向桐生說明由美、美月及失蹤的一百億圓的事件真相時遭嶋野襲擊，為保護遙因而身受重傷。臨終前將世良的遺囑交給桐生，並向其坦承自己正是殺害其父母的兇手並請求其原諒。
《2》中，26年前因組長堂島宗兵一心擴大勢力，而受命殲滅真拳派。執行任務時，因不忍年紀尚輕的寺田及倉橋就此斷送性命而放過兩人。原欲與真拳派首領談和，但為保護陰錯陽差闖入現場的桐生，仍舊選擇殺死對方，真拳派亦就此潰散。
在外傳《東城會秘錄》中，風間更是世良第三代倚為長城的重要人物。
柏木修（聲：咲野俊介）
東城會若頭，原直系風間組若頭、2代目組長。鼻子上有一道傷疤，桐生入獄後協助錦山成立錦山組，
《0》中，為東城會直系堂島組內風間組若頭，作為風間左右手聞名，受風間重用且負責組織實質上的運作。因為掛心桐生的安危連最喜歡的冷麵都食不下嚥，直到桐生平安歸來才安心進食。在桐生和錦山與澀澤組決戰時，親自駕駛大貨車率領風間組組員幫助兩人。
《極》中，桐生入獄後協助錦山成立錦山組，並提供自己手下（其中包括導致錦山黑化的罪魁禍首松重）輔助錦山，希望錦山在桐生出獄後能夠幫助桐生，但錦山卻一直因領導不力而惹惱柏木。在嶋野與風間在芝浦碼頭開戰時，親自駕駛大貨車率領風間組組員前來協助風間。
《2》中，為東城會直系風間組第2代組長兼東城會若頭代行。是繼承故人風間遺志的人物。和風間同樣深謀遠慮，屬於穩健派的一員。在寺田實型的東城會改革事件中一直協助真島。寺田死後，致力於推動與近江結盟的目標避免雙方交戰。在真拳派以及鄉龍會東進關東時，他也幫助大吾號召所有成員，令其登上第六代會長之位。
《極2 真島篇》中在真島被誣陷為殺害植松組組長植松彰信的兇手時為真島說話，而後引導真島與賽之花屋接觸以得知真兇相關情報。
《3》中，正式擔任東城會若頭並代理受到槍擊而身受重傷的大吾執行業務。對於幹部們的動向感到相當苦惱，於是召集幹部們，並提案讓桐生擔任代理會長。在桐生回到神室町以後，柏木在他的事務所與桐生見面並且聽到槍擊大吾的犯人是個長相酷似故人風間的人的消息時，突然遭到不明的直升機從大樓外面對事務所進行掃射而因此身中數槍。在暈倒前，告知桐生有內奸在東城會裡並且還與那位酷似風間的人物互相勾結，並要他找出犯人後而暈死過去，從此下落不明。
對於冷麵有相當的執著，在燒肉店如果吃不到的話會勃然大怒。另外在桐生年輕時，屢次指示桐生購買製作涼麵的食材。(在與力也的對話中有是個非常喜歡冷麵的人的選項，0代中得到證實，此外還會把西瓜和冷麵搭配食用)
《7》中出現疑似柏木修的角色─橫濱異人町求生者酒吧的老闆。在春日的修羅場支線任務中，對春日透露自己曾被某組織的直升機差點轟成蜂窩，卻奇蹟似地存活。從此退隱江湖並開了一間酒吧，為了紀念此事而將酒吧命名“Survive Bar”。
足立是該店常客，之後此處成爲春日一行人在異人町的活動據點。
《審判之逝》中酒吧的老闆僅作為求生者酒吧場景登場，無配音演出。
《8》中再度出場，跟桐生碰面後互相打啞謎來裝作認不出對方，酒吧成為桐生一行人在異人町的活動據點，在桐生的臨終筆記支線中身份得到確鑿。可作為外派幫手。
錦山彰
為東城會直系風間組內錦山組組長，組織分裂後而自立門戶成為東城會直系組織。
詳情參照「主要人物（《0》-《6》）－錦山彰」
真島吾朗
東城會直系真島組組長兼東城會直系風間組第三代組長
《3》中，在柏木修死後，受到桐生一馬的請求而兼任風間組組長。
詳情參照「主角們－真島吾朗」

#### 錦山組
《1/極》登場的錦山彰在柏木修和近江的寺田協助下創立的東城會直系風間組旗下組織，由錦山擔任組長，在堂島宗兵被殺及桐生一馬入獄後，組長錦山個性轉變為不擇手段擴張成員規模，並透過分裂風間組成為直系組織。但當錦山在「消失100億事件」中突然過世後，組織的實力也大為減弱。《2》中由若頭新藤擔任第2代組長，當時的他將解散的嶋野組及風間組的成員吸收，再加上真島組脫離東城會，錦山組繼而成了東城會最大的直系組織，再次東山再起，但他自己最後卻因為背叛東城會和近江私下串通而被大吾槍殺。《3》中由神田擔任第3代組長，經歷了上述事件後，組織已經被削弱了不少，最後組長亦在被峯利用完後再被其所殺。《4》中根據葛城的發言而能夠知曉已遭解散，成員多數都被吸收到其他直系組裏。
錦山彰
為東城會直系錦山組組長。
詳情參照「主要人物（《0》-《6》）－錦山彰」
新藤浩二（聲：檀臣幸（《1》、《2》）、瀬戸川太一（《極》）、影山貴広（《極2》）、中村大志（《ONLINE》））
錦山組的若頭。對於組長錦山相當忠誠，經常出現在其身旁。
《1》中，接到錦山的指示而與其他手下襲擊桐生，最後卻輸給桐生。
《2》中，為東城會直系錦山組第2代組長。在前作事件後，吸收沒有組長的嶋野組和離開東城會的真島組成員而令錦山組成為東城會裡最大組織，因為錦山的死因，而怨恨着桐生。
一直喜歡着堂島彌生，因而想成為會長，讓她成為自己的女人，在受到近江連合的千石的金錢利誘下，與其合作，和他暗殺了不少東城會幹部，更率領手下進攻東城會本部企圖奪權，但遭桐生阻止，並被其擊敗，最後想射殺桐生時反被大吾射殺。
愛用武器為日本刀。
荒瀬和人（聲：堀內隼人（《極》）、高橋英則（《ONLINE》））
錦山組的若中。以在作戰中喜歡使用雙槍的手鎗狂而聞名。雙槍名稱是「ARASE.SP」。
《1》中將麗奈的屍體帶到桐生面前，意圖激怒他，並與其展開對決。開場時穿著紅色的大衣並帶著雙鎗，和惡魔獵人的但丁有些相似。動作迅速，很容易穿越玩家來攻擊。而他的雙槍似乎有施以什麼特別的改造。
《3》中以復仇者的首領身分登場。《1》中因為被桐生所敗，而遭組織開除，所以痛恨桐生而要取他的命，這次在千禧塔屋頂上和桐生對決，他會和他的組員新崎合作攻擊，二人的波狀攻擊相當激烈，被說是三代中難度最高的戰鬥之一。在打敗他後伊吹現身告訴荒瀬，柏木一直在找尋失意的他的事情。因此伊吹邀他加入堅生会，卻被他拒絕。不過他理解柏木和堅生会的信念，因此約定以後不再襲擊堅生會。但對於桐生的恨卻不能消解，在留下「總有一天要和你對決」的話後，和新崎一起離開。
《Of the End》中依然有登場並且能成為桐生的搭檔，並在任務中說過被桐生救下心情感到很複雜，桐生也表示有同感。
田中真司（聲：山口孝史（《1》）、杉田智和（《極》））
桐生的原手下，因為桐生在十年前扛下殺老大的罪入獄而成為錦山組的一員。不過對出獄後的桐生依然像以前一樣的信賴他並且給他各種的幫助，在故事的後半段和麗奈一起被荒瀨殺死，但在臨死之前依究保持著對桐生的信任，從人中之龍2中的支線任務「偽桐生和偽真司」可知道這對搭檔。而桐生會與他商量各種事情也展現出對他的高度信賴。
順便一提，賽之花商說他是一個愛上酒家的人，桐生也知道這件事。另外《2》中，根據在接近桃源鄉的對話中能知道有個叫慎和明美的人是對情侶，不過這個這和前作明美的未婚夫真司並沒有任何關係（只有玩過前作的人才會知道這點）。
另外真司被殺死的大樓，在《2》中是個叫做龍宮城並且被流浪漢所佔據的聚集地，裡面有賭場並且能遊玩許多賭博的小遊戲。
《0》在桐生的「支線故事20：男人的背影」中出場，當時是16歲，高中未升學就加入暴走族，並且因為家裡的事而對流氓有強烈的憎惡，因此會偷襲黑道搶走他們的錢而得到流氓獵人的稱號，之後要攻擊桐生時被他反擊擊退。最後遭暴走族同夥背叛而被黑道拘禁，並且被趕過來的桐生所救而因此暗自決定要追上桐生的腳步。
松重（聲：池田仁）
《極》中登場。原堂島組內桐生的手下，風間組組員。在錦山組剛成立時因為沒有部下而受風間命令成為錦山組的組員，原意是要讓錦山一開始就能學習生意賺錢的手腕，但他因為自己比較資深而看不起本來地位比他低的錦山。後來錦山為了籌要給妹妹換心臟的三千萬(醫生開出的價碼)，以組長的身分向松重下跪求他幫忙，並說到手段任由松重決定。松重因此到風間組的地盤收取保護費，錦山因此哭著到風堂會館向柏木大哥道歉，並被他痛打一頓。松重事後帶回了三千萬，並稱從一個欠他賭債的醫生手上收到。原來一切都是醫生的謊言，三千萬是為了償還向松重借的賭債，松重最後被絕望的錦山拿小刀捅死，臨死前聽到了錦山親口承認堂島宗兵是他殺的事情。
因為風間和柏木給了這種部下，所以松重可以說是讓錦山個性劇變，變成日後殘忍不留情的樣子的罪魁禍首。
神田強（聲：宮迫博之（人中之龍3&HD版本 ）；武虎（人中之龍《ONLINE》））
《3》中登場，49歲，身高180cm、體重125kg、血型B型。東城會若頭輔佐兼直系錦山組第三代組長。個性殘暴激進。身上刺青為阿龜（一種女性面貌的面具）和天女。言行間對於自己亟欲爭奪會長一職的野心毫不掩飾。由於初代組長錦山與繼任的新藤皆敗於桐生之手，對桐生懷有強烈恨意。以極端兇殘的暴力作風在神室町坐大，對於傳統的極道倫理不屑一顧，甚至意圖與同為東城會直系組織的風間組開戰，打算強行收購公關俱樂部「星塵」作為據點。為峯進入東城會的引介者，此後便藉此不斷向峯要求高額資助，讓峯感到相當厭煩。好女色，曾強姦罪入獄。有著喜歡聆聽女人因自己指壓的痛楚而哀嚎的扭曲性癖。在紅樓賓館等待自己手下帶來的女人時，與前來問話的桐生對決後戰敗，盛怒之下要求峯提供10億與手下，打算與桐生開戰時反遭峯手下所殺。之後峯以其頭部向桐生等人表明自己在東城會的立場。
長谷部（聲：中井和哉）
《3》中登場。錦山組若頭。留著一頭雷鬼頭，和組長一樣是名殘暴的鷹派。由於與風間組的鬥爭，於是在威脅一輝交出「星塵」的經營權時，被趕過來的桐生所阻止而戰敗並且告訴他柏木正身陷危機當中。戰鬥時如果體力在減少到一定程度，會使用日本刀來攻擊。

#### 嶋野組
嶋野太（聲：楠見尚己）
身高195cm、體重130kg
東城會直系嶋野組組長。東城會中的鷹派。造型為光頭，體型巨大，背後有山茶花及老虎的刺青。擁有會用剃刀將犯錯的手下手指切下的殘酷個性，對於第三代會長世良相當無禮，為爭奪會長位置，暗中與蛇華會總帥劉家龍勾結，並約定100億到手的話，劉能夠取得30%，自己取得50%，寺田能得到20%，遭劉批評他是一名小氣鬼。出席世良葬禮，在風間遭狙擊時，一口咬定是桐生所為而要殺了他，卻遭桐生擊敗。之後為了得到100億，因此帶著手下前往芝浦襲擊遙所在時，與桐生及風間組展開混戰而被擊敗。但因為對100億與風間的執念，而朝風間與遙兩人投擲手榴彈，而後遭寺田射殺。
《0》中，將違抗指示的真島施以破門處分後，交給拜把兄弟佐川司看管，與近江連合勾結，企圖藉此一舉拿下神室町並取得會長地位，因此委託佐川任命真島殺害實。後來在世良得到「空白的一坪」後，透過真島要求其證明自己清白，因此在宴席間槍殺近江連合部長。最後「為了今後的天下」使真島回歸東城會並命其擔任組內若頭。
《2》中，只出現在26年前的回憶，當時受到堂島宗兵指示消滅真拳派，並且與風間一起摧毀真拳派。
《4》中，在25年前就跟真島說要注意環境問題。
真島吾朗
為東城會直系嶋野組若頭。
詳情參照「主角們－真島吾朗」
高橋
嶋野組若衆，負責向嶋野報告桐生的動向，去星塵找麻煩的時候被桐生等人合力打敗，事後慘被嶋野拿剃刀剁掉兩根手指。

#### 真島組(真島建設)
《0》中回歸東城會並受嶋野太重用的真島吾朗成立的組織，屬於東城會中的第一鷹派。
《2》/《極2》中在嶋野組滅門後，襲名為直系真島組，但後來真島因飯渕的陷害，為避免東西方開戰等為由解散組織，並將轉型為真島建設。
《3》因為桐生的請求而回到東城會，職位是若頭輔佐兼直系真島組組長。
《4》持續進行神室町大樓的興建工程。
《5》中為東城會本家舍弟頭，成為東城會第一大組內勢力。
《6》支撐第6代會長堂島大吾的大柱之一。
真島吾朗
東城會直系真島組組長。
詳情參照「主角們－真島吾朗」
西田（聲：岡井カツノリ）
真島組成員，《極》中為配合真島的堂島之龍再造計畫，多次作為助手以簡訊告知桐生真島的動向。
《2》/《極2》中跟隨真島離開東城會後成為真島建設社員，並協助真島進行神室町大樓的興建工程。在與真島一同解除真拳派所設置的炸彈時，被真島的直覺拆除法嚇到胡言亂語後，開始擔心自己的獨居母親。
《8外傳》中與同為前組員的南大作一起跟隨真島來到夏威夷，但是中途遇難漂流到聶雷島。
南大作（聲：石川英郎）
真島組若衆。特徵是臉部的多處穿鐵環，以及龐客頭，在肩膀的刺青部分是黑豹和牡丹，背後則是蛇和火燄，胸部和腹部部分則是梵文，特立獨行的個性派，因嚮往有著嶋野狂犬稱號的真島而加入黑道。雖然是個音痴卻極度熱愛卡拉OK，據本人表示，拿手歌為Get To The Top。以酒做為武器來戰鬥，故其戰鬥風格近似醉拳，以及具有噴火等技能。
《4》中受真島命令帶回在秋山所經營的公關俱樂部「Elisa」裡任職的靖子，因此與秋山對決而戰敗。為確認冴島是否真是自己所尊敬的真島所認可的男人，以及自己的實力是否足以與冴島匹敵，因此與其交手但敗於冴島手下。
《8外傳》中與同為前組員的西田一起跟隨真島來到夏威夷，但是中途遇難漂流到聶雷島
長濱友昭（聲：杉本哲太）
《Of the End》中出現的新人物，真島組中最小組織的成員。因為崇拜桐生而加入黑道。但表現不是這麼理想，由於很了解神室町中的"好地方"和秘道，而受到幹部們的照顧。
曾幫助秋山順利解救發燒的花，後來有幸見到自己的偶像桐生，但為了讓地面上的生存者逃到賽之河原，自願作餌而遭殭屍咬傷變成殭屍，於是反過來攻擊桐生，最後被桐生親自殺死。
川村涼太（聲：武田直人）
《極2》中登場的新人物，由於憧憬真島而自願加入真島組的若衆。有點脫線，但因為很快與人打成一片的性格而受到大哥們的疼愛，負責擔任司機或處理日常雜事而經常與真島一起行動。
實際上是導致真島解散組織的關健人物，事件一年前為蒼天堀的一名賭徒，後來被飯渕接觸並替他還債。並以其加入真島組為間碟殺害植松，近江的幹部等意圖嫁禍給當時東城會得勢的真島，後來在Grand中被飯渕槍殺滅口，臨死前說了如果早點遇到真島的話，他的命運或許會有所改變。

#### 冴島組
《4》中登場的東城會直系組織，故事尾段在桐生一馬的推薦下成立冴島組。《5》中為東城會的本家若頭並為第一大組織之一，《6》是組織支撐第6代會長堂島大吾的大柱之一。
冴島大河（聲：小山力也）
為東城會直系冴島組組長。
詳情參照「主角們－冴島大河」

#### 染谷一家
染谷巧（聲：小栗旬）
《6》中登場，東城會直系染谷一家總長。清美的前夫
散發知性氣質的東城會新興勢力，因挑起東京神室町亞細亞街的大火災以及趁著東城會與海外勢力爭鬥之際，巧使手段而在東城會的地位急速上升。初遇桐生時仍不改其傲慢態度，有別於往日極道武力至上的價值觀，將「金錢才是眾人聚集的最大原因」奉為圭臬的頭腦派。
為與陽銘聯合會進行交盃結盟儀式而來到廣島，在旅館中與桐生交戰後落敗，之後與桐生聯手進入已成廢墟的桃源鄉，企圖綁架祭汪會首領郎老大，但卻遭桐生拒絕，再度交戰後落敗離去遭郎譏諷「只是東城會裡比較大隻的蟲子」。
在廣島向桐生告知菅井和巖見聯手共謀一事，最後因清美遭到脅持而被迫與桐生一戰，落敗後為了拯救清美選擇犧牲以利刃刺腹，卻因為小清水開槍以為清美死亡而喪失求生意志，在死前將女兒廣美託付給南雲。

#### 柴田組
柴田和夫（聲：大塚芳忠）
《4》中登場。東城會直系柴田組組長。與上野誠和會的葛城勳共謀上野吉春襲擊事件。在事件當日，阻止原先堂島組派出的真島前往任務地點，並下令囚禁拒絕配合的真島。此一事件間接導致真島失去左眼、冴島入獄、以及與其爭奪晉升直系組織的笹井組解散。而後柴田組成為直系組織。
此後因不斷以襲擊事件一事要脅葛城，最後遭背叛的新井所殺。

##### 金村興業
《4》中登場，隸屬直系柴田組，東城會三次團體
金村大（聲：川津泰彦）
《4》中登場。金村興業組長。性格消極，沒有什麼向上爬的志氣，擁有能夠不出事就行的想法。對於不能對在自己的地盤上鬧事的其他組織的小混混加以阻止一事，而丟了組織的面子，是個欠缺作為黑道組織首領資格的人。為籌措組織上繳金而與秋山往來，而放款條件是自己的引退。在故事開始時，被受到葛城命令的靖子所殺。
新井弘明（聲：澤村一樹）
東城會直系柴田組內金村興業若頭，深受上級組織柴田組組長柴田和夫賞識。由於組長金村毫無晉升意願，而成為實際上的組織領導者，手下城戶對其十分仰慕。秋山的舊識。過去曾幫助街友身分的秋山，取回遭街友獵人搶走的100萬，心懷感激的秋山，深信其具有站上神室町頂點的實力，因而極力給予其援助。某日射殺在金村興業地盤鬧事的上野誠和會成員伊原後隱匿行蹤，引來東城會與上野誠和會的雙方追殺。此時叛變的他受葛城之命，殺害提供其庇護的柴田。
在手下城戶攻擊與桐生交涉的葛城後，對城戶開槍，其真實身分是一名臥底警察。警視廳副總監宗像征四郎為奪取東城會，而命其作為金村興業成員進行內部調查，之後更要求大吾指派其擔任東城會新任若頭作為交涉條件。之後宗像為要脅桐生而命其綁架遙與「牽牛花」的孩子們，基於自己身為警察的信念而拒絕，並因此與宗像為敵。最終想要得到千禧年大樓的一千億元來貫徹自己的正義，而與否定這個想法的秋山對決而被他打敗。
城戶武（聲：桐谷健太）
新井的小弟，東城會直系柴田組內金村興業若眾。穿著繡有九尾狐圖案的紅色棒球外套與牛仔褲。個性和善，雖有著小混混般的外表，但實際上擁有強勁的幹架實力。仰慕若頭新井且受其信賴。因擔心新井安危，在秋山的幫助下決心搶在東城會與上野誠和會之前找到新井。之後在冠軍街與尋找笹井的冴島偶遇後，提供賽之花商的情報給冴島。某次在天空金融偶然發現隠藏金庫內的千億現金，正對此事感到迷惘之際，因冴島「黑道能放手一搏的機會，一輩子就一次，當你遇到即使賭上人生，也值得放手一搏的時刻，就豁出去一決勝負吧」的一席話而決定找上大吾。之後受大吾之命與葛城接觸。但卻被早已察覺其動機的新井開槍射傷。之後與大吾為千億現金一同前往千禧塔頂，並賭上自己的生存之道和冴島對決。儘管善戰，仍舊被冴島擊敗。

##### 初芝會
《4》中登場。以神室町的地下間為根據地，成員除了組長・若頭以外，手下的造型與其說是黑道，不如說更接近像是混混般的打扮。
初芝
初芝會會長。柴田組組長柴田和夫的弟弟。透過柴田的命令，叫綠川去襲擊天空金融並且搶走帳簿，不過最後還是被秋山順利搶回來。
綠川琢己
初芝会若頭。綁架了襲擊天空金融的城戶。一開始用手槍來攻擊，只要被打到一定程度就會使出電鋸來攻擊。

#### 笹井組
笹井英樹
《4》中登場。原東城会系笹井組組長。25年前，由於冴島襲擊上野吉春，為了負起責任而解散組織並且失踪，之後成為流浪漢而被真島發現並讓他住在賽之河原加以保護。最後終於在賽之花商的安排下與久違的冴島重逢，並在已經失智的狀態下仍然喊出冴島的名字。
過去活躍時，是個貫徹仁義，重視人情義理的黑道而且還救過少年時代的冴島和靖子。對於冴島的人格，以及作為一名黑道有著指標性的存在。
本山義則
《4》的支線故事中登場。原東城会系笹井組若頭。由於25年前上野吉春襲撃事件，造成笹井組被解散，笹井失踪而失去一切，讓他因此對冴島懷恨在心，之後還企圖殺死逃獄的冴島，但最後被他所敗。在從冴島那邊聽到笹井還活著的事情後，決定改邪歸正並且從神室町離開。
冴島大河
為東城會系笹井組若眾。
詳情參照「主角們－冴島大河」

#### 安住組
安住（聲：江川央生）
《Of the End》中登場，東城会直系安住組組長，也是大吾的副手。作為典型的黑道與自由奔放的真島處不來，在被殭屍襲擊時對於同樣負責警備工作而遲來的真島，還憤怒地抓住他加以斥責。最後與大吾一起負責監修神室町大樓的工作。
《5》中依然有登場，但只在對話中被提到，為了與位於名古屋的名古屋組交涉合作事宜而代表大吾來到名古屋，但卻因此與同樣來到近江連合的幹部一起遭到暗殺。

#### 青山組
青山稔（聲：堀內賢雄）
《5》中登場。為東城会本部長兼会長秘書、直系青山組組長。
以賞罰分明的方式嚴格地經營東城會，並讓東城會因此振衰起蔽，讓他現在因此成為組織中最重要的人物。對於新加入的組織，只要宣誓效忠並且有好表現就會一個個升為直系組織，但另一方面對於會造成東城會危害的組織，就算是元老組織也會毫不留情地驅逐出去，讓他由於這樣的不通人情而受到不少的批判。另外與近江連合若頭的渡瀨是拜把兄弟。
實際上在背後策畫要奪取東城會，在大吾失蹤不久就代行其會長職務，企圖將九州山笠組納入東城會的支配下，於是利用進入山笠組本部的機會製造藉口企圖殺害斑目。但被趕過來的桐生等人阻止，反而讓他利用這次機會誣賴桐生就是兇手而離開現場，同時還引爆炸彈來煙滅罪證
之後桐生與山笠組的八幡合作，藉故與東城會引起「全面戰争」，讓他帶著渡瀨及組員們一起前往港口準備開戰，卻被埋伏的桐生一口氣打倒數十人而阻止他的野心。雖然他企圖槍殺桐生，卻因為渡瀨看不過慣他這樣的作為而因此痛毆他，在他想要逃走時，又被桐生痛打一頓，最後在想要說出整起事件的幕後黑手時，遭趕過來的森永槍殺而死。

#### 菅井組
菅井克己（聲：中尾隆聖）
《6》中登場，為東城会本家顧問及直系菅井組組長，是從二井原、堂島組時代就在的老幹部。
表面上雖然一副沉穩安靜的態度，實際上個性急躁又心胸狹窄，看到像是大吾、桐生等年輕一輩竟然比自己還要顯眼，讓他因此產生恨意，特別是對於有許多功績及人望的桐生更是會用一副嫌惡的口氣來形容他，因此被染谷看扁他是個「不中用的小東西」。
原來以從第二代起的老幹部身分活動著，但由於沒有特別顯眼的功績，因此直到第六代會長時，仍然只是個掛名的顧問，但他内心中依然有著想要往上更進一步的野心，因此私下與巖見恒雄聯手，並跟染谷一起與祭汪会總帥朗老大相互合作。為了陷害大吾而引發亞細亞街火災事件，讓大吾因此遭到警方逮補，並由他擔任東城会会長代行一職而掌握實權。之後在桐生到訪東城会時，雖然有被詢問他是否與澤村遙的事故有關，但被他以他與染谷正在全心對抗中國黑幫為由而以否認的託辭來迴避回答這個問題。在藉由小清水寬治得知自己「將東城會整包出賣給巖見恒雄」的事情「被染谷巧全盤知會給桐生一馬」之後，與巖見恒雄合夥設計逼迫染谷巧與桐生一馬互相殘殺，使得最終落敗的染谷巧不得不自盡。終盤時，在巖見造船廠與巖見恒雄一起對付桐生等人，並將澤村遥及（其子）遙勇抓來成為人質威脅桐生不能出手，並抱持著他長年以來對於桐生的憎恨而用鐵管狠狠攻擊桐生，但在勇太等人出手相救後，遭南雲痛扁一頓。最後在巖見恒雄敗給桐生後，聽從巖見恒雄命令、試圖就地槍殺澤村遥與遙勇，卻被桐生捨身擋住全部子彈。在仍想要繼續對桐生開槍時，被田頭出拳痛擊。最後，在廣瀨一家等人的包圍下，發現自己已無任何勝算，而舉槍自盡。

#### 飯淵組
飯淵圭（聲：子安武人）
《極2》中登場，為東城会直系飯淵組組長、前上市公司企業顧問。在寺田對東城会進行改革時，由於欣賞他壓倒性的知識量以及理性的判断力而將他拔擢為直系組長，作為高知識黑道，相當厭惡真島和柏木那些重視人情義理等傳統價值觀的老黑道幹部們。
實際上為前傳事件的黑手，為近江四天王其中一人派往東城會的手下，目的為造成東西方開戰並讓近江聯盟吸收東城會。從一年前開始已收買了真島的若眾川村並以替其還債以令其殺害植松和近江的三次團體組長用以嫁禍真島，最後在Grand敗給真島後告誡真島東西大戰不可避免後開槍自殺。

#### 植松組
植松 彰信（聲：田中美央）
《極2》中登場的新人物，為東城会直系植松組組長。可說是現在東城会中最會賺錢的人，在寺田對東城会進行改革時，由於欣賞他的實力而將他從三次團體的若衆拔擢為直系組長。企圖坐上目前仍然空缺的東城會若頭位置，並敵視同為若頭候補的真島，最終遭到被飯渆利用的川村所殺害。

#### 會長護衛
森永悠（聲：東地宏樹）
《5》中的新角色。東城会系組員、会長護衛。重視禮節，絕對遵守上級的命令並且因為這份忠誠而受到青山賞識，於是讓他擔任会長護衛。
與大吾一起來到福岡，但因為不熟悉當地路況，因此跟丟了大吾所搭乘的計程車。只能因此直接前去尋找載過大吾的計程車司機鈴木太一（桐生），但在無法得到答案下而因此離去。
實際是幕後黑手之一，由於對現在的東城會感到困惑，因此為了讓自己的小弟相澤可以成為會長而與青山一起聯手企圖出賣整個東城會，雖然讓青山趁著大吾失蹤時奪取整個東城會，但在青山敗給桐生而想要說出整個真相時殺害了他，並且在要求桐生去東京尋找答案後而離去。之後因為認為桐生的強大是相澤所無法超越，要求相澤不要繼續進行計畫，卻反而因此引起相澤憤怒而被他殺害。
《7外傳》中，出現疑似是森永的角色花輪喜平，稱自己成為大道寺一派的成員之前，曾經通過某個渠道認識桐生，且主動捨棄名字，給桐生製造的偽身份證和銀行卡的名義上使用5代桐生用過的「鈴木太一」名字。因此被部分玩家猜測花輪就是森永。
相澤聖人（聲：安元洋貴）
《5》中的新角色。東城会系組員同時也擔任会長護衛。有著讓人害怕的巨大身軀，與森永一起忠實地守護著為了東城會的再生而不斷在各地奔忙的大吾。與冷静沈着的森永相比，雖然頭腦不太好，但卻有相當熱情的一面。平常因為與森永一起而相當沉默，但其實是名會因為對手的不同而展現出其態度的年輕黑道。跟著大吾一起來到福岡進行交涉工作，但卻在大吾失蹤後，與森永一起尋找大吾的去處。雖然森永說已經殺害了他，而要桐生前往東京尋求答案，但其實是暗中躲了起來。
其實他也是幕後黑手之一，在殺害了會對計畫造成阻礙的森永後，與黑澤達成交易假裝一直追查森永下落的冴島見面，讓冴島因此誤會勝矢是黑手而因此前往神室大樓。
實際他是近江連合第七代会長・黑澤的兒子，黑澤為了讓自己的血脈可以繼承整個東城會和近江連合的勢力而策畫了這場行動。由於嫉妒桐生的人望，因此為了超越他而與桐生在東城會本部進行死鬥而輸給他，最後在聽到了桐生「無論你花了多少年都可以來挑戰我」的話後正式承認自己的失敗。

#### 冰川興產
冰川興產組長
冰川興產的組長，原荒川真澄的上級，利用自己的女兒百合子的提親來拉攏荒川。由於荒川已經跟另外原來有的戀人岸田茜有來往且懷有身孕，而對荒川的拒婚一事非常憤怒，下達追殺茜的指令。後遭憤怒的荒川所滅組，自身在嘲諷茜的悲慘末路之中被荒川拷問致死。
冰川百合子
冰川興產的組長的女兒，在冰川興產的政略結婚策動下迫使跟荒川真澄交往，海老名正孝的生母，但荒川並不知道海老名的存在。
自身對荒川有好感，即便知道他另有真愛，也順從父親的意思與他交往，希望能藉此機會使他回心轉意。後因為岸田茜被追殺一事而引發的冰川興產被荒川滅組，剩餘的組員四散轉投其他組織，導致後來自己只能獨力扶養和剛生下沒多久的海老名，最後在積勞成疾下因病去世。臨死前告誡海老名不要記恨父親與其他組員，更不要尋仇，但其一生的悲慘經歷成為海老名要報復黑道的導火索。

#### 田端組
田端修二
田端組組長，被山井豐所殺害。
山井豐
詳情參照「海外幫派－山井一派」
田端唯
田端修二的老婆，山井豐的傾心對象。但她利用並誣陷山井殺害自己的丈夫。現在她已罹患阿茲海默症入住在正田醫院。

#### 志垣組
志垣輝彥
前東城會直系志垣組組長。胸懷大志的前黑道，目前在受核能污染的聶雷島上工作。

### 近江聯盟(近江連合)
關西最大黑社會組織。以「近江四天王」等強力幹部所構成的領導中心，並且擁有直屬120個團體、成員3萬5000人的力量。因為《2》中的騒動，組織似乎已衰弱的樣子，但從《5》來看似乎勢力已經與東城會不相上下。《7》中由現任若頭渡瀨勝與東城會會長堂島大吾一同前往大阪府警處宣告解散。

#### 歷代會長
| 歷代         | 角色名字 | 任期                    |
| 初代         | （不明） | 《0》之前               |
| 次代         | （不明） | 《0》之前               |
| 三代         | （不明） | 《0》之前               |
| 四代         | （不明） | 《0》之前               |
| 五代         | 鄉田仁   | 《2》                   |
| 六代         | （不明） | 《3》至《4》之間        |
| 七代         | 黑澤翼   | 《5》                   |
| 八代（若頭） | 渡瀨勝   | 《7》解散近江聯盟       |
| 八代（代行） | 荒川真澄 | 《7》代理職務至渡瀨獲釋 |
鄉田仁（聲：天田益男）
65歲，近江聯盟第5代會長，由於年紀大又歷經多場戰鬥而因此坐著輪椅。為成員3萬5000人的近江聯盟之長，但卻不能完全掌控自己的手下。十分信任總部長高島遼。原本打算接受東城會和近江聯盟五五交盃的提議，但被反對派的兒子鄉田龍司綁架。後面親眼看見桐生和龍司的死鬥，從而知道龍司的痛苦；原本已向狹山表明要帶龍司一起自首，結果遭到真正的主謀高島遼槍殺身亡。
芹澤和彥（せりざわ かずひこ）/ 黑澤翼（くろさわ つばさ）（聲：奥田瑛二）
《5》中登場。是大阪府警組織犯罪對策本部刑警。自稱對於6年前因為府警太晚介入造成東西黑道爆發巨大抗爭一事而相當後悔、所以面對這場即將爆發的東西戰爭要以府警之力解決，因此奔走各地並以行動接觸整起事件的核心。
其實真面目是第七代近江聯盟會長，直參黑羽組組長黑澤翼，刑警的身分和名字只是偽裝。半年前因為被宣告癌症末期、因此計畫除去東西方黑道的領袖人物（桐生・冴島・真島・渡瀨・勝矢），藉此統一東城會及近江聯盟，並讓自己的兒子相澤可以繼承一切，但最後在桐生、冴島、秋山、品田等人的努力阻止下而失敗。最後因病長期臥榻不起。
年輕時是四次團體的小弟，為了自己的野心而殺害自己的大哥，並一路爬到現在的地位，是個為達目的而可以不擇手段的狠毒人物。

#### 鄉龍會
《2》中登場，為鄉田仁獨生子鄉田龍司的第五代近江聯盟直系組織。
鄉田龍司
詳情參照「主要人物（《0》-《6》）－鄉田龍司」
二階堂哲雄
詳情參照 人中之龍 Of the End
林弘（聲：菅田俊）
近江聯盟的舎弟頭輔佐。
《1》代中，為了綁架遙，而和數名手下一起在アレス登場（但是劇情沒說明林如何得知到達アレス的方法）。
《2》中，則是被鄉田龍司的氣量所吸引而投入到鄉田龍司麾下，並且以打算讓龍司取得天下的鄉龍會成員登場。因為一年前的事件而再次挑戰桐生，卻再次敗給他。順便一提，在《2》中，他是裡面擁有最高體力的敵人。在體力被減損到一定程度後會使用兩隻鐵棒進行攻擊。

#### 近江高島會
高島遼（聲：館廣志；白竜（《極2》））
《2》中的新角色， 近江聯盟直系近江高島會會長，也是近江四天王中之一。作為寺田的後繼者而以四十歲之姿就當上第5代近江聯盟的總部長，畢業自東都大學，可說是名相當傑出的高級知識黑道份子，並取得第5代會長鄉田仁的信任，但他私底下卻指使手下襲擊桐生。在被警方調查時，還直接向別所勉說自己不是桐生的夥伴。
最終自承早已背叛近江聯盟，不但與真拳派聯手合作，還和寺田行雄（金大津）聯手想要消滅東城會，企圖藉此掌握東城會並且殺掉鄉田仁而成為第六代會長後，能夠稱霸整個日本黑道界，甚至還希望利用真拳派向海外進軍。最後雖然殺了鄉田仁及寺田，卻遭醒來的鄉田龍司槍殺，不過他和龍司的槍戰也讓龍司身負重傷。

#### 千石組
千石虎之介（聲：西前忠久）
近江聯盟直系千石組組長，近江四天王中之一。擅長使用金錢攻勢來壓迫對手的戰術，並以「金之千石」、「近江的鍊金術師」等稱號而為人恐懼。而且也常展露出其露骨粗俗的言行，也因此與鄉田龍司處不來。在神室町灑下大量金錢讓戶部攻擊桐生，並且展開巨大華麗的進攻行動侵略神室町，結果因為真島的活躍而被阻止(但他的真正目的是要讓新藤趁桐生不在東城會時，趁機奪取整個組織)。為了殺死桐生並登上近江聯盟的大位而綁架遙，並且叫桐生前來自己的根據地---偽大阪城，卻反被桐生追殺。最後因為其卑劣的行為激怒了埋伏在天守閣的龍司而被他所斬殺，屍體被龍司一腳從城裡的天守閣踢落下去。
在「登場！」及「維新」中，會有一模一樣的角色登場。
國枝
千石組的若頭。在大阪城企圖妨害前來救遙的桐生而被他所打敗。

#### 渡瀨組
《5》中登場。以大阪北邊為據點的武鬥派集團。
渡瀨勝（聲：西凛太郎）
《5》中登場。近江連盟若頭兼直系渡瀨組組長。背後刺青是阿修羅，右臂為輪寶，左臂為獨鈷杵。熱衷與強者交手。與東城會本部長青山為交盃兄弟。號稱「關西最強之男」，並以近江連合第一鷹派勢力而聞名。
第七代會長傳出病危後被認為是最有可能的繼任者，就連自己亦視其為理所當然。認為失去桐生的東城會不足以作為對手，因此從青山處得知桐生所在地後隨即前往福岡，試圖說服桐生重出江湖卻未能如願。在桐生與東城會在碼頭的決鬥中，青山號召他鎮壓桐生，但其仍以中立的見證人身分接受桐生的決鬥條件，並要青山面對自己的決鬥。
在福岡騷動後回到大阪，聽聞勝矢引發各地事件，及其所屬的逢坂興業已進入神室町一事後，盛怒之下進軍東京。與桐生和冴島一同現身在勝矢面前，在知悉其真實意圖後，選擇與桐生對決敗於其手。之後遭幕後主謀黑澤槍擊。後為了保護他而中彈的勝矢，要求其接任第八代會長。
前往醫院探視勝矢後，因品田的一番話選擇了自己的道路，以作為對勝矢的回應。挺身與北方組及山笠組聯手將黑澤的勢力殲滅。事件結束後，對一同奮戰的秋山下跪致意，得到秋山「深刻感受到其氣度」的回應。從情同兄弟的勝矢為保護自己而遭槍擊時落淚，哀悼利用自己的青山的死，以及遭自己的老大黑澤背叛感到落寞而非憤恨之處，可見其真性情一面，但也因其豪放磊落，表裡如一且注重義理的作風獲得了高度人望，讓過去不擇手段上位的黑澤認為會威脅到自己的地位，因此千方百計想要除掉他。
《7》中，近江連合第八代若頭。因政客與部分警察對暴力團防制法的濫用，而使極道的生存面臨艱難處境，由於對此現狀感到堪慮，於是決定與東城會第六代會長堂島大吾一同將各自組織解散。然而在執行前，他因組員反抗警察騷擾而被牽連，因此遭判刑入獄兩年。出獄後隨即偕同大吾進行解散一事，由於考慮到現場反對派可能發生的暴動，僱用了「不應該活著」的桐生，面對大吾的提問，僅是笑稱「他只不過是個臨時請來的保鑣，連名字都不知道」。儀式後偕同大吾向大阪府警方提交解散通知。考量到解散後原有成員的出路，而與大吾等人在大阪蒼天崛成立保全公司。
《7外傳》中得知，入獄期間間接委託鶴野裕樹去尋求身為“淨龍”身份的桐生為大解散而幫助協力。出獄後回歸組內。欲要打算跟桐生、鶴野動身前往近江聯合本部時，遭到獅子堂康生和第三代西谷譽為首的保守勢力阻撓，後眾人被赤目和花輪喜平所救，在腹部受傷的情況下成功趕往本部會場，發表了解散宣言。
鶴野裕樹（聲：山口祥行）
《7外傳》中登場，八代目近江連盟直系渡瀨組若頭，是渡瀨組的第二把手。雖為武鬥派但個性相對穩重和十分執著，且擅於制定周全的計畫，同時也擁有大膽的執行力，牢牢支撐著沒有組長的渡瀨組，對渡瀨相當忠誠。代表渡瀨私下向“淨龍”狀態的桐生發出協助大解散的邀請，並試圖佈下各種重重陷阱，將一步步封鎖桐生的去路。
獅子堂康生（聲：本宮泰風）
《7外傳》中登場，八代目近江連盟直系渡瀬組若頭輔佐，稱為渡瀨組的王牌，骨子裡是典型的忠實與任俠精神的鐵血手腕武斗派，揮下凶器時從不在乎對方的死，十分擅長用恐怖手段讓人服從自己、聽命於他。
一度在鶴野裕樹的指示下，和在跟“淨龍”狀態的桐生發生武鬥。隨後在桐生確定協助渡瀨組後，一度與桐生休戰聯手，並在聯手期間協助剷除掉大解散的最大保守阻撓勢力鬼仁會。
實際上並不希望近江聯合解散而失去自身在內的極道人士們的容身之所及夢想。在渡瀨出獄後打算前往近江聯合本部會場時，掏出手機拍攝下桐生和渡瀨、鶴野的聯手場面而正式攤牌，試圖聯合私下救回的第三代西谷譽以及其他保守渡瀨組組員來發起阻撓以及對外揭發渡瀨尚未公開的解散目的和桐生仍然存活的事實，但被桐生一行人所擊敗，拍攝記錄也隨著手機一同被毀。後來在堂島大吾和渡瀨勝於近江聯合本部內發佈東城會和近江聯合解散宣言之後，攜帶組員趕往本部再度發起阻撓，組員被桐生、真島、冴島、堂島、渡瀨和鶴野所擊敗，自己則在近江聯合本部建築內對桐生發起最後的垂死掙扎的決鬥。最終還是不敵桐生而落敗，被大道寺一派回收。
身上的刺青為唐獅子及牡丹。

#### 逢坂興業
《5》中登場，以賺取到的龐大資金支撐著整個近江聯合。
勝矢直樹（聲：吹越滿）
《5》中登場，45歳。第七代近江連合本部長兼直參逢坂興業會長，檯面上作為「大阪藝能事務所」社長，是位舉止優雅且紳士的青年企業家。背部刺青為白鶴。兄弟渡瀨稱其為「勝矢老弟」，自己對渡瀨則以大哥稱之。過去曾是活躍的特技演員，但其生涯因受傷而中止。擅於以過人演技隱藏自己的真實意圖。有別於其一貫的沉著有禮。在手下金井為取得朴的信件而擅自對遙進行威脅失敗時，猛然強勒其頸部，且不由分說地便以點燃的香菸灼傷其面部，語帶威嚇的表示「要做就給我一口氣做對」等舉動，可知其仍有身為極道的行事風格。
察覺第七代會長黑澤的陰謀，便決定與摯友真島，及多年來與自己在藝能界相互扶持的DYNA CHAIR社長朴，透過一封揭露未死真島下落的信設下圈套，雖成功引出暗中與黑澤合作的部下金井，卻也導致朴的死亡。此後開始親自追查信件下落，一方面對外營造其意圖爭奪下任會長大位的假象，另一方面藉此暗中保護握有信件的遙，認為遙的演唱會勢必成為黑澤目標，私下讓遙改為與自己旗下藝人T-SET組團在延期演唱會上出道。以森永的死，及在媒體大量曝光遙的演唱會中止一事，引出東城會的冴島與桐生兩人，而同為近江勢力的渡瀨，則因其先前作勢爭權的假象而氣急敗壞的現身。來到神室町Hills頂樓的四人為使幕後黑手現身進行死鬥，敗於冴島之手後。為保護渡瀨而遭黑澤開槍射傷，最後與大吾成功阻止黑澤的行動。
金井嘉門（聲：石川英郎）
《5》中登場。是第七代近江聯盟直参逢坂興業若頭。有著接近兩公尺的強壯體格、格鬥實力也相當強。作為近江聯盟的掩護企業而以廢棄物處理獲得巨大的利益。
表面上在第七代會長病危下為了自己的老大爭取第八代會長而開始展開行動，實際上暗地裡與黑澤勾結而受他的指揮。因此讓他看上了握有關鍵信件的遙而企圖從她身上奪走，最後被秋山順利阻止他的行動。之後帶領部下前往神室町展開行動卻依然再度被秋山打敗、並且因此被渡瀨阻止他全部的行動而且還讓他為了避免與全國的黑道為敵而投降。
袴田猛
《5》中登場。為了收取天空金融蒼天堀分店的保護費才來店裡找麻煩卻被秋山擊敗。
之後秋山為了追查朴美麗死亡的真相，再次在事務所內與袴田猛一行人戰鬥，並再次擊敗他，最後從他口中得知今井所在的逢坂興業地址後，就此離去。

#### 高知組
高知比呂志
《5》中登場。第七代近江聯盟若頭輔佐、直参高知組組長。雖然表現不太顯眼，但卻被第七代・黑澤所重用。2012年12月在名古屋因為一場事故而與東城會幹部安住一起被卷入而死亡，因此完全未在本作實際登場過。

#### 佐川組
佐川司
詳情參照「主要人物（《0》-《6》）－佐川司」

#### 鬼仁會
西谷譽（聲：藤原啓治）
《0》中登場，第五代近江連合直參鬼仁會會長。
天生的罪犯，幼稚園時就會偷竊、小學勒索、中學時砸車，高中時則以同樣手法殺死殺害比利肯女兒的犯人。忠於自身慾望行事的男人。雖然因此讓近江連合感到棘手無比，但也有人為此仰慕。不管在誰的地盤都不改其橫衝直撞作風，以其乖張狂放的個性而聲名狼藉，有“蒼天崛的麻煩製造者”之稱。將活在當下的享樂主義奉為圭臬，抱持「出來混註定會早死，那還不如別想這麼多，照自己的道路前進」的狂氣性格，深刻影響日後的真島。
應澀澤要求參與尋找空白的一坪事件關係人牧村實，由於先前派遣手下前往暢快館被真島打敗後便渴望與其交手，為此不惜暗中代其執行原先李文海為隱瞞實仍活著的真相所策劃的殺人計畫，以保護真島不被佐川所殺。並前往夜總會Grand向真島打探實下落，反遭追問幕後主使，原想以此誘使真島與其動手，但被真島以「不在店內打客人」為由拒絕後竟自行報警，向其表明自己此時已非客人而是強盜的身分。兩人對決後被自己叫來的警察逮捕。
之後因實失蹤而前來看守所釐清真相的真島再次現身，無論如何都想跟自己視為強者的真島一分高下。再度以抓走實第三方勢力的真實身分要求與真島交手後被擊敗，在揭露事件背後東城會內鬥的真相後，不打不相識的兩人遂對彼此產生認同，被真島不惜違背嶋野也要守護實的決心所打動，決定協助真島，打算與其一同前往日俠聯據點救回實時，卻遭澀澤賄賂的員警槍擊，最後為了掩護真島逃走而死。
死後其名字作為後續繼任者擔任鬼仁會會長的名號。
戰鬥方式是手持匕首攻擊，擅長背對對方刻意露出空隙後奇襲對手。
《ONLINE》戰鬪狂輓歌中登場，2006年，真島因追查組內若眾川村殺害植松組組長真相，在花商的指示下重回蒼天堀。在真島返回神室町前夜，出現在其夢中。
1988年，第五代近江連合直參鬼仁會會長。因其橫衝直撞作風導致滋事不斷，遭近江連合會長下令自主反省一個月，期間違反則處以破門。因近江連合直系組織的猿渡組舍弟頭，對其舊識紗由里動手而出手教訓，猿渡組組長猿渡得知消息後趕往現場，亦敗於其手。此後懷恨在心的猿渡收買地下鬪技場的重刑犯們追殺西谷，最後仍遭西谷擊敗。事件後因猿渡組滋事在先，未遭處分。而因先前接受澀澤的委託，此後開始尋找真島。
第三代西谷譽（聲：金材昱）
《7外傳》中登場，第八代近江聯盟直屬的武鬥派「鬼仁會」會長。以破例的速度繼承鬼仁會會長的年輕黑道。和妖豔的外表相反，他的內心隱藏著極為狂暴的一面，懷著渴望與強者生死相搏的破壞衝動。作為近江聯盟的幹部，他是和渡瀨比肩的強者。
在他擔任會長期間，負責運營避人耳目般漂浮於大阪灣的神祕貨櫃船「Castle」。
實際原為派遣到日本的真拳派出身的韓國人，在真拳派一度被覆滅後，被吸納入近江聯合，接受了近江聯合的理念而加入鬼仁會，繼承了“西谷譽”的名號成為會長。
由於鬼仁會成為了大解散的最大阻撓勢力，自身以及組織成為了解散一派的眾矢之的，加上自身也非常反感大解散，故在故事後期極度反抗渡瀨組和桐生的一系列解散行動。在鬼仁會本部和桐生的決戰中被桐生擊敗，自身遭獅子堂所挖去一眼，但實際並未置於死地。後在渡瀨出獄後準備動身前往近江聯合本部時，與獅子堂聯手阻礙渡瀨一行人，但慘遭被桐生再次擊敗，自身被大道寺一派所回收。
主要戰鬥方式是與初代西谷譽近似，手持匕首攻擊，並擅長舞弄匕首來攻擊及偷襲對手，並會拋出閃光彈來背後給予對手致命一擊。

#### 荒川組
《ONLINE》與《7代》中出現的組織，雖然是東城會底端的三次組織，但卻以會追殺敵人到天涯海角而因此以「嗜殺的荒川組」的名號而為人所恐懼。但之後叛變到近江連合，因為對近江連合能進出神室町有巨大的貢獻，因此被升為直系組織，並且在千禧塔頂設有辦公室。
荒川真澄
《ONLINE》以及《7》的新角色，八代目近江連合若頭代理兼直參荒川組組長。
詳情參照「主要人物（《7》之後）－荒川真澄」
澤城丈（聲：高橋廣樹(ONLINE)；堤真一(7，8）（日语）；张欣（汉语））
《ONLINE》以及《7》的新角色，近江連合若頭補佐兼直參荒川組若頭。
與重情重義的組長‧荒川不同，他更重視組織的收入。
他本人比起荒川，更是體現「嗜殺的荒川組」這一名號的超武鬥派之男，精通刀術及西方杖術。但他不只有單純依靠力量，也是名頭腦優異但性格冷酷，並總是用尖銳的眼神俾倪一切的男人，就連黑道也會因此而為之顫抖。同時在組織內他也擔任糖果與鞭子中的鞭子角色。
對位於組織底層卻從來沒有努力經營地盤的春日，竟然能受到荒川的特別照顧而感到不快，因此對於春日特別嚴厲並經常毆打未能提升業績的春日。
2001年殺害了坂木組的組員（實際為荒川真斗所殺），於是荒川真澄決定讓一番替他頂罪，讓他能因此順利躲過刑責。在「神室町3K作戰」中，與荒川一起叛變到近江連合，並因為這項功績，讓荒川組因此被拔擢為近江聯合的直系組織，他則依然繼續擔任組內的若頭。就在春日於2019年出獄後，刻意阻攔春日見到荒川。
本人實際上為荒川真斗的生父，加入荒川組的原因也只是為了從旁照顧真斗，最後因「殺害星野龍平」的罪名遭到警方逮捕並遭判處無期徒刑。
《8》中，原本因為頂著殺人的罪名而正在服刑的他，受到橫濱星龍會新一任若頭海老名正孝的幫助，被洗還清白之身、解除服刑。之後，再次出現在春日等人面前，向春日、足立和難波道出自己實則在下手殺害星野龍平會長之前，會長已被真斗另外派遣的殺手所殺，自己早已被真斗作為棄子而遭到嫁禍罪名。隨後另外單獨跟春日對話，委託春日去尋找他的生母岸田茜。
實則被海老名拉來協助作為參謀一同實施「第二次大解散」計劃，在多多良頻道上與海老名一同發佈解散宣言。但另一方面卻有著雙面間諜的一面，既不甘於自己沒有被荒川真澄拉入當初的兩大組織大解散的行動計劃而試圖親手實施一次解散行動，同時又臥底於星龍會內部調查星龍會的突然擴張的背後真相。
在負責舊橫濱流氓的港口倉庫的運輸監督中，與前來上門的桐生小隊展開戰鬥，落敗後故意演戲讓桐生把他拋入海內，隨後藉以逃脫換裝去往春日的住處，秘密告訴桐生他們自己所掌握的海老名的“第二場大解散”的幕後相關情報。
後來被海老名發覺到其臥底身份而遭到嚴刑拷打，但並未完全殺死，作為見證人親眼目睹了楢崎雅史被殺害並隨著舊東城會本部一同被燒盡，以及最後在千禧塔高層里海老名跟桐生小隊的決鬥。
安村光雄（聲：鶴岡聰）
《ONLINE》以及《7》的新角色，荒川組若眾，也是春日一番的小弟。
與凶狠的外表相反，是組織中的正常人，由於跟隨做事不顧後果的春日，常要負責收拾而辛苦著，
《ONLINE》17年後，將出獄後的一番所在地告訴告訴金鳳會會長‧文森。之後被澤城命令要殺害一番，並且被他擊敗後而要脫離組織，但最後被澤城設置的炸彈所殺（實際上被辻隼人所救）。之後與春日等人共同為擊敗四天王而奔走。
《7》中是八代目近江聯合的荒川组若眾。是春日一番入獄之前，東城會荒川组時期唯一與他親近的小弟。春日稱呼安村為「光(ミツ)」，兩人之間有着深厚的羁绊。在荒川组脫離東城會，轉至近江聯合後，他依然堅持在荒川真澄手下效力。

#### 加賀美組
《ONLINE》登場的武鬥派組織。負責管理「神室町淨化作戰」中，遭到近江連合支配的地下歡樂街「賽之河原」，並因此吸收了財富而壯大。
加賀美 陽介（聲：金光宣明(ONLINE)）
荒川組若頭補佐兼加賀美組組長，新近江四天王之一。以「賽之河原」為據點，負責「暴力」部分。體格強壯且長相兇惡，腹部有著被貓科動物的猛獸抓傷的傷痕。是位與自己長相相符的豪傑，在賽之河原鬥技場擁有自己專屬的訓練館，每天都與高手們過招來鍛鍊自己，並以絕對王者的身分君臨鬥技場。另外成為黑道的理由是「是因為能夠每天過著拚上性命的日子，對於賺錢或支配毫無興去」，簡單來說就是一個單純的戰鬥狂，因此被春日一方面揶揄他是「幹架笨蛋」，但一方面也稱讚他「就像荒川大哥一樣的人」。與春日等人初次見面時，完全沒有率領部下就單身前來赴約，但因為同時對付春日，北村，安村，秋山等4人而敗戰。之後向透過古牧・西鄉的修行而提高統率力的春日等人相約在鬥祭場再次對決，歡喜著能夠認真對決並且在激戰的最後而敗戰。
為《7》代的天童陽介原型人物。

#### 金鳳會
《ONLINE》中登場的組織。透過在大阪賺取的資金，並以空殼公司以及掩護機構的名義掌握中道大街一代的土地、建物，並在那邊以外国觀光客為對象而集中於出租店鋪的事業，因此獲得巨大的利益（北村曰）他們就像是「地產發展商」一樣，支配著神室町並負責近江連合的金流。但隨著文森被擊敗、組織也因此消滅。
羅‧文森（聲：さかき孝輔(ONLINE)）
荒川組若頭補佐金鳳會會長、新近江四天王之一。中道大街為他的地盤，並負責「財政」方面。另外在一番出獄的前一年，他為了炒地皮而因此射殺真弓的祖母。雖然是名與荒川組幹部並列，並會對許多人出手的武鬥派，但反過來說他也有充滿心機而狡猾的一面，部下平常很難看到他本人，透過若頭下指示、自己則負責監視觀光客聚集的地方，但因為真弓的證詞而暴露其真面目，並將要向他報仇的真弓抓起來，然後得到安村那邊提供的情報而潛入一番等人停泊在港口的船上、最後被他們打個半死。
為《7》代的石尾田禮二原型人物。

#### 龍童會
《7》登場的組織。近江連合解散後，與其他一部分留存在神室町的近江連合的勢力結合並反對此事，並因此以青木為後盾而獨立為「東京近江連合」並成為裡面的核心派系。
天童陽介（聲：田中美央(7代)）
為第8代近江連合若頭輔佐兼直系龍童會會長。
以3件式西裝掩蓋其強壯的體格，過去曾是有名的拳擊手，但因為買通他打假比賽的對手延付報酬而將對手打死，並因此失去拳擊手的資格而成為黑道。
就在近江連合及東城會宣告同時解散時，開始協助春日等人，一度被認為是荒川真澄的人馬。但實際上他聽命於青木，並利用機會開槍射殺對他失去戒心的荒川真澄。對於為了成就自己而殺害荒川的天童的行為感到憤怒的春日與夥伴們，想出計畫讓青木派他到千禧年塔，並在與春日等人激鬥的最後落敗。他的長相還被鏡面人利用，讓青木最後在春日等人面前說出他過去策畫的所有陰謀，並讓春日有機會讓青木的陰謀對外曝光而因此名聲掃地。背後有青龍的刺青，並擁有能夠不停使出一撃重創敵人的怪力。

#### 石尾田組
《7》登場的武鬥派組織。近江連合解散後，與其他一部分留存在神室町的近江連合勢力結合並反對此事，並加入以青木為後盾「東京近江連合」。
石尾田禮二（聲：速水獎(7代)）
為第8代近江連合若頭輔佐兼直系石尾田組組長。
左眼有道傷痕，為了遮掩而經常帶著墨鏡。是一名想要的東西就要用力量取得並且經常有破天荒言行的武鬥派黑道。劇中會使用鋼球怪手對敵我雙方進行無差別攻擊，就算被打也會冷笑一下，然後還表示紗榮子是他喜歡的理想對象，有著讓人覺得深不見底的個性。
本作中是名純粹的反派，好幾次阻擋在春日面前卻都被他所敗。就在他所屬的近江連合解散後，就加入東京都知事青木扶持出來的東京近江連合，並青木之命來到異人町刺殺已經被捕的澤城丈，但最後卻被青木當作犧牲的棋子而遭青木指派的天童的手下把他炸死。

### 上野誠和會
25年前，與東城會互相爭奪權力的黑道組織。自從冴島襲撃事件後，就與東城會結成「親人」的關係並且同時訂立神室町不可互相侵犯盟約。
上野吉春（聲：矢田耕司）
上野誠和會會長。
25年前與組員一同遭到冴島攻擊、雖然沒有受傷但卻因此與東城會和解並且簽訂盟約、現在則是因病而只能躺臥在病床上。
將襲擊事件中挺身保護自己的葛城昇為組內的若頭並因為自己生病而將整個組織的指揮權交給他負責。
葛城勲（聲：立木文彦）
上野誠和會若頭。25年前襲撃事件中的少數生存者。由於上野誠和會若頭補佐伊原被金村興業的若頭新井所殺，讓他因此向東城會會長堂島大吾投訴，並提出和解條件就是要將神室町大樓的經營權讓給他們。
實際上是個老奸巨猾的人。為了讓自己能夠出頭，因此與東城會的柴田策畫過去的襲擊事件並趁機殺害組內的十八人(冴島的子彈是塑膠彈，所以一個人都沒有殺死)並且暗中透過杉內和宗像的力量隱瞞整起真相。由於宗像站在上風、讓他能從賽河原那邊綁架冴島和靖子、然後還企圖用他和桐生等人交換到1000億圓後，再取得機密文件，但最後因為城戶的背叛而失敗。就在他偷襲冴島時，被靖子挺身保護冴島擋下子彈，並且被瀕死的她用谷村給的手槍殺死。
伊原勝
上野誠和會若頭輔佐。
某日夜晚在神室町内的酒店「Elnard」搗亂，卻被秋山打倒，在逃亡途中，遭到金井興業的新井射殺。
三島豐
上野誠和會組員。
與伊原在「Elnard」搗亂的上野誠和會組員。由於被秋山踢昏、於是由大哥伊原帶著他逃亡。後來被城戶發現，為了得到保護而向調查他躲藏處的谷村說明在Elnard騷動的整個真相，但卻被和葛城勾結的杉內射殺。

### 琉道一家
《3》中所登場的沖繩的黑道團體。因為熱愛沖繩並且很講究人情義理、所以受到當地人的仰慕。
名嘉原茂（聲：泉谷茂）
琉道一家總長。是個帶有如同往昔一樣而充滿濃厚義理人情氣質的老黑道。因為土地徵收事件而與桐生會面、並相當欣賞桐生的男子氣概並且與他和解結拜。比誰都還要熱愛沖繩、曾對桐生說過「我還沒淪落到被一個內地來的傢伙說教的地步」。但也因為這次的事件，遭到謎之男槍擊而入院。刺青是獅子。年輕時在曾在當地胡作非為。槍擊事件之後因為手術而取回一命，但他與牽牛花的孩子們卻被玉城組綁架到他們設立的競技場，並且就在快要被裡面的鬥牛襲擊時，由於見到趕過來的咲而因此發揮力量並且把牛丟飛出去。
島袋力也（聲：藤原龍也）
身高177cm、體重76kg、血型B型，25歲。琉道一家的若頭。是名熱愛沖繩並重視仁義的男人。背後刺有蟒蛇的刺青，自稱「我流之蟒」。因為被桐生打敗而和他和解，還因此稱呼桐生為大哥並且相當尊敬他。他也是一名受到當地人和牽牛花的孩子們景仰的好青年。與名嘉原一様、因為熱愛沖繩而自願協助桐生阻止土地徵收計畫的實行。為了調查名嘉原槍擊事件的真相而與桐生一起前往神室町。回到沖繩後，成功保護差點要被玉城和莑破壞的牽牛花孤兒院。由於名嘉原被玉城綁架，於是與桐生以及咲一起前往競技場拯救他們。最後在玉城想要開槍偷襲桐生時，他為了保護桐生而替他擋住子彈而受到致命傷，最後在桐生終於認可他是一名真正的黑道下，心滿意足而死。
新垣幹夫（聲：宮川大輔）
琉道一家的小弟。20歲。崇拜力也和名嘉原而加入黑道。因為是個新人、所以常有做錯事的時候。髪色是金髪，體型肥胖、其伙食費常讓琉道一家的生計產生一點困難。與力也一樣而同樣與桐生和解。當地人都稱他為「幹夫」、全身上下沒有令人討厭的地方。有一段時期他則是想成為木工。和力也一起守住要被玉城及莑破壞的牽牛花孤兒院。為了保護要被玉城組組員破壞的狗屋而身受重傷，但後來幸運撿回一命，並且在回復健康後再次幫他們蓋一個狗屋。
咲（聲：庄司宇芽香）
名嘉原的養女。患有失語症，所以用畫畫來和人溝通。是名嘉原槍撃事件的目擊者並且把兇手的長相畫給桐生看。其失語症的原因是因為受到雙親的虐待並且被母親拋棄以及看到父親上吊自殺的場景所致。在名嘉原受到鬥牛攻擊而陷入危機時發出聲音、從那之後終於能夠再次說話並且和「牽牛花」的孩子們感情也變得相當好。

### 山笠組
《5》中登場，為九州最大的娛樂區，管轄福岡永洲街的黑道組織
斑目忠（聲：内海賢二）
《5》中的新角色，山笠組組長
雖然已屆高齡，但卻能夠冷靜分析各地勢力，也相當了解目前黑道的現狀，是一名在與敵人兵刃相交前，會優先以談判解決，個性慎重的穩健派。
身為老一輩的黑道，十分注重禮儀，並讓他與通曉事理的堂島大吾因此產生共鳴，對於捨棄自尊拼命交涉的堂島大吾抱持著敬意，並接受他的提議。
不過山笠組內部卻因為東城會單方面提出要求，造成對東城會抱持著強烈敵意的組員激增，使他對於隨時可能爆發的衝突十分憂慮。
八幡（聲：濱田賢二）
《5》中的新角色，山笠組若頭 直参八幡組總長
獨佔九州最大的歡樂街「永洲街」的山笠組若頭。
穿著可說是註冊商標的紅色運動外套在永洲街一邊闊步一邊守護街上的秩序。
與冷静沈着的組長斑目對比，性格就像是九州男兒般而血氣方剛，屬於在思考前就先出手的性質。
雖然山笠組不過只是一個地方勢力的組織而已，但八幡有協助過斑目的恩義在，所以面對東城會這般巨大組織時依然是以強硬的態度面對它們。
雖然體型龐大又是個光頭，臉上又有巨大的傷疤看起來十足兇惡，但本人其實相當重視人情義理。

### 北方組
《5》中登場，為北海道最大的娛樂區，管轄札幌月見野的黑道組織
北方大藏（聲：鹽屋浩三）
《5》中的新角色，北方組組長
是位老派的黑道，對待當地居民們也都相當親切誠懇。負責月見野舉辦「雪祭」慶典並且也與各種攤位訂約。

### 陽銘連合会
《6》中登場，勢力僅次於東城会及近江連合，而同為黑道名門的廣島黑道組織。以尾道仁涯町為據點。作為巖見企業的傀儡公司，擁有支配廣島一帶的實力。另外由於一直以來都保持中立且極少與其他組織接觸，所以就算過去曾與近江連合發動好幾次戰爭，也都能全身而退。
巖見兵三/初代目「来栖猛」（聲：津嘉山正種）
巖見造船的創始人，化名「来栖猛（くるす たける）」並擔任陽銘連合会会長。有著親自經營出世界規模的造船公司的實力，雖然接近90歳的高齡，但依然散發出相當的威嚴。另外，雖將權力下放給兒子恒雄，但依然有很大的存在感，擁有足以影響国家政治的實力。
由於被政客大道寺稔要求守住「尾道的秘密」而創設陽銘連合會，並為了這個秘密而將自己的手下廣瀬徹作為供他差使的棋子使用。之後，與桐生見面時，向他提出能與東城会平分地盤的計畫，並請桐生擔任見證人而被拒絕。最後命令廣瀨殺掉知悉秘密的桐生及南雲等人，卻被他拒絕，因此憤而槍殺廣瀨，自己也因為讓桐生等人知悉秘密，而被大道寺看破手腳於是決定除掉他，最後遭兒子恒雄以受到大道寺的委託而要殺了他為由，被小清水槍殺。
小清水寛治（聲：谷田歩）
陽銘聯合會若頭，直系小清水組組長。
代替會長進而掌握了組織的整個實權，是受巖見恒雄重點培養的人才，被視為是陽銘連合會繼承人。雖然擁有能夠晉升到若頭位置的頭腦及氣量，但實際上是個渴望與強者死戰的武鬥派。
戰鬥中會使出破壞防禦的重擊並會使用匕首攻擊。由於「菅井私下與巖見恒雄勾結，讓他必須遵照他們的指示行事」而因此產生厭惡感，故事終盤雖然被恒雄下令殺害清美，卻只開空包彈而放過她，並讓大家以為清美已經被殺時將她藏匿起來。最後與手下們一起迎戰桐生及南雲，但被他們所敗。事件結束後，釋放清美，並趁著恒雄遭逮補時，就任三代目陽銘連合會會長。

#### 巖見造船
《6》中登場，是在位於廣島且世界知名的造船公司。不但經營造船業，事業也遍及醫院、学校與及交通網路等各種事業，身為企業的同時，也在廣島裡具有巨大的影響力。
巖見恒雄/二代目「來栖猛」（聲：大森南朋）
《6》中的新角色，是廣島的巖見造船取締役董事長，刺青是中國神獸-白澤，外表年齡大約四十歲左右。
是這次事件的最大黑手，為了從父親「來栖猛」手上奪取陽銘連合會會長的位置，與東城會的菅井聯手策劃出亞細亞街的火災事件、並嫁禍給東城會第六代會長堂島大吾以及其身邊的幹部真島吾朗。
之後為了控制東城會和陽銘連合會兩個極道組織，殺害了祭汪會的吉米郎，然後收買了真拳派和達川意圖殺害遙和遙勇，最終更不擇手段殺害自己的生父（以圖襲名「來栖猛」），並且綁架清美，並且還要脅染谷去殺害桐生。
在染谷失敗後，與桐生、南雲他們在陽銘連合會的會長交接儀式中與桐生對決，敗戰後遭警方逮捕。
由於中看不中用的打架實力，並且總以計謀牽拖無辜人士的卑鄙作風，因此被桐生譏諷為「巖見家的少爺」、「不入流的下三濫」。

#### 廣瀨一家
《6》中登場，表面上是陽銘連合会直系舛添組的末端組織，實際上裡面的成員都是陽銘連合元老的後代。以尾道仁涯町中沒落的小酒吧街為地盤，大本營為一間名為「廣瀨興業」的小公司。
南雲 剛（聲：宮迫博之）
《6》中的新角色，廣瀨一家若頭。
有著粗魯而直率，感情豐富而重視人情義理，讓人無法討厭的個性，雖然是名黑道，卻因為喜歡清美而不肯收她應繳的保護費，是個會把情義擺在第一的人，但也會有為了拯救清美並為了不要露出真面目而蒙面行動，卻反而不小心脫掉面具而曝光，以及到達神室町後，瞞著桐生等人而偷偷跑去泡泡浴 (性服務)等不可靠而脫線的一面，所以手下的若眾，以及黑道都不太尊敬他，但卻因為他重視大家，而都將他視為朋友般而尊敬他。另外他也暗藏有不負其若頭身分的實力，就算是面對東城会，真拳派，祭汪会等幫派的多名手下，也能夠輕鬆應付而有著強勁的打架實力。戰鬥時會舉起右手臂，然後趁勢攻擊。
當初將來訪廣島的桐生視為是他的情敵，並且在街上以及草地棒球等事件中，引起多次衝突，但由於未向清美收取保護費，被舛添帶走並且加以通毆。這時的他無論受到什麼樣的痛楚，卻依然貫徹著要保護清美而不曲從的信念，受到桐生認同他是一個真正的男子漢而救了他，他自己也因此改變想法並且尊稱桐生為大哥以表示對他的敬意。之後為了調查遙出意外的真相而與桐生一起行動，並且作為桐生的左右手而與真拳派、祭汪会，小清水以及菅井等強敵奮戰，並因此在終盤時受桐生認同為他的「兄弟」。事件終結後，一方面為了重建廣瀨一家而努力並成為廣瀨一家的二代總長，並且也受染谷所託而將他與清美的女兒廣美帶回到尾道仁涯町，並發誓要保護他們兩位。
《8》中從受邀來到橫濱的田頭和松永口中得知留在廣島尾道廣瀨一家看家中。
宇佐美勇太（聲：藤原龍也）
《6》中的新角色，廣瀨一家若眾。
遙勇的父親。因為好友達川的邀請而加入黑道，但卻不抱著未來的夢想而過著懶散的生活。
戰鬥方式以迅速的快攻為主，實力跟一般的小混混差不多。當初跟南雲和松永跟桐生對決過，之後隨著各種狀況發生而與南雲一起尊稱他為大哥。之後，與桐生一起調查遙發生車禍的真相，曾為了從韓俊基得到消息有上場去戰鬥，但可惜連打韓幾拳後，韓非但沒怕，反而等待他的攻擊，因此受到恐懼，最後敗北收場，由桐生完成這場戰鬥，之後知悉自己就是郎老大的兒子以及吉米·郎的弟弟，接著更知道遙勇就是自己與遙的孩子，讓他當下很混亂，行為變得不知所措，最後被桐生打一拳後，覺醒過來，決定接受這一切，之後聽從廣瀨的建議，為了保護遙及遙勇而前往祭汪會本部縱火，企圖與郎老大同歸於盡，但後來被桐生打醒並強制救出。之後跟桐生與南雲跟秋山等人一起去千喜塔找菅井算帳，但在途中中埋伏跟秋山一起退場，最後跟田頭與松永等人在最終戰，一起去幫先行過去打架的桐生與南雲救援，並決定要替遙勇的事情劃上休止符。事件結束後退出廣瀨一家並搬到沖繩，與遙及遙勇一起住在「牽牛花」育幼院，與院內眾人一起生活。
田頭直人（聲：細谷佳正（日语）；单晶（汉语））
《6》中的新角色，廣瀨一家若眾。
比起若頭南雲，更景仰個性真摯的大哥松永，為了支援松永而經常與他一起行動。另外，是整個組織中唯一擅長網路及SNS的人。戰鬥中會採用像是柔術般的攻擊方式，除了使用重擊、掃腿及巴投以外，還會與勇太一起使出合體技。
《8》中和松永孝明因受星龍會邀請而來到橫濱伊勢佐木異人町視察。
松永孝明（聲：石本武士（日语）；刘英杰（汉语））
《6》中的新角色，廣瀨一家若眾。
勇太及直人的大哥。看起來很嚴厲，個性較為自我，有著貫徹身為黑道的信念及男子漢的氣概，讓他因此受小弟們的景仰。店內擺放著他製作的大和號戰艦模型，並且有著喜歡船及醜女的一面，但也造成他擔任店長的「摩蕾諾」小酒吧，只有一名不好看的女服務生，客源因此老是不足。戰鬥時會擺起架勢並且不斷使出強力攻擊。當初視桐生為眼中釘，就算南雲已經尊稱桐生為大哥，他也依然敵視他，但在被小清水綁架時，由於受到桐生幫忙，並因此首次知道桐生的性格後，而將他當作大哥般景仰。
《8》中和田頭直人因受星龍會邀請而來到橫濱伊勢佐木異人町視察。

### 橫濱星龍會
《7》中登場，是橫濱唯一最大的極道組織。是純粹且帶有往昔任俠氣息的極道・由星野龍平擔任初代會長，從以前就在橫濱的黑社會中居於執牛耳的地位。其本部為了防範外敵入侵，採取徹底的防範措施並且有嚴格的警備設施，據說就算能夠入侵進去，也無法活著回來。
星野龍平去世後，高部守接任會長，但《8》故事開始兩年前由於遭陷害入獄，由若頭海老名正孝代行會長職務。組織由於吸納了大量遭到社會非議並遭排擠的其他黑道組織的前成員而規模再次擴大，並一度購入前東城會本部土地建築作為東京支部進駐東京。
隨後組織在海老名與澤城丈在多多良頻道的直播中，正式宣告星龍會解散，並轉型為NPO法人組織“淨日協會”。
星野龍平（聲：金尾哲夫）
《7》中的新角色，橫濱星龍會會長。
存在於伊勢佐木異人町的唯一黑道組織、橫濱星龍會會長。重視人情義理以及面子，是一位貫徹往昔任俠氣質而純粹的黑道。在伊勢佐木異人町黑社會中長年居於執牛耳的地位，並且一直持續排除外敵，宛如｢巨牆｣的守衛一樣。
在早年印製假鈔的工作中，負責處死將一億假鈔丟失的搬運工，荒川真澄之父荒川斗司雄（雖然後來才知道假鈔是被荒川之母和情夫所偷走）。荒川真澄在父親死後加入黑道並借處理尸體的工作在橫濱四處尋找殺父仇人並最終找到了星野龍平。星野一五一十地向荒川交代了殺害其父的原因，以及星龍會印製假鈔工作的秘密，荒川聽後饒過了星野。後來星野將一張殘次品假鈔送給荒川作爲禮物，同時作爲自己對其繞過他一命且多年來一直保守他們的假鈔工作秘密的感激之情和表達必死決心的表示，即如果荒川後悔饒過星野一命的話，隨時都可以用這張假鈔來對付他。荒川組也在此事以後委托橫濱異人町處理尸體和為未死之人提供庇護的工作。荒川在對剛出獄後的春日開槍后將他的“尸體”運到了橫濱並將這張假鈔放入其口袋，正是爲了將春日送到異人町這個不在近江連合勢力範圍内的地盤保護起來，也説明了對荒川而言，春日仍然是非常重要之人。在近江連合和東城會解散后，荒川來到橫濱和星野、春日敘舊，但荒川在當晚被天童殺害。荒川死後，星野向春日建議由春日自己在橫濱區域競選來對抗青木一方的候選人久米，從而獲得和青木對質的機會。但在不久後就被青木派來的澤城殺害（《8》實際上澤城找上他時早已被殺害）。
高部 守（聲：遠藤大智）
《7》中的新角色，橫濱星龍會二把手。
宣誓效忠於星野龍平，並且被他視為自己的左右手得到莫大的信賴。個性冷酷、但對於敵人也有毫不留情而充滿血性的一面。
《8》中得知他接任為星龍會會長，但卻遭陷害入獄服刑中。隨後卻因再次遭到暗算被槍擊陷入意識不明狀態，生死未卜。
海老名 正孝（聲：長谷川博己（日语）；藤新（汉语））
《8》中的新角色，橫濱星龍會若頭。
由於現任會長高部守正在服刑中，因此聰明的他成為實質上掌握組內生殺大權的人物。在春日造訪星龍會時，海老名向他介紹一名男子。
代理會長期間，收納其他大量遭到社會非議並遭排擠的其他黑道組織的前成員來負責例如前橫濱流氓的港口倉庫搬運等各種工作，同時也使得星龍會的規模擴大，並一度進軍東京獲得前東城會本部舊址作為東京支部所在地。
實際上為荒川真澄的另一個親生兒子，為東城會冰川實業的冰川組長的女兒冰川百合子與荒川在冰川實業政略結婚為目的而交往所生，春日一番的同父異母兄弟。由於荒川的原戀人岸田茜被追殺一事加上冰川實業被荒川所報復滅組，母親在尚未得知懷著他的時候慘遭被各方拋棄。隨後生下海老名後並一同過著困苦的生活，最終在少年時的海老名眼前因病去世，臨終前被告誡不要記恨，但內心已經對極道組織是恨之入骨，發誓要讓極道組織為製造他們的悲慘下場且無人問津而付出慘痛的代價。
隨後自己被海老名一家所收養並正式改姓為“海老名”。最初是成為了一名警察，但是為了深入極道組織，不惜離職而加入星龍會。最初先下手陷害了繼任會長高部守入獄，並聯手了志同道合且擅於網絡媒體宣傳的三田村英二，以及帕雷卡納的布萊斯一派等其他各界代表，再將被無期徒刑的澤城丈洗清冤屈、保釋出獄、將其安排成自己的重要助手，策劃“第二次大解散”來解散日本各地黑道組織，以及接手見不得光的處理核污染廢料工作，由各地一併收納後的前道上成員來擔任處理運輸，但實際卻是伴隨犧牲人員為代價將廢料偷運輸到夏威夷的帕雷卡納隱藏基地處。
後夥同澤城丈在多多良頻道直播內，發佈星龍會解散以及改幟為NPO組織宣言，並前往警視廳正式解散星龍會和再建淨日協會，加速了對黑道出身的成員的肅清進展，自己的左右手楢崎雅史也因此被海老名親手處決，並一把火連同尸體燒毀了曾經的東城會本部建築，工作地點轉移到了千禧塔。
最終在千禧塔高層遇上了前來阻止的桐生小隊，在道出了自己的出身以及真實目的後，作為桐生小隊的最終boss來與桐生小隊進行最後的決鬥。最後敗給了桐生，欲要讓桐生親手了卻自己但被桐生所勸止，承認了自己的完全落敗並被逮捕。
身上的刺青為無間地獄的獄卒。
戶塚 大和（聲：高岡瓶瓶）
橫濱星龍會幹部，高部的拜把兄弟，「陽光明媚城」理事長。
《7》中由於透過「陽光明媚城」的暗箱操作賺錢而被春日一行向星龍會告狀後破門處分。
楢崎 雅史（聲：平林剛（日语）；淦子齐（汉语））
《8》中的新角色，橫濱星龍會若頭輔佐。
海老名正孝的左右手，負責阻攔桐生一行人破壞海老名的計劃。
在星龍會解散並成立NPO組織後，被海老名作為棄子而遭到肅清處決，尸體也被點燃並伴隨著前東城會本部現星龍會東京支部建築而燒毀。
擅長使用加特林機槍和大太刀。

### 海外幫派

#### 蛇華幫
《1》中登場的中國黑幫組織，日本分部則以橫濱作為根據地活動。
《3》中，日本分部首領劉家龍死後造成組織幾乎完全崩潰。
《4》中，蛇華幫依然有殘黨活躍。
《6》中，蛇華幫實力大幅下降，並且被進軍神室町的中國黑幫祭汪會取代其地位。即使後來祭汪會因根據地太寶樓被燒和戒律被破而撤出了神室町，蛇華幫也已無法恢復實力。
劉家龍（聲：龍澤慎一、森川龍太（《極》））
身高183cm、體重79kg、血型AB型。中國黑幫・蛇華會的日本分部首領。一流的武術家。但因為有著商人的性格，所以對於組織收入特別敏感，對於無法如預期得到一百億圓的事情相當憤怒，於是綁架遙企圖得到他身上有關一百億圓的文件後，還打算賣給錦山和嶋野。就在桐生前來拯救遙時、擺出一副知道遙就是神宮女兒的口氣，似乎早已掌握整個事實，最後被桐生所打敗。
12年前因為偽造護照的價格被殺價而因此下藥綁架桐生，為了恐嚇而不惜對桐生進行殘酷的拷問甚至打算殺了他，但卻被稱為東城會殺手的風間單槍匹馬救回桐生，但也因此造成風間腳受傷而不良於行。有著過於相信自己實力的缺陷，並且被自己的師父‧白蓮師寄電子郵件指出這件事。戰鬥時所用武器變化豐富，會用薙刀、二刀流的青龍刀等武器。
在人中之龍2中，並未登場，但在支線任務和援護攻擊中，其師父白蓮師則會登場。
《3》51歲。和濱崎勾結並且協助他。但他的目的不是要取得休閒村開發的利益而是要向桐生復仇、所以對於其他的事情都不放在眼裡，為了這個目的而和部下一起進攻神室町並且綁架力也以引誘桐生過來。最後仍然輸給桐生、但打算對部下下命殺死力也時，卻遭到風間譲二突襲而失敗、自己也被他槍殺頭部而死亡。另外由於他是日本支部的首領，讓中國的蛇華幫總部因此對濱崎組進行報復。結果、除了濱崎以外，他的所有手下都成了漂浮在橫濱港的屍體。在《3》的戰鬥中使用薙刀、功夫和鐵鉤爪。
《7》有一個“傳奇地下軍火商”周家龍和他所創辦的地下貿易組織“周龍商會”出現，作爲向主角春日一番出售隱藏物品的商人。從名字、口音、臉上的傷疤和他對東城會、桐生、風間的瞭解和厭惡來看，似乎是尚未死亡，像柏木一樣退隱江湖的劉家龍。
《8》臨終筆記支線中，認出桐生一馬，並與桐生一眾對決，確鑿正是僥幸存活的劉家龍。戰敗之後原本打算說出真名卻被桐生阻止，被勸其以後保持“周家龍”的身分繼續活下去運營“周龍商會”，徹底了卻了長期的怨恨，並向桐生一眾答應繼續出售隱藏物品。

#### 黑色星期一（Black Monday）
《3》中登場的跨國軍火走私集團，由於大多成員潛入CIA，因此成功在背後操縱CIA的行動。
安德烈·理查森（聲：Charles Glover→城岡祐介（8外傳））
《3》中登場。51歳、身高196cm、體重89kg、血型A型。
是在背後操控CIA的黑色星期一首領。擁有親自潛入CIA內部臥底的大膽性格、除了擅長使用槍械外、也有一定的格鬥實力，使用各種槍械攻擊桐生。最後與峯義孝一起同歸於盡。
《8》中發現還活著，他在夏威夷經營左輪酒吧，而且學會講流利的日語。將酒吧二樓的房間借給桐生與春日等人，成為他們在夏威夷活動的據點之一。可作為外派幫手之一。

#### 真拳派
《2》中登場的韓國黑幫組織，但後來被堂島組的風間還有當時還沒獨立出去的嶋野組給消㓕。
在36人中只有3人倖存，也開始計畫復仇行動，最後被桐生和狭山活耀下潰散，進入衰退狀態。
《6》中，真拳派再次派出大批成員進軍日本，以神室町作據點，並與巖見恆雄和祭汪會合作。
《7》中提到寇汨殊的母組織為真拳派，在被堂島組消滅後部分倖存的真拳派人士來到橫濱伊勢佐木異人町並隱居於此
首領
出現在回憶中的人物。1980年時擔任真拳派首領，鄭秀淵丈夫、鄉田龍司親生父親。由於真拳派大舉進軍神室町擴張勢力，因而與堂島組結怨，最終遭其攻擊。原本風間打算放生他，但被跟蹤風間而來的桐生誤會他想殺死風間而決定襲擊他。首領誤會風間出爾反爾所以準備殺掉桐生，風間為保護桐生而殺死他。
康珍羽（聲：桐本琢也）
真拳派成員之一，並整形成被綁架的一輝然後取代，也欺騙雄哉。之後引誘桐生、伊達以及瓦到會合點，並打算連同被關在這的一輝一同滅口
對準瓦和一輝開槍造成重傷，被後來聽到槍聲而立即開槍的狭山下當場喪命。
倉橋渉（聲：菅田俊(人中之龍2)；木下鳳華（《極2》））
《2》中登場。42歳，警視廳公安部外事二課課長。階級為警視正。在某種程度上，他能夠預見這次騷動的發生。
實際上他也是真拳派的倖存者之一。在三個倖存者中是復仇心最重的人。本名池頻敏。綁架伊達和賽之花屋等人並且以此要脅桐生及薰過來，後來揭穿瓦和薰的關係。在和桐生的戰鬥輸掉後，向薰開槍但遭瓦擋掉並且被他和薰一起開槍打死。
韓俊基（聲：中村悠一）
《6》中登場。真拳派現任首領，星塵公關俱樂部經營者。
一頭銀髮與俊美容貌，雖有深具格調的言行與優雅舉止，卻有著極端兇殘的性格。
憑藉自身過人實力與氣量，整合真拳派殘黨。更在神室町收購公關俱樂部星塵，以更為露骨放浪的作風經營手法聞名風化業界，並藉此擴大組織勢力。
戰鬥方式採用像是拳擊的方式，有其獨到的「運動家精神」，不但斥責將勇太作為人質的成員，更要眾人為戰勝自己的桐生歡呼。受巖見恆雄收買而與達川一同追捕遙和遙勇。對前來打探達川情報的桐生，提出與其交手的交換條件，遭到桐生拒絕。替代桐生上場的勇太遭其擊敗後，得以與桐生交手被其所敗。而後，為爭奪遙勇，偕同組織成員，在桐生及廣瀬一家等人面前現身，在桐生即將奪回遙勇之際揭露事件真相後，再次挑戰桐生仍敗於其手。戰敗後正要說出尾道的秘密之時，遭暗中跟蹤桐生的廣瀨槍殺。
《7》中出現與其名字及外貌相同的角色，是韓俊基在真拳派的替身，原名金龍洙，為保護本尊而整容成韓俊基的模樣，在韓俊基本尊死後加入了寇汨殊擔任首領善熙的參謀。

##### 寇汨殊/蛛巢
《7》中登場，是棲居於被稱作｢蜘蛛巢穴｣（韓語：거미줄）的要塞的韓國神秘黑幫組織。所有事物都充滿謎團、沒有任何人知道他們的全貌。其本部四處圍繞著電線，裡面的模樣無人知悉而充滿謎團，似乎使用這些圍繞的電線從周遭設施中盜取大量的電力。實際上寇汨殊的正體為已消亡的「真拳派」殘黨。
善熙（胜熙）（聲：武田華（日语）；杨梦露（汉语））
《7》中的新角色，寇汨殊總帥。
為寇汨殊的總帥。由於幾乎不以真面目示人、作為神秘的權力者即使在伊勢佐木異人町的黑社會中，也是讓人恐懼的存在。
在伊勢佐木異人町是少數知道桐生一馬的過往的人。
《8》中，已經成為統領橫濱兩大勢力「橫濱流氓」與「寇汨殊」的總帥。因為春日等人已經脫離黑道並回歸正當的生活，讓他認為仍在地下社會打滾的自己不應該再與他們有所牽連，因此刻意與他們保持一定距離。
韓俊基/金龍洙（聲：中村悠一（日语）；刘照坤（汉语））
《7》中登場。1986年出生，本名金龍洙。
儘管有著優雅的言行、骨子裡仍有面不改色殺害礙事者的冷酷面向。
父親是1980年任務失敗後滯留日本的韓國真拳派成員。
自幼家境貧困，成長過程中時常遭嗜酒成癮的父親施暴，因自身韓國血統與父親身分遭受排斥，無法融入任何群體，因而自暴自棄。後因父親意圖靠攏得勢的韓俊基，竟對金下藥後在其不知情的狀態下將其整形後，交由組織作為韓替身，此後韓接納父子兩人。
為讓金複製其言行兩人長期相處，雖有主從關係，但在相處過程中金逐漸將韓視為兄長般仰慕，感念其恩情因而決心效忠。韓死後真拳派潰散，逃亡時求助旅日韓國團體不成，卻被寇汨殊成員假扮的警察帶往異人町受其接濟。亦在此時自善熙口中得知韓的死因後因自責而意志消沉，但在善熙的陪伴下振作，決定以韓俊基之名幫助流亡的真拳派殘黨。同時也以寇汨殊參謀身分，作為總帥善熙的輔佐。
會代替本尊在星塵陪酒。
與春日等人一同擊敗淨日協會及近江連合，在銷毀假鈔印製的證據後受善熙之命，與春日一起行動。
《ONLINE》1999年韓國真拳派本部為在日本重新活動，命其將前日本分部首領之子鄉田龍司帶回韓國接受入組儀式，於是前往札幌月見野尋找遭近江連合驅逐的龍司。
《8》中，擔任寇汨殊的參謀，作為善熙的左右手，在幕後積極參與了橫濱地下社會的整頓工作。雖然在善熙的要求下與春日等人中斷了聯繫，但實際上仍暗中關注著他們的行動、且在《8》的後期劇情開始參與春日等人在夏威夷的最終行動。
宇多丸（聲：宇多丸（RHYMESTER））
《8》登場的寇汨殊的幹部，經常挨善熙的打。
原型是現實中的MC宇多丸。

#### 祭汪會
《6》中登場的中國黑幫。會讓許多黑戶偷渡到日本並讓他們取得日本戶籍拯救他們，受救的黑戶們則為了報恩或盡一份力而服從祭汪會的許多指示。另外組織有許多嚴密的內規，違反者就會遭到殘忍的處罰。
郎老大（聲：森田順平）
祭汪会總帥。忠實遵守組織的規定，雖然有著讓艾德殘忍殺害達川與女友的殘酷面，但一方面也有著為了不要亂殺人造成太多人尋仇，因此不會輕易出手的冷靜面，以及面對困境也依然關心孩子狀況的慈父面。由於遭到巖見恒雄的利用，讓他失去長子吉米郎，並因此對恒雄抱著恨意，同時因為亞細亞街大火事件而開始進出神室町。之後，在兒子勇太知道自己身世後，原本勇太要與他一起同歸於盡死於火廠中，卻被桐生出手相救。順利逃出後，向桐生及勇太他們告知廣瀨的真面目。最後，表示不會再對勇太及遙勇出手，但卻留下因為沒有遵守組織內規，所以不久就會被組織派人處理掉而不會再次見面的話後，將提示如何接近尾道的秘密的暗號畫像的SD記憶卡交給桐生，並將勇太託負給他後離開神室町。
艾德（聲：間宮康弘）
祭汪会幹部，郎老大的表弟。是個留著光頭且戴著墨鏡的巨漢，有著會不停講著令人厭惡的話的饒舌面，但私底下卻有著會不留情面殺害對手的殘忍面，並且曾親自殺害前來談判的東城会成員，以及叛徒達川。
戰鬥時會使用像是鐮刀的小刀以及中國拳法，並且有著讓人無法與他的體型聯想到的靈活身手。好幾次與桐生等人對決，最後在勇太決定犧牲自己而引發火災後，從亞細亞街逃亡。
在人中之龍6最初的遊戲體驗版中，他則是中國黑幫的老大，而且姓氏為張，還派人企圖殺害桐生，以引爆與東城會間的鬥爭。
吉米・郎（聲：クリストファー・シュウ）
郎老大的長子，也是祭汪會的繼承者。由於無法受到父親認同，急於取得功績而遭巖見恒雄陷害，無視於不能侵入日本的方針，並與他聯手發動亞細亞街的火災。之後，因為被恒雄認為他與他的父親已經沒有利用價值，因此被恒雄所殺，並假造為是東城會所做，因此造成東城會與祭汪會間的鬥爭激烈化。
舛添耕治（聲：高木渉）
《6》中的新角色，陽銘連合会直系舛添組組長。
有著像是黑道的兇悍長相以及粗暴的舉動，讓手下及民眾都相當畏懼他，但實際上是祭汪会成員，同時還擔任間諜。
與達川一樣都是黑孩子，並被祭汪會所救而成為成員，之後受朗老大命令而從小時候就負責監視及保護他的兒子宇佐美勇太，在勇太成為陽銘連合會成員時，自己與達川也為了能繼續監控他而加入陽銘連合會，之後朗老大知道澤村遥懷了勇太的兒子後，受他命令而為了阻止她生下孩子，因此與達川一起逼迫遙「要把孩子墮掉」。但遙因為受廣瀨保護而順利逃走，後來因為知道遙生下遙勇而知道遙已經逃走的事情，讓他因此不敢向朗老大報告，並一直隱瞞這件事，但隨著朗老大的長子吉米朗被殺害後，讓祭汪会因此開始注意到另一個繼承人勇太，結果讓他因此為了「不知何時會被組織知道這件事」而感到焦急。最後在桐生等人面前曝露出其真實身分，以後則以祭汪会成員行動，但從艾德那邊知道因為遙的事情而背叛組織的達川被組織殘忍殺害之後，開始害怕「不知道何時自己也會成為下一個達川」，因此向廣瀨坦承此事，並以「請他說服會長藏匿自己」作為條件，而將所有經過告訴桐生等人。最後在真拳派等人襲擊下順利逃走，卻被廣瀨槍殺。
戰鬥方式是會使出像是中国武術的攻擊，而且一定會帶著部下對抗，戰鬥到一半時，還會叫起被打倒的手下繼續戰鬥。
達川修
祭汪会的成員及間諜。作為黑孩子而被祭汪会所救，並且提供貢獻而以間諜身分進入陽銘連合会。之後，因為背叛祭汪会，並與韓俊基聯手，企圖從遥那邊抓走遙勇並賣給巖見恒雄，並在開車追逐遙的時候，因橫向的卡車衝過來，為了閃躲，讓他掌握的方向盤失控，反而不慎撞到遥。之後，因為被祭汪會發現他背叛的事情，與他的女友一起遭到艾德殘忍的殺害。

#### 橫濱流氓
《7》中登場，棲居於伊勢佐木異人町一角的中國黑幫。曾在橫濱中華街一帶與中國黑幫蛇華對立，在爭奪主導權的戰爭中戰敗而流落至此。雖然傳說以經營巨大飯店和貿易公司而獲取巨大利益，但它們要將資金用於何處至今則一切不明。據點叫做慶錦飯店，矗立於一條叫做飯店小路的寂靜飲食街當中，是伊勢佐木異人町中首屈一指的巨大高級中華飯店。背後則由它們經營。
趙天佑（聲：岡本信彦（日语）；张沛（汉语））
《7》中登場，凡同胞之外均視為敵人、以團結如鐵為豪的中國黑幫‧橫濱流氓總帥。
總是一派無所謂的笑臉迎人，讓人無法看透其內心真正想法。
求學時期，念書運動幹架惹事皆擅長。過去曾一度以與蛇華互爭地盤為樂，但在劉家龍死後便再度對幫派失去興趣。無奈因其身分，仍在2010年父親死後成為組織總帥，在此時得知荻久保印製假鈔一事，配合演出異人町的三方制衡，為此不停制止意圖向其他勢力宣戰的手下，組織內部因而開始出現輕視其和諧路線的聲浪。在馬淵引起異人三之間的戰爭並將近江連合引入橫濱後，委託春日等人協助寇汨殊銷毀假鈔的證據，並在馬淵等人的襲擊中倖存被春日所救。最後將橫濱流氓總帥之位讓給善熙後，加入春日等人的行列。
除戰鬥時使用青龍刀以外，拿起菜刀的料理實力也是超一流。
《審判之逝》中在佑天飯店做為場景登場，招待八神等人料理，但無配音演出。
《8》中，將橫濱流氓首領的位置交給善熙，自己則仍在橫濱的街上開佑天飯店並擔任廚師，展現其引以為豪的廚藝。但實際上雙眼閃爍的銳利光芒仍絲毫未減。與當地的橫濱九十九課有所來往，不時委託九十九與杉浦調查一些事項，其中也有包括星龍會的動向。
為少數不多的跟審判系列的角色同台的人中之龍本傳角色。
馬淵 昌（聲：竹田雅則）
《7》中的新角色，橫濱流氓的二把手及參謀。通稱老馬。
經營貿易公司、並且提供組織豐厚的資金。有著向上爬的野心，並將總帥‧趙天佑視為對手。使用大關刀來戰鬥。
出於其野心對青木遼的净日協會和近江連合進行協助，殺害了野野宮並引發了異人三之間的對立而最終導致“肉身之壁”解體。試圖和叛變的橫濱流氓成員與近江連合一起擊潰橫濱流氓並殺害趙，但是被春日一行打敗。此後暗中潛伏回到異人町再次試圖殺害趙，但仍被春日和趙擊敗。趙出於一直以來的情誼放過了他並讓他儘快離開橫濱逃命。此後下落不明。
鄭
橫濱流氓的幹部

##### 橫濱貿易公司
馬淵 昌
橫濱貿易公司社長。
現場領班

#### 海狼幫 / 梭魚幫
檀香山當地黑社會的一大勢力。作為黑幫，相當稀奇的是比起由人種或是民族組成，反而成員都是由曾為街友的人組成的集團、並且還有神秘的資金來源。首領德懷特所用的開山刀也深受成員喜愛、還會為了展現自己的實力，而讓敵人見識他們如何“開膛”。海狼幫過激的行為而深受當地居民恐懼，就連警察也不太敢對他們出手。
德懷特·曼德斯（聲：松田修平（日语）；馬克斯韋爾·鮑爾斯（英語）；董胜章（汉语））
檀香山黑社會的一大勢力・海狼幫的總帥。以他的力量和恐怖操控著由一群流氓組成的組織。擅長使用開山刀戰鬥，敢反抗他的人就會如字義一樣而被他拿來"開膛"。
艾里克·富澤最痛恨的對象，也是導致他家庭破滅的元兇。
跟布萊斯率領的帕雷卡納和三田村英二相互勾結，在茜和拉妮的爭搶戰中時常作為頭號先鋒帶領成員劫持茜和拉妮，並試圖綁架該兩人送往布萊斯處撈取龐大利益，多次跟春日一行人交戰，但經常落敗，一度被富澤拍照威脅並不得再對富澤曾經身邊的人動手。
最後在山井豐開船護送春日小隊、茜和拉妮前往日本的途中，與手下駕駛快艇打算劫持山井的船，被春日小隊擊敗，自己丟棄手下不管並開船逃跑放言將來會跑去歐洲國家再起，卻沒想到由於該海域的巨大鯊魚會因為強光而被吸引，自己的快艇所打的光成為了鯊魚的目標，自己也因此被鯊魚攻擊並翻船（大概沒死），被拍下的威脅照片也被富澤以沒有興趣鞭尸為由而刪除。

#### 澗礁幫
在夏威夷能夠與海狼幫相提並論的中國黑幫，以「涅槃岸」為總部據點。透過幫助世界各國超級有錢人隱匿資產而致富。他們同樣也要找到茜、並因此擴大與海狼幫之間的爭奪戰。
黃拓（聲：増元拓也（日语）；桑毓泽（汉语））
統治著實力能夠與海狼幫相提並論的澗礁幫的男人。
表面上是高級旅館“涅槃岸”的老闆，與其企業家的一面相符的是他在夏威夷也擁有巨大的財富。雖然笑口常開而且舉止也相當紳士、但他的本性卻是個不折不扣的黑道。
起初由於澗礁幫也為找到茜而擴大在夏威夷利益而加入爭奪戰，被春日和桐生一行人為找線索而登門上訪“涅槃岸”，在迎戰中落敗。但自己萬沒想到，身邊的澗礁幫成員都背後藏有帕雷卡納信徒身份，在自己敗給春日桐生一行人後成員紛紛反水，自己成為了光桿司令，反成為帕雷卡納的追殺目標，自己的兒子被帕雷卡納所劫持為人質。後被春日桐生一行人給救出送往大道寺一派藏身處，向一行人道出自己的母親和妻子慘遭布萊斯一派所殺害，以及幕後的一切實則布萊斯所率領的帕雷卡納暗中操縱的事實。最後卻因三田村英二的叛變和海狼幫的闖入，自己慘遭被海狼幫滅口，澗礁幫也實際相當於名存實亡。
自己唯一的兒子被囚禁在帕雷卡納的隱藏基地聶雷島上，在春日小隊闖入島後經不二宮千歲對教徒的質問下得以找到救出。

#### 山井一派
目前在夏威夷竄起的暴力集團。頭目是山井豐，主要由日裔人士組成。傳說山井在日本因為引起某件事情而流亡到夏威夷，並因此創建幫派，真假不明。
以藝術創作＆夜間娛樂區域的“ELDORADO”夜總會為根據地，與澗礁幫以及海狼幫進行對抗以擴大勢力。在找尋茜的爭奪戰中，因為嗅到賺錢的商機而參戰。
山井豐（聲：子安武人（日语）；苏至豪（汉语））
在夏威夷與春日相遇而產生因緣的男人。
在常夏的夏威夷，經常穿著大衣而展現其怪異的一面、但本人稱是因為感到寒冷才會這樣。雖然是個真面目不明的男人，從他兇惡的長相可以窺見他曾經度過許多生死交關的時候。
僱傭了被海狼幫弄的失去家庭的艾里克·富澤加入山井一派來作為黑車司機，最初由於富澤下手失利而得知春日一番來夏威夷也是來尋找岸田茜，遂初始跟春日為敵，阻撓春日和三田村英二的尋找茜的行動。後來由於桐生的調查介入以及春日的執著，導致富澤退出山井一派，卻也使得山井得知桐生依然存活著的實情而對桐生有著相對的執著。隨後多次率領山井一派妨礙春日和桐生一行人，但隨著多次的交鋒和交流，最後與春日一行人化敵為同盟。
實則原為東城會直系組織田端組的組員，單方面喜歡上田端組組長田端修二的大姊(老婆)田端唯。由於唯喜歡上了田端組的若頭，然而組長不允許她擅自跟其他男人交往，一旦被發現就死局已定，而且唯實際知道山井喜歡她，故唯向山井提出聯手並計劃故意激怒組長來讓山井下手。並保證警方不會動山井一根毫毛。雖然山井心知肚明事有蹊蹺，然而還是順從唯的請求照做殺害計劃，卻遭到了唯的背叛並誣告山井殺害了組長還打算襲擊她，使得山井落荒而逃。在逃避警察和組內追兵的途中，確認了唯已經和若頭徹底好上了一事後，心裡徹底感到全身已經寒冷如灰，遂逃離了日本前往美國夏威夷另外組建山井一派，同時這事也成為他經常穿著大衣的緣由。
在三田村背叛以及拉妮被海狼幫劫持之後，山井一派也由於大部分成員實則為安插入組織的帕雷卡納的間諜信徒，茜遭到被俘，自己和少部分仍然忠誠于山井一派的成員也因此一度遭到包圍，後被春日小隊順利解圍逃脫，並協助春日小隊來救出被劫持的茜和拉妮。
隨後自己和少部分留存的山井一派的成員提供了逃離夏威夷並護送春日小隊、茜和拉妮前往日本的船，自己則負責開船護送，雖然一度被海狼幫首領德懷特率領殘黨攔截但順利擺脫。成功護送一行人到日本海邊警視廳範圍的港口後，突然藉著威脅手段來逃離港口，隻身前往了田端唯的住院處去最後一次見已經身纏阿茲海默症的唯的一面。在春日小隊順利找到他後，向在場全員道出了當初逃離日本的真相，並在即使唯已經完全不記得自己，依然選擇了將自己經常穿著的大衣套在了發寒的唯的身上，了卻了長期以來的心結，道出了“不再感到寒冷”後離開了醫院自主向警方自首。

#### 帕雷卡納
為擁有超過百年歷史的宗教團體，在其教義中，將火焰視為聖物。原本代代由米利拉妮家族的正統血脈繼承教祖之位。
總部設置在聶雷島，服務據點則設立於檀香山，長久以來致力投入當地的慈善活動而廣為人知。此外，教義之一是以慈愛之心對待自然與其中的生命。除了為無家者提供餐食、經營食物銀行、進行海灘清潔等志願活動外，他們還經營著養護設施，不僅提供街友們愛心餐，還經營了專為孤兒設立的育幼院，服務範圍相當廣泛，也深受當地居民與政府單位的信賴。因此，許多人將帕雷卡納視為志願團體而非宗教團體。
對帕雷卡納來說，火是神聖的，他們教導信徒不可輕率對待火與自然，應時刻傾聽自然的聲音，並在日常生活中保持神聖之火永不熄滅。然而，為了防止小孩誤將火熄滅或引發火災，他們也推薦使用LED等簡便的替代品。
入教完全自願，但許多孩子因受到教徒工作人員的影響而自然加入。岸田茜擔任教團經營的養護設施的設施長近40年，許多孩子對她抱有好感，並因她的影響而入教。
然而該團體的性質卻從上世紀30年代開始逐漸開始變質，在背後實行著不為外界知道的地下行當。
團體擁有一群名為“哈庫”的戰士團體來參加武鬥。
布萊斯·菲爾柴德（聲：古谷徹（日语）；黄骥（汉语））
《8》中登場，從古代就存在於夏威夷的宗教團體・帕雷卡納的現在負責人。
基於「提供所有無家可歸的人一個避風港」的信念而獻身於提供街友食物，設立營運收養孤兒的養護設施等公益活動，並因此深受行政機關的深厚信賴。
但是在私底下，背著美國政府，串通著日本政界和黑社會，擅自接納了來自日本黑道所偷私自運輸的來自核電站的核污染廢料，並藏在了隱藏基地聶雷島中。若有對自己一派的忤逆者，會擅自在聶雷島上施以私刑處決。
他的宗教首領得位方式不正，實則是幾十年前暗殺了看穿他本質的前帕雷卡納的負責人首領米利拉妮家族的一對夫婦而篡位上台。由於前負責人夫婦的後代拉妮具有繼承帕雷卡納首領的各種條件，且拉妮由一番的親生母親岸田茜看護著，故拉攏海狼幫以及在夏威夷的海老名的代理人三田村英二，以及在夏威夷各界安插佈置自己的宗教信徒，甚至是澗礁幫絕大多數成員也是由帕雷卡納的信徒所構成，來抓捕茜和拉妮來鞏固自己的宗教統治地位。
最終在聶雷島中，作為春日一番小隊的最終boss率領眾信徒和春日小隊開戰，最終不敵落敗，核廢料堆積場被不二宮千歲用多多良頻道的最後直播所曝光，欲打算畏罪墜崖自盡，最終被春日強行拉回並被足立宏一上了手銬捕獲歸案。
《8外傳》中可得知，他服用過由白鯨的結石為原料所製作成的“長生不老藥”，從而使得他能活到幾乎上百歲。
拉妮（聲：種崎敦美（日语）；林敏（汉语））
《8》中登場，帕雷卡納的原真正正統後繼者，初登場為10歲。
為幾十年前遇害身亡的帕雷卡納首領負責人米利拉妮家族的一對夫婦的後代，由流落到夏威夷檀香山的春日的親生母親岸田茜所監護撫養。由於自身具備各種合法接任繼承帕雷卡納首領負責人的條件以及帕雷卡納對夏威夷的影響力之大，成為了不正當繼位的現任負責人布萊斯的主要追殺目標，且和茜一同成為了當地黑幫為爭奪地盤利益的炙手可熱的爭奪對象。為躲避追捕，在茜的保護下藏身在一座小船上。
因自身的正統身份的影響力極大以及所屬的帕雷卡納被懷疑跟日本政界和極道組織有勾結，大道寺一派特別派遣桐生和花輪喜平等人前往夏威夷來找到茜和拉妮並護送她們撤離夏威夷來到日本。搜尋期間的桐生一度因病情加重，在昏迷狀態中把自己和茜的逃亡身影跟澤村遙的幼時經歷重疊。
在春日一行人的四方打探下終於找到了位於藏身處的兩人並準備轉交大道寺一派護送回日本時，卻因三田村英二的背叛導致自己被海狼幫所捕獲。在春日小隊的多方尋找和戰鬥中，在最後海狼幫準備開船前往帕雷卡納的隱藏基地之際被春日小隊所截胡並獲救。自己與茜在春日小隊以及從山井豐所開的船中順利逃離夏威夷並護送到了日本，與茜暫時接受橫濱伊勢佐木異人町的街友村以及村長的庇護。
尾聲中，得知拉妮回到夏威夷正式繼承了帕雷卡納的首領負責人位置，帕雷卡納也逐漸恢復原本的慈善活動宗教團體性質。
羅德里奎茲（聲：谷田步（日语+臉模））
《8外傳》中登場，帕雷卡納教團的信徒和哈庫。配戴著大劍，守護著聶雷島的強力戰士。
其父親也是活到上百歲，曾經也是位寶藏獵手，一直守口如瓶著白鯨的結石可製作成“長生不老藥”寶藏的秘密不讓外人得知，且自己也曾與布萊斯服用過這種藥。

#### 莫提默海盜圖
莫提默（聲：大東駿介（日语））
《8外傳》中登場，莫提默海盜圖團長。長相俊美並充滿領袖魅力，吸引著團員們為他死心踏地工作。
收藏手傑克
《8外傳》中登場，莫提默海盜圖下屬。
基斯

#### 瘋狂蘭提斯
蜜雪兒女王（聲：朴璐美（日语））
《8外傳》中登場，支配瘋狂蘭提斯的幹部之一。年輕時以交際花之姿在地下社會聲名大噪。因熱衷貴族運動而創造了海戰賭博——海盜競技場。身邊總是有大批手下在保護她。
娜歐蜜·里奇（聲：日笠陽子（日语））
《8外傳》中登場，傑森的女兒亦為諾亞與莫娜的姐姐，蜜雪兒女王的秘書兼保鏢。去檀香山念大學後就失蹤，連親生父親傑森都不曉得她的下落。
斯帕德·塔克（聲：麥人（日语））
《8外傳》中登場，掌握埃斯佩蘭薩號財寶「最新情報」的信貸業者，從遙遠的紐約來到瘋狂蘭提斯近海，個性十分貪婪，警戒心強到近乎膽小的地步，總是由強壯的護衛們保護下神出鬼沒地出現。
雷蒙德·勞（聲：田中美央（日语）；薩摩亞·喬（英語+臉模））
《8外傳》中登場，有海盜王之稱的壯漢。與蜜雪兒女王共同支配瘋狂蘭提斯，負責應運女王策劃的海盜競技場，並使其發展成涉及龐大金流的盛大活動，肆意操縱巨款。

### 亞門一族
以最強自豪的暗殺者集團。一族的人都載著深黑而幾乎不透光的墨鏡，擁有「女性不能和男性交拳」的鐵則。由於是系列作中設定實力最強的敵人，故一般而言即使主角升級到最高等級，也難以輕易打倒他們。
亞門丈（聲：細川一毅、田邊安彥（0））
《0》中，認為真島是他們這一族的好敵手而找他出來對決。有著與桐生一樣的格鬥技巧（堂島之龍風格為主），會不斷丟出投擲武器、衛生紙包及像是回復藥的假藥等物品的攻擊。另外當體力降到一定程度時，會使用匕首並以宛如真島般的敏捷動作攻擊（狂犬風格）。
《1》中，滿足一定條件就會登場的最強隱藏魔王。
《極》中，完成所有支線任務便可挑戰。使用與《0》中相同的招式(桐生堂島之龍風格/真島狂犬風格)，並增加了新招式(第一階段時若道具欄有空格，會丟出炸彈反擊，無法防禦。/第二階段狂犬風格的攻擊力大幅上升)。
《2》中，同樣滿足條件就會登場並且有著能夠打倒古牧的實力。即使是練到最強的桐生要打敗他也是相當困難。戰鬥時不只會用格鬥術、還會使用手槍，投擲手榴彈，使出「究極的精髓」等強力的招式。
《極2》中，與他對戰的地方改到千禧年塔內部、一開始會使用像是鄉田龍司的劍術戰鬥、當體力下降到一定程度後會使用雙刀攻擊，還會使出與《6》一樣的球狀防護罩。敗戰後，為了探尋桐生強大的原因而加入真島建設，同時也會參加鬥祭場的比賽。
《3》中，因為設定成前作輸給桐生，由於認為輸掉比死更讓他感到羞辱而對桐生有強烈的復仇心、於是他為了打倒桐生而環遊世界修練、不僅學會所有的格鬥技、還鍛練出究極的肉體。後來讓南田開發出IF7的設備並且因為IF7的反饋系統而讓力量更加強大。即使桐生同樣練到最強狀況，但因為不能使用裝備的武器（使用的槍能直接讓武器損壞），所以要打倒他也是一樣困難。
《4》中，由於主角增加為四人、亞門也讓《2》中登場的弟子一也、次朗、三吾一起跟著登場。
《登場！》中，也有以他為原型的人物出現，名為亞門丈之進，為江戶第一名捕，並早已知道桐生就是宮本武藏，在打敗他後，立下誓言：「即使肉體消亡，靈魂也會繼續挑戰下去！」
《Of the End》中，則是有位和他長的一模一樣的的祖先「亞門羅剎」登場並且作為本作的隱藏魔王。而他本人則是在桐生打敗他的祖先後，向桐生表明總有一天要打敗他後而離去。另外成功打倒亞門羅剎後，能得到亞門的專用武器衛星砲定位控制器。
《5》中，帶著一也、次朗、三吾一同與四位主角對決。會使用像是桐生的格鬥技，還能使出桐生及秋山的固有技「怒龍的氣位」與「空中攻擊」。
《6》中，會使用像是巖見恒雄以及秋山兩人的攻擊方式，並會使用究極熱血模式、還會使用許多無人機妨礙桐生的行動，然後還會派出擁有自爆機能的掃地機器人。另外當陷入困境時會展開球狀的防護罩防止桐生的強力攻擊。撃敗他後，會被他以「總有一天會取下桐生性命」為條件而加入桐生會。
《8》中，髮型換成了類似亞門新同款的髮型，並首次出現在的支線成為了主線必經的臨終筆記劇情，對桐生一眾發起決鬥挑戰，成為桐生的羈絆覺醒能力發動的關鍵契機。第二次則是作為橫濱迷宮的最終boss戰來挑戰桐生一眾。開場會召喚出一也、次郎和三吾，並會跟其中一位弟子發動合作羈絆極技。當血量打到50%以下以及弟子都被擊敗時，會復活一也、次郎、三吾並強制發動全員羈絆連攜技佔據一回合。
亞門一也
為亞門丈的弟子之一。
《2》中初次登場。作為最初的刺客而會出現在冠軍街中。武器是雙手斧。
《極2》中依舊使用雙手長斧，並使用有如真三國無雙中像張遼一般的揮舞攻擊(短棍模組)並在一定血量時開啟防極技的防護罩，在開啟防護罩前所用過的極技傷害都會大幅減少。
《4》中再登場、與秋山進行前哨戰。改成空手戰鬥、由於擅長閃躲而難以造成他的傷害。
《5》中再度與秋山進行前哨戰。與秋山一樣改成擅長使用快速的踢擊攻擊。
《8》中被亞門丈在橫濱迷宮boss戰內召喚登場，依然以使用快速的踢擊攻擊為主。
亞門次朗
為亞門丈的弟子之一。
《2》中初次登場。作為第二號刺客而會出現在「瑟琳娜」的巷內。戰鬥方式與金大津相似，武器是機關槍。
《極2》中依舊使用衝鋒槍，追加了投擲閃光彈妨礙對手的能力，並在一定血量時開啟防極技的防護罩，在開啟防護罩前所用過的極技傷害都會大幅減少。
《4》中再度登場、與冴島對決而且會使用無法防禦的鎚子、並且還能夠回復體力。但弱點卻是很容易被抓住。
《5》中再度與冴島對決。與冴島一樣擅長力技、在體力減少到一定程度時會使出分身。
《8》中被亞門丈在橫濱迷宮boss戰內召喚登場，依然以使用力技為主。
亞門三吾
為亞門丈的弟子之一。
《2》中初次登場。作為最後的刺客而會出現在劇場前廣場。武器是火箭筒。
《極2》中依舊使用火箭炮作為武器，但近身攻擊時會將火箭炮當作拐棍一樣的揮舞並在一定血量時開啟防極技的防護罩，在開啟防護罩前所用過的極技傷害都會大幅減少。
《4》再度登場而與谷村對決。使用兩隻機槍攻擊、另外也和谷村一樣擅長反擊技而在格鬥方面相當優秀。
《5》中因為谷村不在、因此由品田代為戰鬥並且和品田同様一樣擅長使用武器。
《8》中被亞門丈在橫濱迷宮boss戰內召喚登場，跟《4》一樣使用兩隻機槍攻擊為主。
亞門乃亞
《5》中登場。亞門一族長女。出現在遙的劇情中。與其他亞門一族的人相同的是會帶著墨鏡，不過她的愛用品卻是愛心形狀物等充滿個性的物品。
由於被亞門丈所養育而接受過暗殺的訓練，但為亞門家的鐵則而無法與桐生對決。因此轉而與桐生的親人遙以偶像身分進行對決。
在舞鬥中會使用讓體力大幅消減的必殺技而成為難以應付的對手。
與亞門丈處心積慮想要除掉桐生的不同點在於，她將遥視為自己的對手，因此在對決過後，認同遙有實力成為她的對手後而離去。
亞門創
《0》中登場。前亞門一族之長，同時是亞門丈的父親。
零代(1988)時為亞門一族之長。因為夢見桐生將會阻礙他們一族的繁榮而找他出來對決。使用舊式大砲為武器，並會向上發射數發砲擊，並且也會發射能秒殺桐生的黑龍波/附加暈眩/燃燒效果的砲擊。
另外當體力降到一定程度時，會以空手戰鬥（火爆浪子風格為主）、然後還會呼叫直升機丟下桌椅及無敵藥進行攻擊。
當打敗他時，他會告訴桐生在一代（極）時，會有他們一族的人（亞門丈）去挑戰桐生，讓他拭目以待。
亞門新
《審判之眼：死神的遺言》、《7》和《審判之逝：湮滅的記憶》中登場。目前在亞門一族中的位置仍不明。暱稱叫「阿新」
《審判之眼》中，在完成49條支線後，能在事務所中找到他的挑戰委託。與八神戰鬥的原因是為了決定誰才是神室町最強。
會將八神傳送到異空間的鐵籠鬥技場決鬥，使用拳腳/雙光刀/閃光雙截棍與八神戰鬥，也會使用八神的風格切換，場景會隨之改變。同時空中會出現藍光圈/紅光球對八神展開攻擊。
是首個可以通過偷取手機讓玩家無法正常使用補血道具的亞門一族成員
體力到一定程度後，會開啟減傷光罩。
打敗他後，他承認八神是神室町最強（只限於2018年），之後便離去。
《7》中，疑似以「最終千禧年塔」最上階層的荒川組事務所中以最後對手身分登場。有著本作敵方角色中最高的等級、還會使出順殺攻擊以及各種敵方角色的攻擊招式，並且也跟桐生一樣，隨血量減少會切換新堂島之龍、快攻手與火爆浪子跟堂島之龍，並且也會使用衛星炮。為了確認桐生看中的春日能否匹配「嶄新之龍」的身分而與他展開激戰。敗戰後，承認春日的實力、並與同時出現的桐生決定要暗中看著春日的將來發展。但與系列作不同的是《7》中，玩家可以在擊敗他後無限次的與他對戰。初次對決以後會將塔頂當作自己的巢穴、再訪時能夠看到他私底下不拘小節的一面——裡面有電視和食物，而且四散著垃圾。這時候還會看到他失去平常嚴肅的口氣和說話方式的反應，但在ex hard的模式，會以「超級最終千禧塔」登場，裡面的小怪跟意念體等都會變強，除了自身變得更強之外，並且會招喚桐生一馬、冴島大河與真島吾郎的意念體出來戰鬥，並且這些意念體還會使用外派幫手各自的大絕。再次打敗亞門新之後，會承認你是傳說中的勇者。
《審判之逝》中，在完成前41條支線後，能在事務所中找到他的挑戰委託。因為前作裡敗給八神而被亞門一族驅逐，努力修練後在本作中再次向八神提出挑戰，卻被雙胞胎哥哥亞門十三打倒在地。
亞門鐵
《7外傳》中登場，亞門一族所研發出的人工智能AI機器人，作為城堡鬥技場最終隱藏boss來率領一眾機器人部隊向桐生發起鬥技場挑戰。擊敗他後，慘遭亞門涯拋棄並摧毀。
亞門涯
《7外傳》中登場。當桐生擊敗亞門鐵之後，會現身親手破壞掉亞門鐵並稱其為亞門一族蒙羞，隨後向桐生發起單挑挑戰。會使用與《0》、《極》中桐生的堂島之龍風格相同的招式，以及桐生的特工風格相同的招式。第一階段會召喚出無人機擺出心形陣來不斷回血，若心形陣被打破，則會繼續召喚許多無人機妨礙桐生的行動；血量打到一定程度時會鎖血進入第二階段，該階段則會追加使用究極熱血模式攻擊，且連段攻擊帶有吸取血量的效果。
亞門大洋
《8外傳》中登場。會組建“亞門海盜團”來向“吾郎海盜團”發起海戰，隨後會向真島發起單挑挑戰。第一階段會使用真島的海盜風格的部分招式。血量打到一定程度時會鎖血進入第二階段，放棄雙刀並召喚分身和天降多把匕首發動攻擊，會像三吾一樣使用火箭筒，空手時會使用桐生的快攻手風格招式。

## 警政公家機關

### 警方
須藤純一（聲：田中充貴、小原雅人（《極》））
警視廳組織犯罪對策第四課課長，階級是警視正。伊達則是他的前輩和手下。
《1》中，是刑事部捜査第一課的課長、由於警視廳高層受到神宮的壓力，而被命令監視伊達的行動，之後相信了伊達並與他和解。最後雖然向高層解釋了神宮的洗錢計畫的真相、但因為無視高層的命令而被降職到四課。
《2》中，拜託辭職的伊達復出來調查東城會和近江連合的抗爭事件，結尾時能看到他開直升機載著伊達和遙要來救桐生和薰。
《3》中，因為二代的事件，高層為了掩飾倉橋的事情，於是將他升職而讓他決定回到一課。
《4》中也有登場。為了掌握杉內的行蹤，而擔任指揮工作、但因為對於能不能開槍的事情有所猶豫結果讓杉內逃走。最終決戰時，被伊達強迫和他一起用號外新聞的方式，散佈宗像的壞事而讓它曝光。
瓦次郎（聲：寺島進）
《2》中登場。警視廳公安部外事（外國事務）二課的刑警（階級為警部補）。被人們稱為「鬼瓦」的別名、精通韓語。
倉橋涉
《2》中登場。警視廳公安部外事(外國事務)二課的課長（階級為警視正）。42歳。
杉內順次（聲：遠藤憲一）
《4》中登場。在神室署擔任負責殺人案件的捜査一課的優秀刑警，階級為警部補。就算對方是黑道也完全不怕，並以行動粗暴而出名。對於白道以及與黑道往來的商人相當討厭、並因此認識借錢給金村興業的秋山，並討厭秋山將借錢當作遊戲一樣。在2010年3月1日發生的槍擊殺人事件、於前往現場時，由於秋山剛好在場，經他調查過後，決定開始將秋山列為他的目標。對於以不良刑警出名的谷村的強迫式搜查方式，勸他「不要成為你父親第二」而要他多加注意安全。
根據谷村的調查，他在25年前作為特別捜査班的一員、曾和谷村的義父一起調查上野吉春襲撃事件。
射殺和谷村接觸的三島、一度被須藤率領的警隊圍捕，但還是順利逃走。之後與追捕他的谷村對戰而敗戰、並因此向他告知殺害谷村義父的兇手就是他自己、原來的他是上野誠和會安插進入警方的臥底、與葛城還是所謂的「結拜兄弟」。襲擊事件的報告書也是由他向當時擔任刑事部長的宗像提出、但因為被宗像發現其中的問題而因此成為宗像操弄的棋子、還因此殺害了想要繼續追查的谷村的義父。由於已經當了快三十年的警察、對於被夾在刑警和黑道兩個立場之間、因此搖擺不定而感到苦惱、所以使他也很羨慕可以不顧一切以警察身份做事的谷村。最後在打算告訴谷村自己知悉的所有事情時、遭到被宗像操控的久井射殺而死。
久井聰（聲：田中秀幸）
《4》中登場。警視廳神室署生活安全課課長。個性溫和、雖然對於部下的谷村的素行不良感到棘手、但因為個性善良以及谷村的高破案率、所以不太會要求他改善。
實際上和杉內一樣與宗像有勾結、將打算告訴谷村所有真相的杉内射殺。並受到宗像命令，打算要將谷村的幫助者趙及美芳處理掉、但卻在向宗像假稱「那二個人(杉内和谷村)被他解決」後而自殺。從這件事可看出他對於幫宗像做壞事這件事，讓他良心長期以來也受到很大的苛責。
宗像征四郎（聲：北大路欣也）
《4》中登場。警視廳的副總監。是名雖然沒通過公務員考試但卻能昇到副總監的傳說人物。
25年前的上野吉春襲撃事件時，擔任警視廳的刑事部長時，參與搜查發現葛城才是殺人真兇、因此看穿和葛城有勾結的杉內的策略但卻隱藏真相，另一方面還要求和葛城會面。實際上、有參與2005年的100億圓事件並且以此為秘密資金來蓋非合法監獄並且將犯人集中起來加以使用來操作犯罪、打算讓自己的權力穩如泰山。還有接近東城会会長堂島大吾、要擊潰作為大吾種種煩惱的上野誠和会，但另一方面卻要求作為臥底警察的新井成為若頭，打算要一口氣奪取表社会（警察）和黑社会（黑道）的控制權。另外還打算奪去桐生那邊的一千億圓、因此指示新井去牽牛花那邊綁架孩子們、但因為新井的正義感使然而遭到他的拒絕並且被他攻擊。但因為新井用的子彈是塑膠彈，讓宗像因此沒死。最後和護衛隊一起要讓谷村消失，而被他打敗、還因為伊達的行動讓他的壞事被曝光、使他氣到攻擊秋山卻沒打死他。最後在被追到走投無路下，遭到銬住而用新井的手槍自殺。
麻倉
《Of the End》登場的角色。組織犯罪對策第四課的刑警。由於家庭因素而和老婆分居，並且因為這場危機遭到殭屍咬傷、為了要向妻兒們傳達他的遺言而拜託真島他們將的遺言錄下來後而成為殭屍。最後在兒子為了找他來到隔離區內而和他見面後，由真島和黑鷹親自解決他。
本庄 次郎
《6》中登場的新角色，也是伊達的後輩。與伊達一起負責澤村遥被人肇事逃逸的事情，並讓桐生查探當時的事故現場，並且告訴他大概的經過。終盤時，由於巖見恒雄使計，讓他以為伊達私自囚禁遥及遙勇，因此來到遙的病房中，卻被假扮成他手下員警的巖見的同夥開槍攻擊他和伊達，之後則生死不明。
堀之内 十郎（聲：楠大典）
《7》中登場的警視廳總監，以前是神奈川警察本部長，20年前轉任到警視廳，轉任前負責偵辦一起富豪夫婦強盜殺人案件，由於懷疑一名住在附近並且擁有前科的男子久住為真兇而逮捕他，但後來發現他真的有不在場證明，於是以足立為首的員警們請求釋放他，但爲了不讓高升到警視廳的自己鬧出錯抓人犯的事情傳出而損害自己的威信，因此仍將久住視為犯人並送入監獄，還造成受冤枉的他因此自殺，並同時讓負責此事的刑警‧足立對他記恨在心。
轉任警視廳後，與青木遼互相勾結，策劃了「神室町3k作戰」造成了東城會壞滅，並默許近江聯盟接管神室町，還與其他警視廳高層收受了大量荒川組的賄絡。但在春日等人設計出一個「有青木教唆殺害荒木的錄音存在」的陷阱下，讓他們能夠從趕去千禧年塔要消滅這個不存在的錄音的天童等人手中取得存放於荒川組若頭‧澤城的電腦內的收賄名單，足立則將這份名單暗中送到警視廳、警視廳的監察單位以及各家媒體，並且匿名約出堀之内在新神室町警署的屋頂上見面，並且當面揭發他利用「神室町3k作戰」的大義名分自肥自己口袋的事情，最後被隨同足立一起過來的部下們逮捕帶走。
另外，依據荒川真斗死前所述，原來18年前欺騙他感情的公關小姐‧夢乃最後是嫁給堀之内。

#### 大阪府警
別所勉（聲：赤井英和、木下佑一（《極2》））
大阪府警捜査四課課長。通稱為「蝮蛇的別所」。是個腔調濃厚的大阪人、實際上在赴任府警前，隸屬於警視廳神室署四課。他也和26年前的事件有關聯，並與瓦一起負責真拳派和堂島組的抗爭事件，之後協助真拳派的生存者朴逃往關西，他也給朴新的名字-村井讓他重新生活。
比利肯（聲：中尾良平）
《0》中登場，被近江的黑道們稱為「比利肯」的蒼天堀警察署刑警，在黑道中相當出名。由於自西谷譽年輕時就與他來往，雙方間因此有很深的信賴關係。過去自己的女兒被不良少年殺害，等抓到他們時，因為兇手未成年而被送到少年院後，很快就遭釋放而大受打擊，不過兇手全都遭當時還是高中生的西谷以相同手法所殺，讓他因此在蒼天堀河底設立一座為了制裁「法律所無法制裁的惡人」的地下鬥技場「三途川底下」，並作為副業而擔任管理人，與西谷也一起藉此獲利。之後遇到想與人在警局拘留室的西谷見面的真島，因此與真島約定只要他能在鬥技場獲得3連勝就帶他見西谷，在真島成功以後而帶他與西谷見面。最終遭到被涉澤賄賂的員警槍擊，並在中槍後前來警告西谷及真島快逃。
原本被認為遭到槍殺而死亡，但在「0」導演版中確認仍然生存，並在醫院中與真島通電話。
芹澤和彥
《5》中登場，大阪府警組織犯罪對策本部刑警。
詳情參照「近江聯盟(近江連合)－芹澤和彥」

### 監獄

#### 沖繩第二監獄
《4》中出現，位於沖繩的設施，雖然名叫監獄，但正式名稱應該為「改正促進施設」。專門收容黑道中的極惡罪犯，這是為了能夠讓宗像藉著讓他們犯罪而逮捕他們來換取績效所建。濱崎曰「是黑道的墓場」，被監獄官處罰致死的犯人都以病死來處理。
齊藤
沖繩第二監獄的獄警。個性暴力且殘忍，常以懲罰之名而殺害許多囚犯。想要阻止逃獄的冴島失敗並且和濱崎一起掉到海中，但卻順利生還並且受到所長命令要來綁架靖子，但在和桐生的對決中被他打敗。
鈴木
《4》中登場。沖繩第二監獄的獄警。被濱崎賄賂而帶他和冴島見面。

#### 網走監獄
《5》中登場。位於北海道網走的監獄。
高坂誠司（聲：桐本琢也）
《5》中的新角色，監獄的副所長。
個性非常嚴格，就算是一點違反規定的行為也完全不放過，是名就算只差一天就能假釋的犯人，只要違反規則也會毫不留情地延長刑期，取消假釋的冷酷所長。因此讓他被囚犯們討厭。
對於讓囚犯們返回正途這件事，有著根深蒂固的強烈執念，因此對於東城會的大幹部並且常造成麻煩的冴島標記成需要特別注意的可疑人物，但在看到冴島就算被組織破門也依然貫徹自己意志的表現，而漸漸開始同情他。
後來在知道所長被暗殺以及有大量囚犯進入監獄的事情後，預見可能有一場大暴動發生，因此要冴島及馬場逃獄。但在幫助他們的過程中卻遭釘原攻擊，幸好在大島的醫護下而救回了一命。之後與大島及日村一起趕赴東京的日本巨蛋前去阻止馬場的自殺而要將他一起帶回網走。
大島平八郎（聲：掛川裕彦）
和冴島同房的室友。是整個室內年紀最大的一位囚犯。平常就是喜歡看書，坐在運動場的板凳上，個性相當溫和並且也會給苦於假釋事情的冴島建議。但對於他如何入獄，對全部的室友而言還是個謎。
實際上是個竊盗數超過1万5千件從未遭逮捕、並且都是竊取政客及富人的不法利益，人稱「西裝的平八郎」的傳說大義賊、在60歳的生日時，因為妻子與人私奔而因此決定自首。由於年輕時是個醫生，因此也負責給冴島傷藥並且幫他治療被釘原弄傷的傷口。
日村（聲：幸野善之）
和冴島同房的囚犯。個性輕浮卻擁有可以緩和氣氛的能力。雖然不是黑道中人，但依然會稱冴島叫大哥。喜歡在房間中展開月見野的地圖將大家帶入他過去在月見野的體驗的「妄想」的興趣。也愛誇口談自己過去的事蹟，像是「拿1000万到酒店中豪遊」「消滅海外的黑幫」等相當可疑的內容，讓人對其真實性相當懷疑。另外還喜歡上酒店，並特別喜歡裡面其中一位小姐輝夜。
實際上他是前捜査一課的刑警，由於自己收賄而被關進來。在獄中為了怕被人報復而因此隱藏自己的經歷。在冴島與馬場一起逃獄時，開槍射殺了正想攻擊他們的釘原而救了他們一命。
釘原廣志（聲：神奈延年）
半年前進入網走監獄的囚犯。是木工作業班的領班，有一群強壯的手下。擁有像是西洋穴怪圖像的恐怖外表和殘忍的個性，是典型的以傷人為樂的施虐癖。看上擁有東城会大幹部經歷的冴島，因此經常趁放風時將他帶入無人的倉庫施以暴行。
帶領大匹囚犯去攻擊正要逃獄的冴島與馬場並且被他們打敗，右手腕也被冴島踩斷。正當他想要偷偷槍殺冴島時，被趕過來的日村開槍射殺。實際上他本人是馬場的手下，他的行動也全是馬場所指示。

### 政治人物
神宮京平（聲：吉田裕秋）
由警察廳出身的議員兼政府直屬秘密部隊・MIA的隊長。10年前是個有理想有信念的好男人，那時遇上失去記憶的由美並且照顧她，由美也在那時生下了遙。之後得到世良的幫助，與總理的女兒談成親事並且沉溺於所得到的權力和金錢。於是利用東城會來洗錢，得到大筆不義之財。但後來讓世良殺害由美和遙的事情失敗，因此被他發現世良背叛他而且偷走他保管於東城會的一百億，於是趁著錦山外洩一百億圓事件情報造成混亂時，打算捨棄東城會改為拉攏近江連合。最後即使輸給桐生，也不死心，想要刺殺他，結果不但被錦山所刺殺，自己的100億也因為錦山的自爆而飛散在街道上，化為現場附近人們的聖誕節禮物。伊達則指他的罪名有收賄、教唆殺人、違反槍刀法。
田宮隆造（聲：大塚明夫）
《3》中登場。為最大黨自民黨的政治家、擔任國防部長。推動沖繩的美軍基地擴大法案。為了国防安全，企圖導入「新BMD系統（彈道飛彈防衛系統）」。和鈴木交通部長爭奪下次的總裁寶座。但他的真正目的並不是要讓基地擴大、而是要用這個做為釣餌企圖釣出武器走私組織Black Monday。和警察廳出身的風間讓二是同時期的好友。為了自己的秘書昌洋將要被好友讓二給殺掉、於是拜托桐生去阻止他，代價是停止休閒地的開發計畫。
鈴木善伸（聲：池水通洋）
《3》中登場。同樣是自民黨的政治家、擔任交通部長。為了對抗基地擴大法案、於是提出在沖繩開發休閒村的法案。和田宮國防部長爭奪下次的總裁寶座。為了強行徵收土地、於是與東城會的五次團體・玉城組有所往來。
當真昌洋（聲：置鮎龍太郎）
田宮的秘書，出身沖繩。由於田宮的基地擴大法案、為了發展自己的故鄉沖繩而希望鈴木能夠開發休閒地、於是因此與東城會合作。2008年3月與大吾一起拜訪沖繩、並在和桐生以及名嘉原見面後、大吾被桐生說服而中止土地購買計畫。在這一年後知道田宮的計畫、於是辭去工作與峯合作。在前往沖繩，並且在琉球街的小酒店中將要被風間讓二給殺掉時、被桐生給阻止、在知道田宮很重視自己，特地拜托桐生來阻止他被殺後而淚流滿面。之後回到東京去向田宮謝罪。
大道寺稔
《6》中登場而且已經病危的老年政客，其門生遍佈當今日本政界而成為大道寺一派。二戰期間為日本帝國海軍的高級將領，侵吞軍費並委託巖見造船廠建造超大和號戰艦。戰後暗中控制日本政壇，被稱為「昭和的幕後黑手」。由於「尾道的秘密」-「超大和號」是其侵吞公款，以及大道寺與門生們勾結黑道的罪証，因此他派其門生與準備揭發超大和號存在事實的桐生交易，讓桐生以詐死為條件交換堂島大吾出獄。
荒川真斗/青木遼（聲：鳥海浩輔；吴磊（汉语））
《7》中登場，荒川真澄的獨生子，實際上為澤城丈的親生子。與春日年紀相同，春日稱他為少爺。從出生時因為失溫症的影響，讓他因此必須終身坐輪椅。
民自黨的政治人物，現任東京都知事。年輕有為而極受男女老幼歡迎，戴著眼鏡而有相當斯文的打扮，還有人認為他成為總理大臣的日子也不遠了。
某日因為女友與他分手後而因此醉心於要得到權力，於是更改身份並前往美國進行手術，並在美國留學修讀政治及經濟，後來回到日本創立NPO組織淨日協會並成為創辦人，還因此博得名聲而踏入政壇，然後以最年輕的紀錄當選東京都知事。當選後要脅荒川真澄發動神室町3K作戰而因此消滅掉東城會。而後，為了打壓政敵而將野心延伸至橫濱，並透過黑白兩道手段去破壞異人三勢力構成的「肉壁」，從而藉此當上民自黨的幹事長。
爲了他的目的不擇手段且不允許任何阻礙的因素存在。荒川真澄、星野龍平、小笠原肇、石尾田禮二等人的死亡都是在他的授意下造成的。
最後在春日一行人的活躍下，讓其野心和手段得因此對外暴露而名譽掃地。落魄的荒川在春日勸説其回心轉意而準備自首時，卻被對其作爲大失所望的久米刺殺。臨終前給春日留下了“阿一，你要活下去……從最底層重新來過，也不錯啊……”的遺言後而過世。
荻久保 豐
《7》中登場的執政黨民自黨的政治人物、也是同黨的幹事長。78歳。
60年前、自己還是市議會議員時、對於盤據在橫濱・伊勢佐木異人町的橫濱星龍會以及橫濱流氓互爭地盤、造成許多犧牲者感到痛心的荻久保為了拯救雙方的人馬還有家人們、於是與初代星龍會會長以及當時橫濱流氓總帥決議一起製作假鈔。為了讓雙方享有共同的利益、由橫濱流氓進口特殊用紙、星龍會則負責印刷以及運搬。他進一步透過各種關係、取得被視為國家機密的紙鈔原料以及調和比例並告訴他們。但荻久保認為光是這樣還不足以制止雙方的抗爭，由於預期星龍會成員將橫濱流氓成員驅逐出去時、會造成雙方關係更加惡化而引發激烈的抗爭、於是他用偽鈔收買警方、並以雙方爭奪地盤的區域為重點加強治安、成功控制騷動的發生。並讓沒有去處的橫濱流氓能有「最後的居所處」、一方面，星龍會也因為鉅額的報酬還有成員無理的行動，於是在荻久保的一聲令下而同意削減勢力、於是雙方就算沒有抗爭，但實力也因此遭到削減而保持平衡。但是進入1980年代，由於韓國黑幫真拳派崩壞而流入到異人町、成為之後的寇汨殊的真拳派殘黨漸漸發展勢力、害怕他們會因此與橫濱流氓發生抗爭的荻久保、於是以確保他們有安居處以及收入為條件、讓他們從星龍會那邊接下印刷的業務，成功避開抗爭的爆發、並以異人三作為「肉壁」的基礎、異人三當時的3名首領也因此成為令人注目的存在。
另外荻久保自己也利用這份財力、當上自民黨幹事長，並擁有被稱為「今日內閣中沒有與其對抗的人選」的強大權力。但由於從難波身上得知偽鈔的事情、於是淨日協會(Bleach Japan)現任代表・小笠原暗中告知給一直以來狙擊自民黨幹事長的寶座、並想要找出荻久保醜聞讓他失勢的東京都知事・青木。之後、他因為重病住院，很快就被趕下幹事長的位置、並讓青木繼任其寶座。青木繼任幹事長後、雖然兩人在病房上會面、但他卻指責青木和淨日協會並否定他們的目標。青木離開病房、荻久保身上裝備的心臟監測器的聲音卻突然變得急促，但之後發生甚麼事，卻沒有表現出來。
《7外傳》中，有她的孫女登場(配音-上田麗奈)。但名字不明、由於孫女在中東留學時的朋友來到日本、為了款待而招待朋友來到六本木的夜店玩，雖然離開時被一群不良的富二代糾纏、但受大道寺一派委託擔任保鑣的桐生出面撃退這些人。同時也揭曉荻久保自身就是大道寺一派的掌權者。

### 大道寺一派
《6》以及《7外傳》中登場的政治特工組織，為桐生一馬化名為「淨龍」後所屬，前日本海軍軍官、政治家大道寺稔及其門生的派系管理的組織。表面上擁有一座名為“大道寺”的歷史悠久的大型寺廟作偽裝，但在全日本各地都有其據點，並擁有龐大的信息網絡和通信系統。
《8》中，由於暗地支持組織且關係緊密的民自黨下野至今，使得他們漸漸失去影響力。這次他們派遣化名淨龍的桐生前往夏威夷要去找出某人並確保他的安全。
花輪喜平（聲：東地宏樹；刘圣博（汉语））
《7外傳》中登場。大道寺一派的管理者。比起動手更喜歡動口解決事情。
《8》中也來到夏威夷協助桐生和春日的任務，最後卻因混入主角隊伍的內鬼對海狼幫的洩密、而被隨後闖入的海狼幫就地擊殺。
吉村（聲：鹿糠光明）
《7外傳》中登場。擅長執行粗暴任務的大道寺一派管理者。以組織為最優先，對於會造成風險的人會毫不留情地捨棄。對於不願表示順從的桐生、毫不隱藏他的敵意。從他的言談中、似乎能知道大道寺一派的每個人都知道桐生的過去。
主任（聲：中博史）
《7外傳》中登場。除了知悉是大道寺一派的幹部以外、一切都被謎團包圍並坐著輪椅的老人。對於組織內部有強大的影響力，要求桐生繼續遵守他與大道寺之間的約定。
大道寺住持（聲：塾一久）
《7外傳》中登場。擔任大道寺住持的僧侶。已經遠離塵世，興趣是整天玩「單人圍棋」。是現在桐生少數能夠談得上話的人之一。

### 淨日協會(Bleach Japan)
淨日協會是一個在《7》中出現的NPO法人組織，由青木遼和小笠原肇所帶頭創立，主張漂白除去存在於這個社會上有害善良風俗的灰色地帶並建立其健全的社會，並且會因此進行各種街頭抗議。簡稱BJ，組織成員都會穿上印有組織標誌的T恤，其勢力甚至大到在全國各地都有分部。但實際上暗中與近江聯合勾結，原本欲入侵伊勢佐木異人町，卻因為春日等人的反抗而失敗，最終隨著現任代表‧小笠原之死而解散。《8》中該組織再度死灰復燃，由海老名正孝再度恢復其名而再建，卻因為桐生等人的反抗而再次失敗。
小笠原肇（聲：新垣樽助）
現任淨日協會的代表，也是創辦人之一，與青木是美國留學時的好友，回國後一起創立協會，2010年在青木選上參議員後，代替他成為第2任代表，兩人目前也是政治上的合作夥伴。近期經常出現在新聞媒體上，他也與組織因此而共同出名。
由於受到青木的命令而要讓荻久保失勢，於是出現在橫濱分部，並透過馬淵以及難波而因此發現異人三製作偽鈔的證據，因此在青木的指示下進行對異人三的清掃活動，於是引導近江聯合成員、石尾田以及難波一起假扮成抗議民眾入侵寇汨殊的基地，但他卻被春日等人反擊而被抓住，並被拷問出了諸多關於青木的情報。隨後被青木指使近江連合將他救出來，並以「控制風險」為由而殺掉他滅口，最後被青木將其塑造成在對抗寇汨殊中不幸犧牲的英雄形象來為其政治活動造勢，從而摧毀了異人町的「肉身之壁」。
久米颯太（聲：平川大輔）
淨日協會橫濱支部的部長。
醉心於組織『要漂白灰色地帶』的理念。為了組織也願意不擇手段甚至訴諸暴力而有危險的一面，但不論在政治頭腦還是理念方面都水平低下。被青木扶植成爲橫濱的神奈川二區大選候選人。
在青木的教唆殺人罪行暴露后，因爲對其作爲失望，出於維護「真正的正義」的目的將青木刺殺後逃離，此後下落不明。
《8》中在春日的回憶中被提到，在青木死後歷經逃亡而遭逮捕，由於其罪行必須在牢中服刑許久。
三田村英二
詳情參照「主要人物（《7》之後）－三田村 英二」

## 神室町的居民們
賽之花商（聲：藤原喜明）
真實姓名不詳，支配著治外法權的非法地帶「賽之河原」的情報販子。因以賽之河原作為據點，且有以花束告知情報的習慣，故得其稱號。原為伊達同僚，過去因洩漏情報遭檢舉而被迫離職。結過婚，與已過世的妻子育有一子高志。
《1》中，把據點設在賽河原的地下。
《2》中因再度成為警察，而將據點移至千禧塔內第50層。請求前來尋求川村情報的真島接管賽之河原。
《3》中因新據點遭破壞再次回到賽之河原。借用真島管理下的據點、向桐生等人提供東城會内部情報。
《4》中在賽之河原登場。幫助冴島與笹井重逢。此外亦向谷村提供葛城情報，之後遭上野誠和會攻擊受傷。支線任務中在四位主角的協助下與即將結婚的兒子高志相認。
《Of the End》中開放賽之河原作為倖存者的臨時避難處，亦透過自己的情報網幫助眾人化解殭屍危機。
《5》中向冴島及相澤傳達森永死亡的消息。
《黑豹》中在第三公園的下水道裡擔任街友照顧者，其他人需要口令才能進入。也會告訴龍也關於「龍炎」的相關情報。
《黑豹2》中也有登場。
此外花商的臉孔，與聲優藤原喜明本人相似。
麗奈（聲：三原順子《1》；鶴弘美《0》；田中敦子《極》）
《0》中，在神室町近期相當出名的瑟蕾娜酒店擔任老闆娘，舉止優雅卻有連黑道都不怕的堅強意志，並透過常來光顧的錦山的關係而在此時認識了桐生。在真島和錦山戰鬥時，還用酒瓶攻擊真島，並將回復藥拋給錦山。
《1》中登場，身高165cm、體重43kg，瑟蕾娜酒店的老闆娘，除了讓由美在她那邊工作外，還讓他們三人能在酒館中聚會。是最能夠理解這三人的人並且是把他們當作手足般的對待。十年前因為桐生和錦山分別離開而讓她的店長期閒置，現在的店面改成只有在熟客來時才會營業。實際上喜歡錦山，所以把桐生的動向都報告給錦山。後來因為桐生等人而改變想法，留下小紙條向桐生等人謝罪並且一個人獨自行動，打算贖罪而要去殺了錦山，但是復仇不成反而遭到荒瀨和人的槍殺。
一輝（聲：土田大（日语）；屈烨（汉语））
牛郎店「StarDust」店長。因為受到風間新太郎很大的照顧，為了報恩而幫助桐生他們。
《2》中，成為牛郎店「StarDust」的所有人。但其實本人早就在半年前遭綁架，並且被真拳派的成員整容成同樣面貌取代，也因此被警視廳所盯上。最後順利獲救，並且把真拳派在神室町放炸彈的訊息告訴桐生。
《3》中的序盤裡，還在柄本醫院住院著，之後回到StarDust。
《4》也在自己的店裡登場，由於擔心雄哉適不適合店長的職位而一直注意他的工作並且暫時在旁支援他。
《8》中得知「StarDust」已經成功奪回，再次擔任其所有人，和雄哉一同作為可呼叫的外派幫手。
雄哉（聲：三宅健太（日语）；黄嘉晖（汉语））
《1》中，是牛郎店「StarDust」的店員。個性耿直，因為誤會殺老大罪行而被組織隔離的桐生是收保護費的流氓，即使桐生說明一切，仍然聽不進去。後來在知道真相後，和一輝一起全力幫助桐生。與脫衣舞場的美由是一對戀人，美由在支線任務也有登場
《2》中，擔任牛郎店「StarDust」的店長，同樣很支持桐生。後面其所經營的店被龍司闖入破壞，自己也負傷，不過被桐生所救。過去是暴走族「BlockThunder」的總長。
《4》中則有著觀察是否能稱職地做個店長的支線。
《5》中出現在桐生的支線故事。由於失去對牛郎工作的熱情而因此離開StarDust並且在永州街遇到桐生。之後在桐生的幫助下，找回熱情而決定回到StarDust。
《6》中因為StarDust被真拳派收購的緣故，被迫離開StarDust，並利用以前的人脈跑業務，但依然期望與一輝重回StarDust日子的到來。
《8》中得知「StarDust」已經成功奪回，再次擔任其店長，和一輝一同作為可呼叫的外派幫手。
《黑豹》中也有登場並且向龍也介紹柄本醫院。《黑豹2》中則是會依據龍也得到的稱號給予物品而負責支援他。
柄本（聲：工藤俊作、唐澤龍之介（《極》））
「柄本醫院」的醫師，過去是東都大學醫院的外科主治醫生，是名專門醫治中下階層人們的醫生，在神室町是位名醫。只要是患者，無論是黑道、非法居住的移民，或是沒有錢的人都會施以平等的治療。而他的經費和生活費都是由風間新太郎所提供。《1》中，在支線任務登場。《2》《3》中，也有出現在主線任務裡。所以如果不是有玩過一代的支線任務，恐怕連他是誰和診所在哪都會不知道。《4》中則有在支線中登場。《8》中則有在臨終筆記支線中登場，有一位女兒出現在診所裡協助他營業。
《黑豹》中也有登場。由龍也透過雄哉的介紹而來到他的醫院。
《Of the End》中仍有登場，並且透過秋山的幫助而順利解救他位於隔離區內的病患。
戶部（聲：楠見尚己）
通稱為Master。《1》中也有登場，經營一家酒吧「Bantam」。《2》中，因為經營陷入困難，而接受千石組的利誘襲擊桐生，最後被桐生打倒並且獲得桐生的原諒。後來在鄉龍會東進神室町時被牽涉在內因此店家受到鄉龍會的攻擊。《3》到《5》中仍有繼續經營著。
《Of the End》中仍有經營，但隨著故事後期，必須要進入隔離區內解放他的店才能進入消費。
新瑟蕾娜的女老闆（聲：園崎未惠）
《3》中登場。將麗奈和澤村由美曾工作過的瑟蕾娜買下來。想將以前有酒店小姐的店改裝成新的面貌來營業，於是拜託伊達來幫她並且也提供給桐生作為休息處。雖然伊達對她告白，不過被她拒絕。原因是過去她與伊達的學弟敬介交往，但在犯人月島抓她去當人質時，她和伊達一起看到敬介被殺。在月島出獄後為了引誘伊達出來又再次將她抓去當人質。不過桐生和伊達一起擊敗月島和他的手下並且她也被伊達所救。
《4》中，因為生病而離開店並且由伊達擔任代理店長。
《5》中依然有登場，並且將店內提供桐生他們作為據點。
《6》中與伊達結婚，並繼續將店內提供桐生他們作為據點。
若造（聲：桐本琢也）
《3》中登場。是在京濱新聞社社会部工作的伊達的上司。雖然是前輩，但因為年輕而被伊達當作小弟般使喚。受到伊達請求而提供桐生東城會幹部的照片給他。
明美（聲：吉澤喜代）
桃源鄉第一名的泰國浴女郎。真司的未婚妻。在真司過世之前，桐生從真司那邊聽到風間正在美月那裡，明美也告訴來到桃源鄉的桐生和遙，風間和寺田已經去了港口那邊。另外在這時從桐生身上聽到真司的死訊，之後親自從賽之花屋手上領取真司的骨灰。
平田（聲：金谷英孝）
《1》中登場。是和平金融公司的董事長也是10年前被桐生收借款的公司董事長。和他的戰鬥是遊戲中的戰鬥操作教學，在想要夜逃時被桐生所制伏並且乖乖還清借款。在故事模式中有對桐生報仇。10年後其公司和大樓的所在地已經不存在，平田也跟著失蹤。
《3》中的支線任務中再度登場並且能知道他有個女兒和兒子。
錦山優子
錦山的妹妹。
《0》中只有在對話中被提到，當時已是體弱多病。
《極》中首次被提到名字。桐生肯幫錦山頂罪的原因，也包括要讓錦山可以陪伴妹妹，即使動過多次手術仍需要移植心臟來保命，但最後因為錦山遭主治醫生所騙而未及時被移植心臟而過世。
柳井
自由攝影師。對於拍過一次的對象會過目不忘。由於曾拍到過平田，所以對桐生說出平田的下場。
平田的兒子
《3》中登場。由於在記者報導的雜誌中看到父親出現的照片，於是跑去尋找父親。因為過去平田積欠的鉅額債務造成一家離散，讓妹妹被迫放棄大學學業到特種行業上班，母親則是因此日夜工作而心力交瘁而死。但即便如此也依然清償不完而因此痛恨平田，還想要殺他，在桐生的阻止下，因為那份恨意反而攻擊桐生。
最後被桐生擊敗，並在他的幫忙下，與父親順利和解。
伊吹
《3》中登場。堅生會代表。原堂島組組員，受柏木命令，為了讓更生人得以回歸社會而因此開辦一個更生人的組織，並且選擇將自己的餐廳神室町城堡作為組織根據地。在說服想要報仇的人時，被桐生所救，並決定繼承柏木的遺志支持桐生。
《4》中也在支線裡登場，持續努力地要讓更生人回到社會。
《Of the End》中仍有出現，並且拜託龍司去解救在隔離區內的生存者。
翔太
《1》中登場。Stardust的店員。但他的真面目卻是個和叫作花形金融的高利貸勾結，誘惑女人去向他們借錢，然後再讓這些女人因為還不起錢而被迫去拍成人片來抵債的敗類。在伊達單獨闖入花形金融中，以父親和刑警的身分讓桐生、女兒沙耶兩人（二人是以偷窺的方式看到）看到他展現出來的威嚴。這個花形金融在《2》中的神室町也有存在，但沒有出現在主線任務中。
舞（聲：みひろ）
《1》中的支線任務登場，是一個會下藥迷昏對方，並洗劫財物的壞女人。在神室町假裝被醉漢騷擾並被桐生所救後，邀請桐生到一家她認識的酒吧店一起喝酒，在店內的選項如果選錯的話，會因此失去身上的資金。如果選對的話，則可以刺探到拉麵店的地下賭場的秘密口令。
田村
《1》中登場，並以神室町為活動據點的週刊雜誌記者。在桐生服刑時，因為追蹤東城會的醜聞，因此惹怒東城會而被殺死並被沉入到東京灣中，但這其實只是偽裝，私底下則是以賽之花屋的手下身分活動。之後在賽河原再遇桐生，並且告訴他所有真相，還要求他可以向後輩青木隱瞞他沒死的事情，但最後透過桐生的行動，讓他還是與青木再會並能看到他與青木一起向桐生打招呼的場面。《2》中也有登場，並以情報販子的身分出現。
第二代歌彫（聲：小田桐一（《極》））
在粉紅街的龍神會館，為桐生&錦山背後刺青的刺青師。
《1》中，由於有具屍體的胸上有月下美人的刺青而且長得像美月而因此來拜訪他，但從那之後就無法再進去他在的地方。
《2》中的場所依然存在，不過似乎關閉起來。
《3》中，會在桐生與力也一起出現的支線任務中登場，原本拒絕幫力也點上龜殼花刺青的眼睛，但在看到力也不倚賴刺青作惡而是要以此做為對自己的期許後而改觀，並決定幫他完成未完成的龜殼花刺青上的眼睛。
花（聲：平野綾）
《4》中登場，秋山的天空金融公司內的僅有的一名社員。代替完全不想工作的秋山，處理公司內部所有大小事務，環境整潔等雜務也由她負責，因此只要她一不在，公司環境總是慘不忍睹，比起秋山她更像是公司實質上的營運者。體型嬌小且豐滿，不過臉蛋卻相當漂亮。喜歡的食物是燒肉店「韓來」的特選五花肉便當。意外地力氣相當大，有可與黑道抗衡的實力。
過去與秋山同樣在東都銀行任職，身為秋山晚輩卻不離不棄地照顧秋山，有著超越晚輩對前輩般的感情，甚至已可說是單戀對方的程度，但秋山本人似乎沒有察覺，認為秋山因私心而借給靖子一億元後，憤而離開天空金融，在她成功瘦身後秋山仍然沒有任何反應。亦在本作的「究極鬥技」中登場。
《Of the End》中之前努力減肥所瘦下來的身材，由於食慾回復的關係而又回到以往的豐滿模樣。因發燒而使得秋山為了醫治花而不得不前往柄本醫生處拿退燒藥。最後被秋山所救，兩人一起逃離隔離區。
《黑豹》的支線中也有登場，被稱為大胃王，讓神室町所有的餐廳都損失慘重，在韓來中被遭到秋山拒絕借錢的人所糾纏，而受到龍也的幫助。但誤會龍也是要來把她，而拒絕了他。在離開時將特選牛肋排便當送給龍也。另外如果讓龍也在九州一番星打工時，在小遊戲的最後她會以客人身份登場。
《5》中僅以聲音登場，受秋山的委託尋找神室町的偽造師。
南田
《3》中的支線故事中登場。是把過去對戰過的對手的戰鬥資料作成格鬥模擬器「IF7」的製作者。原來是遊戲製作人，由於企圖打倒桐生的亞門花大錢請他、而作成IF7。外表像是電影回到未來的博士。
《4》中，也在秋山前往初芝會事務所尋找綠川的地下通道中登場，能看到他在開發「IF7-R」並且在解救他後，也會提供「IF7-R」供玩家訓練。
《5》中依然有登場，並開發新作「IF8-R」，類型從原本格鬥遊戲改成橫向動作遊戲
趙（聲：掛川裕彥）
《4》中登場。亞細亞街上的中華餐廳「故鄉」的老闆。是最能理解谷村並且幫助他最多的人，讓他也把餐廳當作自己的家一樣。對於親人被強制遣返而無法生活的外國孩子，為了保護他們而成立「亞僑會」來負責照顧他們。擅長日語。
《Of the End》中，雖然他的餐廳仍有出現在亞細亞街，不過他和美芳卻沒有出現。
美芳（聲：佐藤朱）
《4》中登場。被趙當作親生女兒般照顧的少女。在「故鄉」中幫忙。也是能理解谷村並且會幫助他的人。谷村則稱她為「小芳」。
陳
《0》中登場。掌管亞細亞街的三位長老之一，是位在日華僑，負責和立華不動產的情報聯繫
滿
《3》的支線故事中登場。看起來像是個長得很強壯的人妖。由於被桐生所救而愛上他，還稱桐生為親愛的。實際上是個女性、她還有三個跟她長得一樣的姐妹。
《4》中也有登場且在亞天使中工作，告訴秋山關於小酒店「大女優」的情報。
《Of the End》中仍有登場，並且依舊在亞天使中工作。
赤石衛
《4》中登場。是為了維持神室町治安的志工團体「神室之盾」代表。在谷村的警察無線，桐生的驅除黑幫的事件中都有登場。原來在神室町是個相當囂張的黑道，但因為太過顯眼而遭到大批流氓攻擊身受重傷並且被柏木所救。之後受到柏木的幫助而更生，並且成功賺到十幾億圓。在知道柏木之死後、為了報恩而設立「神室之盾」，決定要用他們的力量來守護神室町。
《Of the End》中仍有登場，並且與長谷川一起負責掌控隔離區內的狀況，同時他和他的成員們也能幫助主角們進入隔離區內。
直美
《4》中，在天下一路的占卜店「直美之館」工作的占卜師。雖然看起來是個普通的占卜師，但其實她是個情報販子。在谷村的支線任務中幫助他並且給予許多情報。
《Of the End》中仍有登場，但他的店的位置卻從原來的天下一路搬到中道通上。
《5》中的店家位置也與《Of the End》相同。
小咲
《4》中登場。是個幫助被黑道和警察盯上的人妖。過去是擔任廣島縣警的優秀刑警，在谷村的支線任務中幫助著他。
木根
《Of the End》中登場。是名八卦雜誌記者，在追尋新聞時，發現神室町的地下道有很多的疑點和神秘性，因此拜託桐生等人代替他探索地下道來尋找相關的證據和消息。
瀨戸真弓（聲：種崎敦美）
《ONLINE》的新女角色，是位於神室町小角落中某間孤寂的小酒吧的看板娘
自幼就雙親皆亡，並且由擔任小酒吧媽媽桑的祖母和客人照顧長大。但在神室町驟變的現在，為了完成某個目的而開始行動。
明日香（聲：關根明良）
《ONLINE》的新女角色，酒店小姐。
就讀東京都內的大學，是大老闆的女兒，個性認真又好奇心旺盛。雖然過著遠離酒店還有鬧街的富裕人生。但在某個契機下，來到這個夜晚的生活之中。
尼克・尾形（聲：中村和正）
《7》中登場的日裔美籍企業家，雖然言行怪異，但經商的實力卻是一流還投資各種事業。
春日出獄後，由於無意間碰上他被近江連合的人糾纏，於是出手相助而因此相識，尾形也為剛出獄而跟不上現在社會發展的春日提供幫助，并成爲春日的第一個網友。後來為了想要擴大事業而想要進出橫濱，又為了不讓寶生獨佔當地市場，於是看上在地企業一番製菓並為了想要獎勵春日欲幫助鐮瀧重振家族產業的心意，因此資助春日經營公司。
在春日一行人僥倖逃過天童設置的炸彈爆炸後，另外為春日等人提供庇護，在青木競選期間出現對青木的逮捕令新聞時質問青木的真實身份是荒川真斗而造成青木產生動搖而因此誤中春日設下的陷阱。
另外他也為在神室町3K作戰後潛伏起來的堂島大吾和東城會的幹部們提供了庇護。
春日 次郎
《7》中登場。是神室町高級泡泡浴店「桃源鄉」的店長，春日一番的養父。荒川真澄之妻「茜」曾是這家泡泡浴店的員工。
1977年1月1日，茜臨產時遭到荒川所屬的組織追殺，被迫在桃源鄉生下了一名嬰兒，後來將其藏在置物櫃內，卻不幸被抓住並遭到殺害。但她當時也通知春日說她遭人追殺並將孩子藏在新宿的置物櫃內，於是春日和店員決定要趕快過去確認茜的安危。但同時間荒川卻誤救了被澤城抛棄在置物櫃中的孩子（後來的荒川真斗），反而是之後才趕來的春日次郎從置物櫃內救回荒川和茜的兒子，為了等到茜能夠平安歸來，於是收養這名孩子，並將他取名為「春日一番」並和桃源鄉的員工們一起撫養春日長大，之後在春日中學畢業並加入荒川組的前一年去世。
由於感念他的養育之恩，讓春日在遊戲最後自稱自己有兩個父親那就是荒川真澄和春日次郎。
海藤正治（聲：藤真秀）
《7外傳》支線登場。八神偵探事務所的調査員，個性旁若無人，但也是有話直說而沒有甚麼惡意，甚至還會有點天然呆，所以不時會有說漏嘴的情形。
曾是前東城會三次元團體「松金組」的高階成員，但因為值守期間組內大筆現金被搶，而遭到組內破門，所以因此投奔八神進入偵探業界至今。
由於拓展偵探事務所業務與自己的舍弟東徹前往大阪蒼天堀因此遇上化名「淨龍」的桐生。
東徹（聲：川原慶久）
《7外傳》支線登場。前松金組若眾，曾經是海藤的舍弟，在東城會宣告解散後，成為原來組裡經營的電玩中心「夏爾」的店長。從他就就任店長開始就會親自接待來光顧的孩子們。總是會主動協助八神事務所。
跟隨著由於拓展偵探事務所業務的海藤前往大阪蒼天堀。
杉浦文也（聲：寺島惇太）
《7外傳》於地下鬥技場登場。前竊盜集團的創始人及成員，頭腦精明而且身手矯健，現為伊勢佐木異人町成立名為「橫濱九十九課」的偵探事務所調査員。
《8》中作為彩蛋角色跟九十九誠一出場，但沒有語音，受趙天佑的委託負責調查星龍會。

### 軌道車比賽場
《0》登場的神室町的軌道車比賽場
軌道車戰士/飛龍賽車鬥士『藤澤』
《0》中登場，29歲，擔任迷你四驅比賽的評述員（時薪850日圓），同時負責招待來玩軌道車的小孩。因為他優秀的軌道車技術而被稱為「神室町最快的選手」，但在軌道車對決中敗給桐生後將此稱號交給桐生。也是一馬的好友。
《極》中再度登場，
詳情參照「廣島尾道市仁涯町的居民們－軌道車戰士/藤澤拓馬」
桐生一馬
《0》被軌道車店的女職員招待後認識了軌道車和軌道車戰士，得到「巨人虎」開始參賽。之後和軌道車戰士、拓馬、秀樹、美香、春海、瀨奈、知良成為了好朋友。
詳情參照「主角們－桐生一馬」
拓馬
《0》中登場的小學生，是一馬最初玩軌道車的對手，也是秀樹和美香的好友。
《極》中再度登場，正在「星塵」擔任牛郎，但得不到顧客的歡心。原本希望成為賽車手，但得不到車隊的青睞而無法達成夢想，並放棄了玩軌道車，並轉行任職牛郎。與桐生重遇後重拾夢想，再次玩軌道車，並成為軌道車戰士的繼承人，擔任軌道車比賽的評述員。
秀樹
《0》中登場的小學生，拓馬和美香的好友，暗戀美香，也是一馬在軌道車比賽的對手之一。
《極》中再次登場，仍然在玩軌道車，並用了一整個月的薪金購買零件去改裝軌道車，同時繼續單戀着美香。而秀樹答應一馬尋找拓馬去繼承軌道車戰士，但遇上美香時看到美香對一馬產生好感而感到憤怒，而與一馬提出對決，結果失敗告終。
美香
《0》中登場，秀樹與拓馬的好友，也是軌道車的玩家之一。喜歡一馬，並希望成為桐生的女友。
《極》中再度登場，在咖啡店工作。相隔17年後重遇桐生，認為一馬比17年前更具吸引力，希望將桐生介紹給同事認識。
小聰
《0》中登場，美香的父親，也是軌道車的玩家之一。
瀨奈
《0》中登場，也是軌道車的玩家之一，軌道車很快選手之一。敗給一馬明白一些事情，後並希望下次打敗一馬。
春海
《0》中登場，擅長思考的軌道車的玩家，軌道車很快選手之一。因為他優秀的軌道車技術而被稱為「軌道車博士」，敗給一馬後喜歡一馬。
知良
《0》中登場，也是軌道車的玩家之一，全國大賽冠軍最強選手。敗給一馬後成為拓馬、秀樹和美香的好友。
按摩小姐- 椿姫彩菜 《3》、矢口真里《4》、小森純《Of the End》

### 立華不動產
《0》登場的神室町的不動產公司
立華鐵（聲：井浦新）
25歲，立華不動產社長。無論什麼物件都能輕易取得，因此被稱為「闇之不動產帝王」
冷靜，頭腦精明，幾乎不會表露感情，舉止優雅談吐得宜的青年企業家，擁有24小時忍受斷臂帶來的疼痛，依然面不改色的驚人意志。
遺華日僑孤兒後裔。母親是在中國出生的日本人，父親則是中國農家之子。
當時因戰爭所起的仇日意識高漲，年幼的他與妹妹實兩人不斷遭到霸凌。只有出身類似背景的當地黑道對其平等以待，為自保選擇加入黑道，是在黑幫中長大的小孩。在15歲時逃離中國來到大阪。某次事件中為救尾田，因而失去右臂，未能及時輸血而腎臟受損，導致其必須長期洗腎。
日後透過電視知道母親與妹妹在日本後，四處打探，最後得知祖父與母親已死，而行蹤不明的妹妹繼承「空白的一坪」後，為與失散的妹妹重逢，便與想要阻止堂島宗兵野心的堂島組若頭風間合作。在其指示下，以手中握有遍佈神室町的情報網成立立華不動產，並接濟離開組織的桐生，讓桐生以不動產社員身分，助其取得「空白的一坪」。在桐生即將遭警方通緝之時，出手斡旋。為保護被堂島組下達格殺令的桐生，認為「那麼一點錢再賺就有，但想交個真正的朋友就沒那麼簡單了」便以十億及日後三成上繳金，為桐生換取東城會宗家的庇護。相信桐生，將其視為值得自己託付性命之人，於是在老鬼前來追殺兩人時挺身保護受傷的桐生，最終在久瀨拳王會抓去動用酷刑，被米田用鐵鎚重擊頭部死去，未能與實相見。
尾田純（聲：小西克幸）
立華不動產社員，立華的左右手。斡旋手段高明，洞悉人性。
曾是來自中國的偷渡者，欺騙牧村實並將其出售給韓國組織。與立華於大阪結識，當時只是地痞的尾田等人，為其過人幹架實力折服，便邀其作為首領加入組織，兩人左臂上都有代表其組織的蝙蝠紋身。在立華為其失去右臂後，決定不問得失地為其效忠。協助立華成立不動產公司。在立華邀桐生加入之時，堅持親自評估桐生實力時被其擊敗。此後便擔任桐生的指導者。背地與澀澤勾結，洩露立華情報，當發現被自己賤賣的實竟是立華的親妹妹之時，對立華隱瞞此事，為自保與澀澤合作，打算殺死實，遭桐生阻止後對其說出所有真相。最後因自覺有愧於立華，選擇掩護桐生和實離開，獨自對抗澀澤組，最後死於澀澤槍下。
桐生一馬
在立華鐵的幫助下成為了立華不動產的社員，後來認識了山野井先生。
詳情參照「主角們－桐生一馬」

### 山野井事務所
《0》中登場的不動產公司，出現在「神室町金錢島」模式中。公司位於杉田大廈，社長為山野井，但委託桐生管理公司。
桐生一馬
被山野井委託管理公司事務所也擔任社長一職，秘書為茉莉奈，後來和五大富豪成為朋友。
詳情參照「主角們－桐生一馬」
山野井（聲：小林通孝）
公司社長，成功投下杉田大廈的辦公室，但被東城會泰平一家有關的占有屋非法霸佔，委託立華不動產將其驅逐。為阻止五大富豪在神室町進行金錢遊戲而行動，後來委託桐生擔任社長管理公司並繼續對抗五大富豪。
與暗中操控五大富豪的金融王是舊同事，但不滿金融王進行金錢遊戲而反目，在桐生擊敗五大富豪後假扮被金融王收買，以交出所有地契為藉口，事實上希望將金融王殺死，結果山野井被趕到的茉莉奈阻止開槍，最終金融王被捕，山野井則希望用錢為人帶來幸福而繼續經營事務所。
茉莉奈（聲：白石茉莉奈）
秘書，負責管理公司日常事務和人事安排，在公司大力發展而令人手不足時曾向桐生建議招聘新人。後來桐生與五大富豪之一的演藝王決鬥時被演藝王手下捉走並被迫跳舞，最後桐生與演藝王跳舞決鬥方式救回茉莉奈。
事實上是警方派來的卧底，為調查神室町金錢遊戲的幕後黑手而加入山野井事務所。最終帶領警察拘捕金融王，而茉莉奈事後為監視已經加入山野井事務所的五大富豪而繼續留任事務所的秘書。

### 五大富豪
神室町最富有的五位富豪，在神室町進行金錢遊戲，通過投機、炒樓、暴力等手段獲取大量金錢，因此出現大量受害者。事實上五大富豪是被金融王所控制，最終與桐生的對決下解散，而金融王則被警方拘捕。
金融王
操縱五大富豪的幕後黑手，展開金錢遊戲，與山野井是舊同事，但因為山野井反對金錢遊戲而決裂。被桐生擊敗並阻止其進行金錢遊戲，最終被警方拘捕。
演藝王
《0》登場的本名不明。本人表示自己更喜歡被稱為「迪斯可王」。敗給桐生後去幫助桐生。
賭博王
《0》登場的本名不明。前流氓，靠著在賭場賭博換來的龐大資金而成為五大富豪之一。敗給桐生後去幫助桐生。
風俗王(情色王)
《0》登場的本名不明。五大富豪之一，由於擁有男人身體和女人心，所以能掌握男客人與女客人的心。敗給桐生後去幫助桐生。
美洲豹
《0》登場的，是風俗王(情色王)重要部下，風俗王敗給桐生後跟他去幫助桐生。
電腦王
《0》登場的本名不明。透過投資資訊產品而成為五大富豪之一。智商很高。主要管理神室町「中道大街」的區域，敗給桐生去幫助桐生。
吉澤明電
《0》登場的，是電腦王重部下。
娛樂王
《0》登場，設樂，主要管理神室町「天下一番大街」的區域，敗給桐生後幫助桐生亦成為朋友 其部下也會守住桐生的店舖。
竹下
《0》登場的，是娛樂王重要部下，娛樂王敗給桐生後跟他去幫助桐生。

### 神室町酒店小姐
人中之龍
愛川ゆず季、相澤仁美
人中之龍2
麻美由真、松島楓、夏目奈奈、波多野結衣
人中之龍3
荒木さやか、桜井莉菜、西山りほ、ねむ、桃華絵里、武藤静香、鮎川りな
人中之龍4
Rio、河崎姫華、齋藤支靜加、水谷望愛、愛原エレナ、一木千洋、森摩耶
OF THE END
立石都美、桜木ひな、川合紗綾、水嶋えりか、林田ゆりあ、咲良あい、優菜
人中之龍5
吉原ナツキ、佐藤朱、水城レナ、鹿野润、金子有希
人中之龍 極
波多野結衣、瑠川里菜
人中之龍6
三上悠亞、沖田杏梨

### 地下鬥技場
《人中之龍》系列登場的鬥技場。由賽之花商經營，《2》中為真島所經營，並且設置有不同的大會模式。
蓋瑞・巴斯達・荷姆斯
住在賽河原的黑人。過去3年在「賽河原」的地下鬥技場擁有不敗的戰績，被叫作「不敗的地下王者」。最初擔任桐生到地下的花屋的嚮導，在地下鬥技場會擔任對戰對手。能夠講著流暢的日文，不過有被桐生指責他會講一些意義不明的單字。
《2》中，在神室町Hills的工地工作，也因為這樣子，所以桐生在闊別一年和他在地下鬥技場對決時，他是戴著工作頭盔對戰。
《4》中也在工地中工作，和夜晚裡要調查謎之音事情的桐生再遇。最後向桐生提出再決鬥一次的要求並且在那個地方和他決鬥。
《Of the End》中，則是換成了一副軍人的造型並且負責各主角的射擊訓練而且也會幫助玩家訓練其搭檔
《7》中，作爲外派幫手服務的第一位可用幫手出場，幫助春日等人戰鬥。
《8》中，升格作爲外派幫手服務所有人，第一位可用幫手位置換為他的女兒千歲・巴斯達・荷姆斯（チトセ・バスター・ホームズ）來代替。
山岡明
身長182cm、体重92kg
《2》中登場。穿著白色西裝及戴著一件白色的帽子及黑墨鏡，像是紳士般的男子。通稱「地下鬥技場帝王」，又被稱為「ステゴロの帝王」。就像通稱一樣，是地下鬥技場的No.1，所以要打倒他有不小的難度。在《4》、《5》中都能與他交手。
貝雷利・卡洛特
身長182cm、体重118kg
《3》中登場。是本作中地下鬥技場最強角色。擁有與峯相似的格鬥方式。《4》中也能與他對戰。《5》中以勝利之路大賽永洲街預賽選手登場。因為對於自己預賽的對手手下留情而獲勝、讓對手因此感到憤怒。因此讓偶然碰見的桐生給他建議、之後與桐生再度對戰而被他打敗，因此參加下鬥技場成為他在鬥技場的搭檔。
寶蔵院胤禅
身長180cm、体重67kg
《3》中登場。有著像是和尚的模樣，是名擅長寶蔵院槍術的高手。《4》中有登場過。《5》中以勝利之路大賽錦榮町預賽選手登場。與品田一起擊倒過去曾被他打敗過而企圖報仇的對手。之後為了通過預賽而挑戰品田而被他打倒。
伊旺・伊普拉西摩皮奇
身長200cm、体重106.02kg
《4》中登場，身高200cm、体重106.2kg。在冴島拜訪賽河原時，是地下鬥技場冠軍和半年間100戰無敗的格鬥家。在和冴島比賽時而敗戰。由於這場比賽有「要打到一方死亡為止」的規則，但卻被知道殺人的可怕的冴島所拒絕並且棄權。之後、他和冴島、花屋和他的手下一起對抗要來綁架冴島兄妹的上野誠和會、但最後還是被他們所打倒。
《5》中仍有登場而可以與他對戰
黑川般若
身長180cm、体重103kg
《4》中登場。戴著黑色般若面具而給人怪異感覺的人。《5》中以勝利之路大賽蒼天堀預賽選手登場。由於自己在戴上面具後得到強大的力量而害怕脫下面具，因此讓他與秋山對談並且為了結這種情形而與秋山對戰而被他打敗，但讓他因此充滿自信，不過在地下鬥技場中又是戴著面具登場。
東野練
身長180cm、体重70kg
《5》中登場。勝利之路大賽永洲街預賽選手。因為憧憬地下鬥技場名譽冠軍的桐生而為了與他對戰而參加地下鬥技場。之後在永洲街與桐生對戰而戰敗，但由於他與桐生對戰的關係，讓桐生因此願意參加地下鬥技場。讓他也因此參加地下鬥技場的比賽。
白坂寛太
身長182cm、体重80kg
《5》中登場。勝利之路大賽月見野預賽選手。出身村落、雖然曾因為覺得自己是鄉巴佬而感到失落，但在冴島的鼓勵下而振作。之後為了通過預賽而挑戰，冴島而被打敗。後來在冴島建議他不要動作太過單調下，決定要努力通過預賽而冴島一起對戰，並且之後參加地下鬥技場比賽。
番場亮一
身長178cm、体重72kg
《5》中登場。勝利之路大賽蒼天堀預賽選手。老家是空手道道場，中學時雖然擁有能夠得到全國優勝的實力，但因為對實力太過有自信而因此讓自己的父親注意到自己的弱點，因此為了證明自己的實力而挑戰秋山而被打敗。之後不斷修行而因此參加地下鬥技場而成為秋山的搭檔。。
金剛燄
身長185cm、体重94kg
《5》中登場。勝利之路大賽蒼天堀預賽選手。是個為了追求強大而不斷鍛練的武痴。由於在預賽中保持不敗的記錄，而因此向同樣不敗的秋山挑戰而被打敗。在知道有比自己更強的選手後，為了追求更強的實力而參加地下鬥技場。
鷲野健一
身長184cm、体重104kg
《5》中登場。勝利之路大賽錦榮町預賽選手。過去是個職摔選手，但因為受傷而因此引退、讓他過著酗酒的生活。在品田的痛斥下而感到憤怒而挑戰品田而被他打敗。讓他因此想到過去的自己而向品田致歉、之後參加地下鬥技場成為品田的搭檔。
雷電
身長198cm、体重121kg
《5》中登場。勝利之路大賽神室町預賽選手，可說是勝利之路大賽的最後魔王。過去曾參戰過，個性相當自我殘暴，會讓自己的對手受到永久不能回復的傷害的殘忍之人。在勝利之路大賽挑戰桐生而被他打敗而因此參加地下鬥技場並且與山岡爭奪第一。
比賽主播（聲：ケイ・グラント）

### 桐生會
《6》中登場是由桐生一馬在東京的神室町所建立的幫派組織，分部在廣島尾道市的仁涯町。
桐生一馬
桐生會的會長

### 真島建設
《極2》中登場是由真島吾朗在東京的神室町所建立的幫派組織。
真島吾朗
真島建設的會長

### ＪＵＳＴＩＳ
《6》中登場是由岡田（喚雨人）在東京的神室町所建立的幫派組織，六狂人全員臉模都是採取自同名真人摔跤選手。
岡田（喚雨人）
ＪＵＳＴＩＳ的會長

### 惡德不動產

#### 武藤不動產公司
《極2》登場的地產公司，與真島建設互相競爭神室町Hills計劃。希望透過襲擊真島建設和神室町Hills工地迫其放棄計劃，從而奪走神室町Hills計劃，但結果失敗。全員臉模都是採取自同名真人摔跤選手。
武藤敬司
武藤不動產公司社長，希望從真島手中奪去神室町Hills計劃，並聘請炒地皮三劍客協助。
蝶野正洋
武藤的搭擋，幫派組織「彩聯幫」的總帥。

#### 炒地皮三劍客
《極2》中登場，3名炒地皮的地產商人，協助武藤不動產公司搶奪神室町Hills計劃。全員臉模都是採取自同名真人摔跤選手。
長州力
長州企劃有限公司社長，外號「革命戰士」。
天龍源一郎
天龍興業有限公司社長，為證明自己的實力而擊敗多個擁有「傳說」外號的人，因而被人稱為活著的傳說。因年齡原因淡出炒地投機和鬥技場，希望以打倒「傳說之龍」桐生一馬為引退畫上完美的句號，所以加入爭奪Hills計劃，而他本身對Hills計劃和金錢並無興趣，只為與桐生對決而戰。
藤波辰爾
藤波有限公司社長，擁有「飛龍之藤波」的外號，認為神室町Hills十分值錢而加入爭奪Hills計劃的發展權。被真島與桐生擊敗後，以防止天龍和長州獨吞Hills計劃的利益和認為加入真島建設可以獲得更大利益為理而加入真島建設。

## 大阪蒼天堀的居民們
村井
常待在新星町「桂馬」裡的男性。但他的真正身分是在20幾年前被東城會所消滅的海外組織殘存者，後來隱名改姓並被瓦和別所送到大阪。但他與其他成員的不同點是他一直活在對於自己過去所做的壞事感到後悔的生活裡，最後在對桐生及薰說出過去的事實後，被真拳派成員攻擊身負重傷，最後依真拳派規定自殺而死。本名：朴会宗。
狹山民世（聲：藤本洋子）
酒吧「葵」的老闆，狹山薰的養母，以前是名護士，同時也是瓦的紅粉知己。以前似乎是個護士，也是在那時受秀淵託負狹山，在瓦死後將其遺骨與秀淵安葬在一起。
江崎（聲：島津健太郎）
在蒼天堀招福町麻將館「リーチ樓」的常客。有名的情報販子，以チャンチャン衣為其商標。對於交換情報的事情，常會要求龐大的金額。故事後面接到千石組的命令而派黑川去殺掉桐生，但黑川反被桐生所擊敗，為了怕被桐生找上而躲在新星町的鍼灸診所。之後被桐生所找到並且被擊敗，在接到千石組電話後，向桐生指示去大阪城救被千石組綁架的遙，還求桐生饒他一命，此後行蹤不明。
四代目風彫
桐生在蒼天堀遇到的刺青師，也是在鄉田龍司背後刺上黄龍刺青的人。聰和明菜是他的弟子。
在幫龍司刺青的途中，由於手突然不能動，於是由女弟子明菜來幫師父收尾，但明菜在看到龍司之後為非作歹而感到有罪惡感，另外男弟子聰則因為師父不讓他繼承位子而跑去和其他黑道勾結，使得師父想要將黃龍圖給丟掉，但被桐生所阻止。
最後透過桐生的勸誘，使明菜明白應該要親自確認龍司的未來而決定要繼承為第五代風彫。
荻田冠（聲：竹内良太）
《0》以「OGITA」的名義現身在東京的大君舞場並展現超高舞技擊敗眾多舞林高手，最後被桐生所敗後，說出想要成為舞蹈老師的夢想而離開。
《5》中登場，一名舞蹈老師。為了讓遙能獲得公主聯盟優勝而可以因此以偶像身分出道，因此日夜給予嚴格的訓練。雖然認為遙有一定的才能，但卻認為她還要一定的時間才可以鍛練出來，卻被朴充爾不聞，有天因此與朴就舞蹈訓練部分產生爭執，因此被朴開除並且還要以違約為由請求他支付違約金。實際上因向逢坂興業借了許多錢而難以償還，因此被金井以免除債務為條件而要他從朴那邊搶走朴從真島那邊得到的信，但卻因此誤殺了朴。後來雖然有金井的幫助，卻仍然沒有搶走信件，因此被斷手筋，並且向在逢坂興業內遇到的秋山，坦承他是殺害朴的真兇並請求秋山救他出去，但被秋山拒絕，最後被金井所殺。另外他會使用卡波耶拉進行戰鬥。
夏川朱里（聲：財津慶子）
《5》中登場。是個喜歡跳舞並且與遙同校的同學。夢想成為舞者並且告訴遙街舞的樂趣。與遙和由衣是好友並且很快打成一片。偶然間碰上正在尋找克里斯汀的遙並且與遙一起找到他而要克里斯汀看到自己的舞蹈才能，但因為被他認為還不到那個程度，而因此悔恨到放棄跳舞。但在遙及由衣以及其他舞者朋友的幫助下，在舞鬥尖峰會中得到特別獎並且也獲得MC・ミッツー指導，而讓她開始朝舞者之路前進。
右田
《5》中登場。蒼天堀商店街會長，會邀請遙來參加商店街活動。實際上有著在偶像之路中遇到挫折的過去，因此支持遙的的活動也是希望能夠讓她來實現自己放棄的夢想。在偶像時代，由於在競賽中途逃走，讓他對於身為的搭檔YOKO感到虧欠，之後與他順利和解。另外與YOKO在某方面上也有著像是戀人般的知己關係。
山形（聲：中井和哉）
《0》中登場，是人氣與Grand平分秋色的「Odyssey」夜總會的老闆。擅於經營並且擁有洞悉未來的眼光、不僅是夜總會的經營，也很早就注意到新型態的酒店經營方式。
在真島拜訪時，當他要求將真島看上並栽培的夜總會小姐交給他的店時，也被真島要求要拉走Odyssey第一名的紅牌小姐，即使他同意這個條件也要求真島「不要再來」。之後受真島所求而將平常不用的倉庫交給他作為隱匿牧村的地方，並問他是否有興趣經營酒店而因此成為真島成為陽光酒店負責人的契機。
《極2》中，與為了找尋從東京離開的川村的真島再次見面、並向他告知奧德賽已結業的事情，以及川村在暢快館2樓的某個麻將館的消息後離開。
陽田（聲：前田剛）
《0》中登場的酒店「陽光」的店長、也是「蒼天堀五芒星」之一即「MERCURY」的負責人水村的前弟子。在許多遭五芒星擊敗的酒店中，他是唯一堅強地撐下來的店家，就在他遭到五芒星派人威脅時偶然遇上作為客人的真島並因此讓真島成為這家店的負責人，並與知道五芒星的最終目的是要毀滅「Grand」的真島一起要擊敗五芒星。與水村在比賽的最後，因為與妻子約定直到出賣靈魂前都要守住這家店，所以在水村知道後而因此與他和解。
《極2》中，在真島不在時，與雪紀一起經營SunShine酒店，但之後被神崎奪走，因此與工作人員一起留下來等待時機要揭發神崎做的壞事。後來抓住神崎連續在酒店聯盟比賽敗戰而陷入焦急的機會，幫助被神崎手下襲擊的小雪並與她一起來到FourShine。之後以FourShine工作人員的身分與小雪、桐生，還有受他們求助的真島一起進行最後酒店聯盟決賽。
《8》中從小雪口中得知他和雪紀將FourShine管理轉讓給小雪後退休。
赤目（聲：初夏優香）
《7外傳》中蒼天堀的萬事屋「赤目」的女萬事通。

### 整體院「暢快館」
李文海（聲：田中一成）
《0》中登場，蒼天堀的整體院「暢快館」店長。以「神之手」聞名業界的整體師。
身上刺青為左臂青龍，右臂赤龍，及背部的關公。留著光頭，身材高大且渾身肌肉，雖有著兇惡的外表，但實際上有著無私且善良的一面。經常與非法入境的中國人往來。戰鬥方式使用中國武術，針對穴道關節進行攻擊，以及針灸用的針作為武器。過去曾是中國殺手，與韓國賣淫集團對立時救出遭其囚禁的實，在失明的她用力抓住李的手，心懷感激表達謝意之際，想起自己病逝的獨生女，因此決意保護實。辭去殺手一職後開設「暢快館」，並以「牧村實」作為實的新身分、同時也暗中使用這個身分保護當地離家少女，避免其成為不法組織的目標，並透過電話交友尋找陷害實的兇手。
之後與受佐川委任前來進行暗殺，卻將自己誤認為實的真島對決時，遭鬼仁會成員闖入並抓走實，在自己身受重傷的情況下，將實託付給真島。為保護實，找到與實體型相似且四處騙婚的女子，向真島提議暗殺她來代替小實，遭真島拒絕。此後計畫雖被鬼仁會會長西谷暗中代為執行，卻因此使佐川察覺小實並未被殺死，於是讓他打算帶小實逃離蒼天堀，但在過程中卻遭到佐川在車上設置的炸彈攻擊。
原本被認為已經死在爆炸之中，但在「0」導演版中確認仍然生存，並請朋友託話給真島，請他照顧小實，他自己則是在暗處坐著輪椅看著。

### 大阪演藝界人員

#### DYNA CHAIR
朴美麗（聲：朴璐美）
《5》中登場。藝能事務所DYNA CHAIR社長。
擁有精確的看人眼光，在關西藝能界中有高度聲望。過去曾是一度活躍的偶像，但在自己已與真島結婚且墮胎一事曝光後，真島因不願成為一心逐夢的她的阻礙而離開。自己也在業界接踵而來的殘酷現實中遭到淘汰。此後便成立DYNA CHAIR，不斷努力培養後進，尋找能夠完成自己夢想之人。
在沖繩遇見澤村遙之後，便確信遙能夠完成自己的夢想，承諾會負擔所有孩子成長中所需費用，並且必定會讓遙成為偶像。認為桐生的過往會成為遙的阻礙，以此說服桐生後要求其離開牽牛花。此後安排遙前往大阪就讀當地高中，接受優秀師資的嚴格培訓，對其傾注自己的一切力量，也不斷對她描繪著以偶像身分出道的未來。為讓遙能夠實現日本巨蛋出道的夢想，向秋山借款三億。在得知多年好友勝矢與前夫真島身陷危機後，決定參與兩人的計畫，放出自己收到本應死於札幌的真島的信封，未料此舉卻導致受金井所命前來搶信的荻田失手將其殺死，之後金井為湮滅真相將其死偽裝為自殺。
堀江博（聲：高塚正也）
《5》中登場。DYNA CHAIR的職員、也是遙的經紀人。是個對人相當親切和善的好青年、也是受遙信賴的人之一。為了能夠讓遙出道，而不斷當他接下當地的活動、現場演出及電視台表演。但有時也會太過天真而出錯、而因此被朴社長所罵。實際上堀江自己過去是偶像的粉絲、讓他對於能夠支持給人帶來夢想和希望的偶像的工作感到自豪。
雖然會有太過大意的地方、但為了讓遙的出道可以大賣、而因此幫她盡量安排當地的各種活動、現場表演及參加電視節目。與秋山有過數面之緣並且和他一樣對朴的自殺充滿疑惑。之後因為反抗而被急著找尋朴從真島那邊得到信的金井丟下樓去，但最後順利救回一命。
山浦美沙（聲：永島由子）
《5》中登場。DYNA CHAIR的職員。過去曾是一名歌手、現在則是擔任遙的歌唱老師而成為幕後人員。作為歌唱老師的實力在關西中也是相當頂尖。隨著朴社長的死亡與堀江受傷住院、勇敢接下了遙的經紀人工作及演唱會籌備工作。在DREAM-LINE組成後，擔任3人的歌唱老師。另外對於堀江也暗中有好感。
克里斯汀（聲：小原雅人）
《5》中登場。業界中知名的傳說舞蹈老師。雖然很少出現在外面、但在世上卻有許多位因為他的指導而因此讓才能開花的明星。是個不受金錢或權力所趨使的人，只會依自己的感覺來決定是否要指導。
偶然間為了演唱會而來到日本並且因此遇到遙而發現她的才能而決定指導她。在朴死亡後、雖然因為逢坂興業的妨礙，讓遙的出道充滿烏雲、卻與社員山浦努力要讓她的演唱會成功。最後在DREAM-LINE組成後、擔任3人的舞蹈老師。

#### 大阪藝能
《5》中登場。關西最大的藝能事務所。社長是逢坂興業會長勝矢直樹。
真田舞（聲：白石涼子）
《5》中的新角色，大阪藝能事務所屬的偶像團體「T-SET」的成員。
大型音樂公司派出來參與競爭新人偶像之位的電視選秀節目「公主聯盟（プリンセスリーグ）」的團體。不論是歌唱或舞蹈，實力都大大的凌駕於遙之上。
自尊心很強，是徹頭徹尾的實力主義者。完全不把以偶像為目標並且經驗淺薄的遙放在心上，因此總是在各種事情上屢次與她產生衝突，但透過公主聯盟的比賽中而開始認同遙的實力，最後在知道與遙一起組成DREAM-LINE時，雖然表現得相當不在乎、但其實內心是非常開心。
在IF8-R中擔任遙關卡中的魔王。
大澤梓（聲：野中藍）
《5》中的新角色，大阪藝能事務所屬的偶像團體「T-SET」的成員。
和麻衣一樣屬於大阪藝能事務所並且也是公司努力培養的新人，和強勢而美豔的麻衣相比，因為擁有可愛的臉蛋及表現而受到許多男性愛好者的支持。
並且也因為擁有與溫和的外表相反的毫不妥協的完美表現力而吸引了大量的粉絲。被視為是可以實際在公主競賽中獲得優勝的超級偶像。
與舞一樣雖然看起來相當壞心，其實內心相當溫柔、也救過被製作人強要陪他上床的遙。在知道要與遙組成DREAM-LINE後，為了呈現最完美的表演、而更加磨練自己的表演。
中井（聲：山田真一(臉部模組是使用人中之龍系列總監督名越稔洋的臉)）
《5》中登場。大阪藝能職員。為了讓他期待的新星T-SET能夠早日出道、因此很早就在電視台中強迫推銷著她們、因此與公主聯盟的製作人万田有親密的關係。將弱小卻又監毅的鑽石椅看作是他們的絆腳石、因此有時會對遙及堀江出言不遜。擁有一副威嚴的眼神、對於T-SET作為偶像的表演有相當的自信。
雖然對遙一副相當不客氣的態度，但其實是內心已認同遙的實力所致。最後與T-SET一起出現在準備在東京出道演唱會的遙等人面前，向遙等人透露朴在生前就已經與勝矢一起準備將她們組成、「DREAM-LINE」的消息。

### 蒼天電視台
《5》中登場。位於大阪的關西電視台。擁有可以舉辦公主聯盟的攝影棚。另外也擁有搞笑節目及猜謎節目。
優雅神谷（聲：服卷浩司）
公主聯盟的主持人。在他輕鬆的主持風格中，也擁有對於公主聯盟這個節目的傳統及角色扮演以及一起演出的偶像們的熱情。

### 蒼天堀酒店小姐
夏目奈奈

### SUNSHINE - 公關俱樂部（真島）
《0》中登場。位於蒼天堀街的某棟大樓二樓。
真島吾朗
為夜總會「GRAND」的經理。出手幫助SUNSHINE公關俱樂部的店長陽田，擔任總經理。由陽田輔助，擊敗五霸星。
詳情參照「主角們－真島吾朗」
雪纪（聲：杉平真奈美）
《0》中登場。真島的公關俱樂部「SUNSHINE」的小姐，也是店內的紅牌。22歳。從來沒有公關俱樂部小姐的經驗，非常不擅長與人對話。其原因是因為她在從初中到大學都一直在女校度過。大學時就業面試一直失敗，在偶然的情況下受陽田召募，成為酒店小姐。她在新負責人真島的指導下，努力跟他和陽田練習對話，漸漸在工作中成長，成為店內核心小姐，一度被五芒星之一的「VENUS」負責人金原看上而綁架她，最終在擊敗金原後獲釋而順利歸來。
《極2》中為17年後39歳的她歳再度於蒼天堀登場但是加入了「FOUR SHINE」的公關俱樂部成為了紅牌小姐和經理。在以前真島吾朗領導下已經不是沒有經驗同不擅長與人對話的紅牌小姐， 已成為蒼天堀No.1傳說的公關俱樂部小姐。因年齡的問題所以退下，但因緣下再次成為原傳說的公關小姐（鑽石級）。
《8》中為58歲，在桐生的臨終筆記支線中得知已經從公關俱樂部小姐畢業並和陽田一同把「FOUR SHINE」轉讓給小雪後隱退，隨後轉行去了橫濱伊勢佐木異人町開了家「散壽司BAR銀車輪」壽司店，外貌卻奇跡地仍保留著以前39歲的模樣，個性依然如舊。是向田紗榮子的公關業界憧憬對象。後為了幫助來進軍東京神室町的「FOUR SHINE」開店，一度短暫回歸紅牌小姐，和另外被拉來作為人手的紗榮子和臨時當回一日店長的桐生，一同幫助小雪正式開門營業。可和小雪作為外派幫手。
亞衣（聲：上原亞衣）
《0》登場的真島的公關俱樂部「SUNSHINE」的小姐，也是店內的紅牌之一。原本為五霸星之一「MARS」的公關俱樂部小姐，除小雪之外她是第一位由其他公關俱樂部加入「SUNSHINE」的。她是家中獨生女。
小響（聲：大槻響）
《0》登場的真島的公關俱樂部「SUNSHINE」的小姐，也是店內的紅牌之一。原本為五霸星之一「MERCURY」的公關俱樂部小姐，紅牌小姐中她的體力很低，所以不能連續出勤。
沙希（聲：初美沙希）
《0》登場的真島的公關俱樂部「SUNSHINE」的小姐，也是店內的紅牌之一。原本為五霸星之一「JUPITER」的公關俱樂部小姐，她跟小響正好是相反的紅牌小姐中她的體力很高，所以可以能連續出勤。其原因是因為她在初中和高中都是田徑長跑選手。
千佳（聲：有村千佳）
《0》登場的真島的公關俱樂部「SUNSHINE」的小姐，也是店內的紅牌之一。原本為五霸星之一「VENUS」的公關俱樂部小姐。她跟亞衣和沙希相反：個性較為陰沉，講話比較嚴肅謹慎
真菜（聲：紗倉真菜）
《0》登場的真島的公關俱樂部「SUNSHINE」的小姐，也是店內的紅牌之一。原本為五霸星之一「MOON」的公關俱樂部小姐，其他公關俱樂部的小姐她是最後才加入成為「SUNSHINE」的小姐。
陽田 (小陽)
《0》登場的真島的公關俱樂部「SUNSHINE」的店長，也是經理 後來為輔助真島，擔任店員一職。
詳情參照「大阪蒼天堀的居民們－陽田」

### FOUR SHINE - 公關俱樂部（桐生）
《極2》中登場，就位於招福町的一棟大樓二樓，目標讓FOUR SHINE公關俱樂部成為全國 No.1。為前蒼天堀第一公關小姐雪紀所開的店，後來經真島回歸以及桐生擔任店長後，雪紀亦再度成為公關小姐。
桐生一馬
在雪紀(小雪)和公關小姐小雪的請求下擔任了新的「FOUR SHINE」的店長一職。
詳情參照「主角們－桐生一馬」
真島吾朗
為前SUNSHINE公關俱樂部的老闆，受小陽的請求下再度回到大阪幫助「FOUR SHINE」揭發神崎收買聯盟大賽主持人磯崎的惡行並幫助說服雪紀再度成為公關小姐等。
詳情參照「主角們－真島吾朗」
雪紀
原為「SUNSHINE」紅牌小姐，後來成為蒼天堀No.1的公關小姐，接著擔任「FOUR SHINE」的經理，曾經擁有「傳說中的公關小姐」的稱號。
《極2》(《0》的17年後)中為39歳。她再度於蒼天堀「FOUR SHINE」的公關俱樂部登場。經過昔日真島的領導，她不再是沒有經驗、不擅長與人對話的紅牌小姐， 已成為蒼天堀No.1傳說的公關俱樂部小姐。但是，她因為年齡問題而退下。「神崎集團」大量收購公關俱樂部，原來的「FOUR SHINE」小姐也跳槽了。她擔任經理一職，並要求桐生擔任店長，希望可以用最後的力量擊敗「神崎集團」。
小雪（聲：本居真優）
《極2》登場的桐生的公關俱樂部「FOUR SHINE」的小姐，也是店內的紅牌之一，名字似乎與雪紀是相同的，連性格也有點跟雪紀一樣，是一位新人公關小姐。
《8》臨終筆記支線中得知她已從淡出管理層的雪紀和陽田手中接手了「FOUR SHINE」，並把業務拓展到東京神室町。在神室町開店之初遭到其他競爭對手店的騷擾阻礙，但被回來神室町的桐生所擊敗。個性依然還是如舊，並告知桐生有關雪紀的去向。由於開店之初人手不足，故接受雪紀的臨時幫助和桐生的臨時店長回歸，以及由桐生邀請來的向田紗榮子的幫助，一同和其他公關小姐來拉開「FOUR SHINE」東京分店的正式開張。跟雪紀可作為外派幫手。
綺羅（聲：明日花綺羅）
《極2》登場的桐生的公關俱樂部「FOUR SHINE」的小姐，也是店內的紅牌之一，現任冠軍「蒼天堀」NO.1。人稱「傳說中的公關小姐」。
香奈（聲：桃乃木香奈）
《極2》登場的桐生的公關俱樂部「FOUR SHINE」的小姐，也是店內的紅牌之一，認真努力的接待態度。
聖子（聲：高橋聖子）
《極2》登場的桐生的公關俱樂部「FOUR SHINE」的小姐，也是店內的紅牌之一，因完美的接客技術，人稱「完美皇后」。具有高度的專業意識，對公關俱樂部很了解的客人對她的評價也很高。
悠亞（聲：三上悠亞）
《極2》登場的桐生的公關俱樂部「FOUR SHINE」的小姐，也是店內的紅牌之一，原本是偶像女星，經歷迥異的公關小姐。人稱「國民的公關小姐」。
AIKA（聲：AIKA (AV女優)）
《極2》登場的桐生的公關俱樂部「FOUR SHINE」的小姐，也是店內的紅牌之一，擁有「祭典皇后」的外號，炒熱氣氛的女王。不管面對怎樣的客人都能讓場面變得明亮活潑。
陽田 (小陽)
《極2》中再度登場，潛伏於神崎集團內部，後來在真島出現雪紀重回公關小姐後成為「FOUR SHINE」的一員。

### 五霸星
月山
為五霸星的創始人，也是最強公關俱樂部MOON的老闆亦是店長，對夜總會「GRAND」有非常大的仇恨
因為當時的經理間接害死他的母親，敗給真島後 好像明白一些事情，最後和琴美決定重新開始，要開一間好像「SUNSHINE」一樣，要客人和小姐開心的公關俱樂部。
琴美（聲：朝倉琴美）
為月山的秘書，也是MOON公關俱樂部的管理人之一
事實上利用月山可以讓自己得到更多金錢，他的手下被真島擊敗後，打算自殺真島阻止她，最後和月山決定重新開始，要開一間好像「SUNSHINE」一樣，要客人和小姐開心的公關俱樂部。
真菜
原本為五霸星之一MOON的公關俱樂部小姐，也是店內的紅牌之一，最後加入成為SUNSHINE公關俱樂部的小姐。
金原
《0》登場的金原的公關俱樂部「VENUS」的店長，想超越月山，在五霸星第四戰前派人劫走雪紀，被擊敗後就以千佳沒能做好工作為理由而拋棄她。
千佳
原本為五霸星之一VENUS的公關俱樂部小姐，也是店內的紅牌之一，在五霸星第四戰被擊敗後被金原拋棄，後來被真島邀請加入「SUNSHINE」公關俱樂部的小姐。
木塜
《0》登場的木塜的公關俱樂部「JUPITER」的店長，是個喜愛打架的混混，卻成為月山的傀儡保安。在五霸星第二戰被擊敗後就感謝真島讓自己重獲自由，並決定將自己的俱樂部永久關閉，最後木塜委託真島讓沙希在「SUNSHINE」公關俱樂部工作。
沙希
原本為五霸星之一JUPITER的公關俱樂部小姐，也是店內的紅牌之一，後被木塜委託真島讓她成為「SUNSHINE」公關俱樂部小姐。
水村
《0》登場的水村的公關俱樂部「MERCURY」的店長，也是陽田的師父，在五霸星第三戰被擊敗後就決定將自己的俱樂部永久關閉，並放心地將蒼天堀的娛樂行業交給陽田，最後水村委託真島讓小響在「SUNSHINE」公關俱樂部工作。
小響
原本為五霸星之一MERCURY的公關俱樂部小姐，也是店內的紅牌之一，後被水村委託真島讓她成為「SUNSHINE」公關俱樂部小姐。紅牌中小姐她是比較常休息。
火野
《0》登場的火野的公關俱樂部「MARS」的店長，和「SUNSHINE」的第一戰被擊敗後開除了亞衣。
亞衣
原本為五霸星之一MARS的公關俱樂部小姐，也是店內的紅牌之一。在五霸星第一戰被擊敗後被火野開除，後來請求真島讓她加入「SUNSHINE」公關俱樂部的小姐。

### 神崎集團
《極2》中登場，旗下店家有：新的「SUNSHINE」，「廣島 Sweet God」
神崎
《極2》登場的神崎集團的老闆，在真島吾朗離開「SUNSHINE」後收購了「SUNSHINE」成為自己集團旗下的店家，將會和桐生的「FOUR SHINE」對決。
綺羅
《極2》登場的神崎集團的公關俱樂部「SUNSHINE」的小姐，也是店內的紅牌之一，公關俱樂部錦標賽現任冠軍」「蒼天堀 SUNSHINE」NO.1。人稱「傳說中的公關小姐」。將 Four Shine 的經理．小雪視為勁敵。後加入桐生的「FOUR SHINE」
香奈
《極2》登場的神崎集團的公關俱樂部「廣島 Sweet God」的小姐，也是店內的紅牌之一，神崎集團期待的新人。認真努力的接待態度，在短時間內帶領新店「廣島 Sweet God」崛起。隸屬新人聯賽。後加入桐生的「FOUR SHINE」

## 福岡永洲街的居民們
真弓（聲：片瀨那奈）
《5》中的新角色，和桐生一同生活的女性
在永洲街使用假名而擔任酒店小姐，在真弓半強迫之下，硬是搬進桐生的公寓，並且照顧他的生活起居而與現在是計程車司機的桐生一起生活。
對於離開遙、牽牛花的孩子們，在福岡過著孤獨生活的桐生來說，由於真弓從不過問他的過去並且一直照顧他，因此不知不覺中成為給予他安心的無可取代的存在。
實際上是山笠組組長・斑目忠的女兒、由於大吾請求斑目負責暗中保護桐生而讓她待在桐生身旁報告他的近況，不過也隨著在照顧桐生的過程中而愛上了他。

### 永洲車行
桐生在永州街工作的車行。
中嶋洋太郎（聲：楠見尚己（日语）；陈伟（汉语））
《5》中的新角色，永洲車行的社長
有著九州男兒般的豪爽個性，做事大方又愛喝酒，但也會有路見不平的性格。從事這個行業已有 30 年，就算在眾多司機當中，依然受到屬下的高度信賴。
半年前遇見了酒醉潦倒居無定所的桐生，秉持著心中的俠義精神，讓桐生成為員工。他也是最了解過著孤獨生活的桐生的人，就連桐生捲入到東城会和山笠組的衝突而要辭職時，他也是要桐生戰鬥結束後回來工作而辭退的他的辭呈。
實際上是福岡的街頭賽車集團「惡魔殺手」的創始者、擁有被說是街頭賽車三劍客的實力。雖然當時的集團只是群追求速度的哲學的團體、但現在卻轉變成在白天公然在公路上進行賽車而為人帶來麻煩的集團，讓他為了結束這一切而拜託桐生打倒他親手創立的集團。至於不再賽車的原因，是因為載運妻子時與正在賽車的街頭賽車手產生衝突、讓妻子因此不幸過世，使他因此拔掉結婚戒指，但仍被真弓看穿他結婚過。
《8》中於臨終筆記支線裡再出場，來到橫濱伊勢佐木異人町的酒吧裡跟伊達真喝酒敘舊。
村松知顯
「永洲車行」職員、雖然以桐生還年輕，但資歷上是他的前輩。相當重視交通規則及工作上的操作過程。也不擅長應付同年紀的女性。原來是業餘 F1賽車手、雖討厭在街頭賽車手、就很尊敬原來是街頭賽車手的中嶋。
和田雄三
「永洲車行」職員。很照顧新職員的桐生並且也會給予他適當的建議。住家就在永洲街、因此會拜託上班的同事戴他回去。過去也是惡魔殺手的一員、對於街頭賽車三劍客而喜歡比喻自己是裡面的達爾達尼央。
平川
「永洲車行」的女職員。會幫桐生排班。接近初老的時期，擅長使用電腦。雖然個性沉穩，但她本人曰其酒品有點不好而甚至會弄壞村松的眼鏡
清川浩司
受桐生幫助的「永洲車行」職員。雖然是桐生的晚輩，但講話時不會使用敬語。原本因為憧憬惡魔殺手而加入他們，但最後輸給桐生、讓桐生將被惡魔殺手捨棄的他帶到車行成為職員
為了可以成為計程車司機而努力要拿到駕照，原本對自己相當沒信心，但在桐生給予他信心後而最終順利取得駕照

## 札幌月見野的居民們
《5》中登場的北海道最大的歡樂街。

### 村落
位於月見野郊外山區的小村落。村民皆以狩獵為生。在村落附近有一名出落在雪山附近名叫「山嵐」的巨熊而為村民們所害怕。
奥寺/佐藤清
住在集落的老人。在雪山中救了遇難的冴島。個性寡然，就算對於同村村民也沒有放開自己的心。
對於一起拯救馬場的冴島，告訴他與自然共生時只有在必要時才能進行殺戮、而不得有不必要的殺戮並且亦告訴他復仇無法帶來任何東西的建議，也親自為他們送行。
真面目則是屬於東北的黑道殺手佐藤清、10年前為了暗殺真正的奧寺而逃獄並且因此遇難而被他所救、之後在一同相處下對於是否殺害他開始產生猶豫。後來原本想要在雪山中殺掉奧寺，卻因為山嵐的襲擊而讓奧寺受到重傷，並且留下要佐藤以他的名字生存下去的遺言後而去世，讓佐藤從此對山嵐相當執著。
仁科（聲：岸野幸正）
集落的村長。對於奧寺一直沒有好感、因此與他進行村八分。但其實還是相當感謝當山嵐襲來時出手救了村落的奧寺、並且也注意到奧寺的真正身分為何。因此不與他往來的原因，就在於避免走露風聲以免奧寺被逮補。在冴島決定與山嵐對決時，與櫻井一起跟在其後支援他。
過去在文化財保護法修法前，因此與其他獵人被人收買，不斷狩獵造成山中的生態失衡、因此造成山嵐攻擊村落的原因
櫻井
住在村中的村民。是村中少數對奧寺有好感而有與他往來的人、也會幫冴島的忙。其實包含他的全部村民都很感謝拯救村落的奧寺、因此當奧寺一個人進到山中時，會有其他獵人幫忙守護著他。當奧寺受傷時，也由他幫忙將獵槍交給冴島。
鳴海
一名聽說有巨熊山嵐出現而特地來到山上的獵人。由於將狩獵當作遊戲而因此惹來村民的不快。有著用炸藥引爆阻塞在山中的巨岩及到處放置熊的餌食的大膽行動，因此遭到山嵐攻擊而受到重傷並且被冴島救回一命。最後因為無法在握槍，而將自己放有發信機子彈的槍交給冴島並且離開村落。

## 名古屋錦榮町的居民們
《5》中登場的名古屋最大的歡樂街。
高杉浩一（聲：哀川翔）
《5》中品田線的重要角色，神秘的地下金融業者
平常是一個講話很親切的好人，不過要是債務人不還錢的話就會馬上翻臉。巧妙地鑽著法律漏洞，為了討回債務會不擇手段，因此臭名遠播。
被認為與主宰名古屋的黑道組織「名古屋組」有著密切關係，在街上人人都懼怕他，是個典型的地下金融業者。
高杉一直纏著債務人品田，無論如何都想要收回利息。有時候也會出現在品田工作的地方，除了薪水，偶而也會把一些值錢的東西拿走。
之後與品田一同受到大吾委託調查15年前的職棒簽賭事件的真相、因此從大吾那邊得到的2000萬的報酬而清償掉品田的債務。之後在品田成功阻止馬場後，打電話給品田，告訴他錦榮町的大家都在等著他，讓品田因此感動不已。
實際上，他十分關心品田，本人亦是15年前撿到品田的全壘打並且從他那邊得到這顆球的球迷、直到1年前巧遇到品田後，就一直注意他的行動。然平常會去騷擾品田，讓他害怕不已，但也會有為了救他而開著舉重機突入敵營的大膽行動。雖然常常喜歡拿自己的小孩子當例子，但其實尚未結婚生子。
宇野（聲：坂口哲夫）
經營針灸診所的老闆、品田的老朋友，過去曾是名古屋飛龍隊的復健師，卻因為無意間碰上了職棒簽賭事件的核心而因此被解雇。
雖然老是為無心還債的品田所苦、但卻將品田得到的風俗店情報當作寶貝而有著切也切不斷的孽緣。幫助為了還債而受大吾委託的品田去追蹤15年前職棒簽賭事件的真相、但卻被怕秘密曝光的名古屋組所偷襲而負傷，最後無事出院
白河
品田高中時代的棒球隊隊友，位置是投手。由於過去在甲子園比賽中，因為品田在打擊上沒有發揮實力含恨輸球而離開棒球，讓他因此對品田耿耿於懷。
最後與品田對決完後，才知道當年品田是為了保護已經受傷的他而故意不發揮實力，讓他因此與品田和解而決定踏上的新的人生。
小鐵
錦榮町打擊場中留著金髮的男性客人。看穿品田擁有優秀的打擊能力，因此在他的部落格上為品田募集對手。本人也是錦榮高中棒球隊的OB。

### 名古屋組
為了守護錦榮町而由當地居民暗自組成的自衛團體
美留佳/鳥山美惠子（聲：戶田真衣子）
品田相當喜歡的風俗小姐，在風俗店「ふと桃Club」上班，也是名古屋組的一員。
與品田在15年前被迫離開球界後偶然在店裡相遇、自從由她深深安慰了傷心的品田後、就常常出現在品田的採訪中而有相當的交情。實際上年紀已超過40歲、但依然有著年輕的美貌而相當有人氣，最後要高杉向品田轉達說願意等他回來給他特別的服務。另外有一個弟弟，但不知道自己的姐姐在色情浴店工作
牛島史哉（聲：梅津秀行）
經營「ダイニングバー牛島」的老闆，是商店街的會長，也是名古屋組的一員。
對於品田來說可說衣食父母，常常提供品田餐點並且願意讓他欠債，可說是一直被追債的品田的恩人
對於一直追蹤名古屋組行蹤的品田，不斷給予他警告，但在品田不從下而決定要殺人滅口，但因為對品田的一份情義而沒有下手，讓品田能夠及時被高杉所救。最後說服大家一同向警方自首而很快被釋放，並且要高杉向品田轉達說願意等他回來
酒井篤志（聲：安井邦彦）
原名古屋飛龍隊選手、15年前的職棒簽賭事件擔任二壘手。引退後在錦榮町的工地中擔任工人。
雖然故意製造事故殺掉殺害品田失敗的人、但自己的行動也被品田注意到、原本想要殺人滅口的他也被品田擊敗。但最後為了保護品田而被人所殺。
真鍋幹二（聲：青山穣）
原名古屋飛龍隊選手、是隊中的四棒並且也是品田憧憬的強打。引退後在市區經營烤肉店，也是名古屋組的一員。
從15年前時就知道隊中有涉嫌簽賭的情形、但為了延長自己的選手生命而服從指示。警告一直追查真相的品田可能有生命危險。在牛島下手失敗後，以名古屋組的一員身分阻擋在品田的面前而被他擊敗，最後告訴品田下命殺害他的真兇是誰。
澤田有希（聲：安井邦彦）
現任東京ギガンツ的王牌投手、總共獲得197勝。是個名符其實的名投手。與品田從高中時的都預賽第一回合對戰以來就成為宿命的對手。15年前引爆職棒簽賭事件的比賽中、作為品田生涯首打席的對手、在不斷的纏鬥而被品田擊出全壘打後，就一直渴望與他對決。
實際上他本人與15年前的職棒簽賭事件有關、與富士田約定在15年後要繼承名古屋組的工作、因此自願被交易飛龍隊上。與富士田一樣和近江連合的黑羽組勾結、但最後背叛他們而與品田一起擊退黑羽組成員。最後與品田再次重現當年的對決而改變自己當年最後投出的球路，但仍然被品田打出全壘打而認輸、並且為了最後的對決可以了結而與品田握手致意。
另外15年前的比賽最後，會投出直球的原因是為了煙滅自己涉及職棒簽賭的證據而因此選擇與品田作堂堂正正的對決。
富士田（聲：森田順平）
原名古屋飛龍隊教練。15年前、因為品田的職棒簽賭事件而為了負責而辭職並且因此遠離球界15年，15年後則是以東京ギガンツ的新教練一職回歸。
實際上在15年前、為了將掌握職棒簽賭利益的東城会與近江連合趕出名古屋、因此與近江連合的黑羽組聯手製造了15年前的職棒簽賭事件的比賽。事後、組織名古屋組並且藉由當地人的力量而持續守護著名古屋的和平。在知道品田一直追查當年的真相後，派出牛島等人去暗殺他、卻失敗。雖然想要將親手寫的事件的真相告發出去、卻遭一連串事件的主謀黑澤所殺、告發文也被他奪去。

## 廣島尾道市仁涯町的居民們
《6》中登場，位於廣島的街道。
笠原清美（聲：真木陽子）
《6》中的新角色，是位於廣島「酒吧清美（スナック清美）」的媽媽桑
是個宛如女神般的角色，相當受到當地男性們的憧憬，尤其是南雲及飯野作為過去愛過他的人，都很熱情地追求她。
高中畢業後，曾到過東京成為酒店小姐，因此認識染谷而與他結婚生子，並育有一女廣美，但在多次勸告染谷金盆洗手不成，反而被他施暴的情況下，因此難過地離家回到故鄉，故事終盤，遭到陽銘聯合會綁架並被用來要脅染谷去殺害桐生，但染谷失敗後，雖一度被大家以為她遭小清水的槍殺，但其實小清水只是開了個空包彈而放過她，最後順利回來並與女兒在廣島再會。
飯野和明（聲：檜山修之）
《6》中的新角色，和廣瀨一家的南雲剛是冤家，愛慕清美把他當做對手。
軌道車戰士/藤澤拓馬（聲：堀內隼人）
《0》中登場，29歲，擔任迷你四驅比賽的評述員（時薪850日圓），同時負責招待來玩軌道車的小孩。因為他優秀的軌道車技術而被稱為「神室町最快的選手」，但在軌道車對決中敗給桐生後將此稱號交給桐生。因為故鄉的父母擔心只能做散工的他，希望他考慮回鄉結婚和繼承豆腐店，但最後決定留在神室町繼續擔任軌道車評述員。除了擔任軌道車評述員外，還兼職派紙巾（時薪1050日圓）。
《極》中，46歲，與桐生相隔17年相會，繼續擔任軌道車比賽的評述員和招待玩軌道車的小孩。因為要回故鄉繼承祖家的豆腐店和結婚，希望在回鄉前可以尋找繼承人成為第二代軌道車戰士。
《6》中，57歲，已經辭去軌道車戰士的工作並離開神室町，回到故鄉廣島尾道繼承祖業「藤澤豆腐店」，並已經結婚，並生了一個兒子。因為希望兒子可以接受良好的教育，不希望兒子會學習過去的自己而疏遠兒子，但不知道兒子一直希望親近自己。後來重遇來到尾道的桐生，在桐生的介入下，令軌道車戰士與兒子修好，最後加入了桐生會。
《7》中，61歲，「藤澤豆腐店」蔚為風行，甚至成立公司、和兒子一同將豆腐銷售到全世界。依興趣和宣傳需要成立飛龍車大賽，以飛龍戰士之名成為傳說中的車手，之後在異人町擔任飛龍車賽的招募人，立志培養超越自己的車手。最後賽中輸給春日一番。
《8》時成為軌道車公司的新任社長，積極的利用媒體宣傳，讓軌道車在中小學生間再度掀起熱潮。至今仍將桐生視為自己重要的朋友，期待有朝一日還能在一起玩軌道車。可作為外派幫手之一。
港音（聲：竹口安芸子）
《6》中的新角色，尾道仁涯町的酒吧「小酒館高第」（Snack New Gaudi）的媽媽桑。長相靚麗且待客熱情。非常關照在尾道期間作為代替去「酒吧清美」而來光臨她的「小酒館高第」的桐生。
廣中
《6》中首次登場，尾道的當地吉祥物“小野道夫”的主要製作人兼負責人，讓桐生一馬成為影響了小野道夫人設的道夫中之人的始作俑者。
《審判之眼》支線中，得知他在東京神室町致力於向全國推廣宣傳小野道夫。
《7》中再次登場，在橫濱伊勢佐木異人町中負責小野道夫的推廣以及搬運回收危險的冒牌小野道夫手辦。
靜子
《6》中出場時為小孩，小野道夫的粉絲廚，夢想是想成為小野道夫的新娘，一度因為得了重症而害怕不敢接受手術，後來在桐生飾演的小野道夫的鼓勵下鼓起勇氣去接受手術治療。
《8》臨終筆記支線中，成為了高中生，夢想成為醫生而來到東京神室町讀書，身上掛有小野道夫的掛件，在家裡還有超過五十個。

## 伊勢佐木異人町的居民們
《7》中登場並住在橫濱某個街道上的居民們。
濱子（聲：唐沢潤）
在伊勢佐木異人町角落經營小餐館的女老闆娘。會幫助因沒有日本國籍為了生存而不得不出賣肉體的外國女性們，還將他店內的二樓暫時借給春日等人居住。
野野宮（聲：多田野曜平）
伊勢佐木異人町泡泡浴店「乙姬樂園」的店長。對於店裡的小姐非常嚴苛、說話也很惡毒、因此在小姐間的評價並不佳。在背後有星龍會的勢力支撐。
實際上是一位心地善良，關心並體卹店內小姐的好老闆，除了乙姬樂園外，也經營公關俱樂部，並且與職業介紹所的所長神部相識，還幫忙籌錢希望能夠幫助一番製菓重新振作，有著在伊勢佐木一帶開創一番事業的展望，所以在風俗街上也是一位名人。
由於員工菜乃葉經常曠班，於是委托春日等人進行調查解決了員工菜乃葉的事情後，卻被企圖挑起「異人三」之間戰爭的馬淵殺害，並將他的死偽裝成上吊自殺。
另外從他的葬禮會場看板，能知道他的名字叫做「勲（いさお）」。
生存者酒吧老闆（聲：咲野俊介（日语）；孟祥龙（汉语））
伊勢佐木異人町的酒吧「生存者」的老闆，曾經被足立吐嘈店裡沒有客人並說道開店只為自己的興趣。後來把店裡的樓上提供給一番一行人使用。
詳情參照「東城會－風間組－柏木修」
久住
為20年前一起富豪强盜殺人事件的疑犯。本與事件無關但由於有前科並住在案發現場附近於是遭到逮捕，但是時任辦案刑警的足立和其他警員在調查中發現他有不在場證明因而請求釋放他，但時任神奈川警察本部長的堀之内十郎爲了避免為自己的晉升添上污點而仍將其視爲犯人。久住最後在獄中自殺。這件事情也讓足立因此與堀之内結下仇恨。
久住 隆史
久住的兒子。對於久住的案件給出了案發當時和自己在一起的不在場證明，但被堀之内無視。久住自殺後，其妻也因心力交瘁而去世，隆史成了孤兒。此後隆史努力學習法律志在成爲一名律師，而自覺因爲自己的失職對隆史有愧的足立使用資本家“山田”的假名資助隆史的生活和司法考試。後來足立的資助被隆史不懷好意的室友康介發現，試圖假冒隆史和一名混混對足立進行詐騙，但被春日識破。後來隆史趕來對足立解釋真相並告知他已通過司法考試，也表現出其實一直都知道資助他的人是足立刑警和對他的感激之心。
向田 菜乃葉（聲：上坂堇）
為伊勢佐木異人町風俗街區泡泡浴店「乙姬樂園」紅牌小姐，也是「乙姬樂園」店長・野野宮名下另一家公關俱樂部的老闆娘‧向田紗榮子的雙胞胎妹妹。
原來在大企業內工作、但為了讓高齡而行動不便父親能入住安養院「暖陽之城」、並為了高額的看護費、於是5年前離職並投身在更好賺錢的特種行業。但由於高額的看護費之外、又被理事長戶塚說「不接受困難的手術就不能救到父親」而遭索求高額的手術費、因此造成他身心俱疲而經常曠職。之後、在春日等人的活躍下順利救出他的父親、並且在知道已經被移送到其他安養院照顧後、辭去「乙姬樂園」的工作，並開始找尋一般的工作。菜乃葉入店時、被注意到與紗榮子是雙胞胎、雖然從野野宮那邊得知姊姊在另一家公關俱樂部工作、但在她的要求下、沒有將這件事告知給姐姐。
依據野野宮被殺之前的電話、可見紗榮子雖然已經知道這件事、但因為妹妹在父親被救出後就直接離職、所以並不知道野野宮被殺害以及姊姊已經知悉她在乙姬樂園工作的事情、就連最後詐騙她金錢的男友桂川被春日以及紗榮子聯手趕出異人町的事情也不知道、結局是姊妹倆都因此沒見到面。
向田 達郎
向田姊妹的父親。由於妻子體弱而很早過世，所以由他一個人養育姊妹長大。原來是在小公司上班，薪水也很少，讓紗榮子為此覺得給父親帶來極大的負擔。因此中學畢業後就因此離家出走而與父親還有妹妹分開。由於現在年紀已大而行動不便，因此由菜乃葉照顧他，並入住安養院「陽光明媚城」。但差點被戶塚派人進行安樂死前被春日等人救出，之後移送到其他安養院看戶。
森笠博士／江湖寶貝博士（聲：後藤ヒロキ）
將遍佈於異人町的危險人物稱呼為「江湖寶貝」並且進行研究的人。為了避免江湖寶貝造成破壞而日日夜夜進行研究。戰鬥時則會使用小刀和十字弓。
《7》出現在擊退變態的春日等人面前，並請求他們幫忙收集江湖寶貝的資料。之後，會在玩家即將收集完全套江湖寶貝圖鑑前，以最後江湖寶貝的身分挑戰春日等人。
《8》再次出現在擊退變態的春日等人面前，發現春日卸載了APP後強行給春日的手機安裝回江湖寶貝圖鑑APP。後來自身也來到了夏威夷檀香山。
廣尾
以助人為事業的公司「打工英雄.com」的社長。穿著灰色西裝並戴著一件宛如特攝英雄風格的紅色頭盔。正義感強烈，但某一方面也有不聽人話的情形。戰鬥時使用像是以前系列作地下鬥祭場的參戰角色布魯斯‧海老沼的招式。由於將春日誤會成是要加害委託的小混棍而攻擊他，卻反被春日擊敗，但因此看上春日的實力而委託他接下打工任務幫助這個社會。
豬狩（聲：室元氣）
初登場於《7》的大海原資格學校的進修者。有著菁英般的外表，但卻藏不住他暗戀宮越的心意，雖然個性有點自大，但從他願意幫助春日取得資格這點來看，本性是個好人。從支線任務中可得知他依然還在找尋工作，雖然取得許多資格卻不擅長面試，讓他因此無法就職還被其他找到大企業工作的同學嘲笑，但在春日趕過來替他解危並且鼓勵他後而決定重新振作，但在知道下一個面試的企業一番製菓的社長就是春日後，竟然奮力向他跪拜乞求賜他工作，而被春日直指這就是他一直找不到工作的原因。
《8》中則轉戰到夏威夷，成為大海原資格學校夏威夷分部的員工，依然有著菁英般的外表，但卻藏不住他轉向暗戀前台員工前田的心意。
柳 彩葉(柳 いろは;やなぎ いろは）
酒吧「生存者」的看板娘員工。由於先前當過女公關，因此有「善於傾聽的彩葉」的綽號，會給予春日各種情報。
澤 菫(沢 すみれ;さわ すみれ）
小鎮工廠「浪漫製造所」的女廠長。由於自己祖父創立的工廠因為爸爸無能而沒落，於是被喜歡這家工廠和工作的堇繼承下來，並且營業至今。
《8》中得知已去往美國留學中，「浪漫製造所」也因此關門結束營業，舊址被夏威夷的茱莉的製造所收購並被作為分店。
宮越 愛惠(宮越愛惠;みやこし まなえ）
「大海原資格學校」櫃台小姐。
井上 里里佳(里々佳;りりか）
職業介紹所「Hello Work」的櫃檯小姐。終於自己職務並且個性認真。有著直言不諱而不會顧及別人感受的言行，對於職業介紹所所長也會有嚴厲的發言。
《8》中得知由於升職原因離開了橫濱「Hello Work」。
神部秀一
職業介紹所「Hello Work」的所長。
《8》中得知由於升職原因離開了橫濱「Hello Work」。
アイ・マツコ（あい・まつこ）

スグル（すぐる）

アキラ（あきら）

九十九誠一（聲：宮本淳）
技術高超的駭客，熟知所有與網路及電腦資訊有關的事情。原本個性陰暗而不喜歡與人接觸，但在遇到八神隆之後而因此改變成彬彬有禮的個性。與杉浦文也一起在橫濱伊勢佐木異人町成立名為「橫濱九十九課」的偵探事務所，並且就任所長一職。
《8》中作為彩蛋角色跟杉浦出場，但沒有語音，受趙天佑的委託負責調查星龍會。

### 一番製菓／一番控股
《7》中「經營公司」的事件中登場的製菓公司。位置位於伊勢佐木異人町職安街區域的西側。主要業務是製作及販售煎餅，還有一隻看板雞「咕咕子」。當玩家順利讓公司升級成大公司後，事務所也會搬到中華街的辦公大樓、公司名稱也會改名為「一番控股」。
鎌瀧 繪梨（かまたき えり）
位於職安街區小型和菓子公司「一番製菓」的社長。繼承亡父開設的公司並想要打理好一一切，卻因為被寶生所騙，導致公司因此失去大部分的財產。讓他因此找上野野宮商談頂讓公司的事情，但之後從春日口中得知野野宮被人謀殺後，改懇求春日代替他擔任公司社長，自己則擔任秘書從旁協助春日。最終在春日以及尼克的幫助下，讓公司走上正軌，並且順利在股東大會中擊潰寶生的陰謀並讓一番製菓成為橫濱最大的公司，本人還對寶生施以鐵拳制裁而復仇成功，之後為了報答春日而決定參與春日等人的戰鬥行列，戰鬥時會使用事務員的工具當作武器，還擁有宛如忍者般的靈巧身手。
《8》中得知她已接手重新成為「一番控股」的社長，從她祖母處得知她為了對外大力宣傳旗下產品而離開橫濱中。
角色原型和聲音就是女演員鎌滝恵利本人。
鎌滝 富
繪理的祖母，一番製菓的店員。個性開朗，並把春日誤會是繪理的男朋友，還經常稱呼春日為男朋友。
《審判之逝》和《8》中，仍然繼續營業著一番製菓。
咕咕子
繪理的寵物，似乎能聽得懂人話並且還會回應，因此成為一番製菓的看板雞兼店員。
《8》中，若玩家操控一番首次回到一番製菓的話，它會無償下一枚蛋給一番。

## 夏威夷的居民們

### 檀香山
茱莉
檀香山「Julie's Gearworks」總店的店長，喜好各種“修理”東西。另外在橫濱收購了前「浪漫製造所」的原址來開分店。
前田ローラ
「大海原資格學校」夏威夷檀香山分部的櫃台小姐，被轉戰來到夏威夷的豬狩所追求，但是卻根本不領情。
千歲・巴斯達・荷姆斯（聲：鷲見友美Jiena）
蓋瑞・巴斯達・荷姆斯的女兒，8代“外派幫手”的首次呼叫對象。
真知子
夏威夷的占卜師兼約會軟體app的開發者。
伊麗莎白
夏威夷檀香山的「Alo Happys」店主，本名“山田えり”。負責推銷活動體驗（職業天啟）和銷售夏威夷周邊。

### 咚咚島
卡查比

姆克

又吉

健三

昴

沙耶

結衣

### 環保海盜
福山
《8》中咚咚島劇情裡出場，通稱“虎克社長”（フック社長），環保海盜公司的社長兼主要敵方。由於他率領環保海盜公司在咚咚島進行非法傾倒垃圾，導致島嶼衰退到谷底，直到遇上春日一番把環保海盜給打出咚咚島。
原本他在附近的尊咚島與家人一起經營度假村，但因富豪以投資為名破壞了島嶼，事業衰退，家人也分散了。從此，他對富豪和度假村產生了憎恨，並出於報復心理，開始在包括咚咚島在內的許多度假勝地進行非法傾倒。
在咚咚島最後升五星的劇情裡，親自率眾對春日發起大決戰，落敗後想劫持沙耶為人質，卻沒想到沙耶實際有功夫身手而直接被反制掀翻倒地，環保海盜公司對咚咚島的破壞計劃徹底告終並被徹底趕出咚咚島。
在《8外傳》中，他出現在真島吾朗的支線故事中。被春日擊退後，清潔海盜公司倒閉，他開始自願進行社會服務活動，清理城市垃圾，為自己曾經的所作所為在贖罪。

### 吾郎海盜團
諾亞‧里奇（聲：初夏優香）
與父親一起住在里奇島的少年，有一隻長得像是老虎且名叫吾朗的寵物，憧憬著島外的世界，並希望能早日離開狹小的里奇島去外面展開探險。
某日在海灘上意外拯救了遇難而失憶的真島，並答應他要帶他離開島上，是真島的第一個同伴，亦是真島海盜團的第一位成員。
個性明快爽朗，冒險心旺盛，隨著海盜團一同前往許多島嶼，瘋狂蘭提斯、檀香山之後逐漸從孩子成長為可靠且值得信賴的夥伴。
對父親持續把他束縛在里奇島很不滿，但在兩人一同冒險後關係有所改善，並逐漸嚮往著埃斯佩蘭薩的財寶。
惡魔旌旗支線任務中，對美咲有好感並感情升溫。
傑森‧里奇（聲：松田賢二）
諾亞、娜歐蜜和莫娜的父親，在里奇島上經營酒吧。雖然是個酒鬼，但也是一名對於大海有著豐富知識的寶藏獵人。
外表粗魯不修邊幅，實際上心思細膩，擅長靠蠻力的格鬥技巧，第三位被延攬加入真島海盜團的船員，亦是團中的航海士。
過去曾為了治療諾亞的疾病並找出埃斯佩蘭薩的財寶，參與瘋狂蘭提斯的海盜競技賽，卻因為船員倒戈而失去船隻與船員，自此不再相信他人。
受到真島的請求而回到海上後，逐漸變回原本那個爽朗、豪邁，熱愛大海的男人，並以船長左右手的身分全力幫助真島海盜團開疆拓土。
吾郎（聲：中谷一博）
從某艘船逃出時被諾亞在里奇島拾獲的幼貓，之後就一直黏在諾亞身邊。真島和勝等人常說牠“怎麼看都是隻老虎”。
藤田勝（聲：秋山龍次）
待過許多海盜船的傑出海上廚師，還在兼任船上的保鑣，過去是傑森的夥伴，後來在盤據里奇島的收藏家傑克手下工作，看起來孔武有力，個性卻幾乎能以怪人來形容，有會生吃蝙蝠與洗澡會洗兩個多鐘頭的奇特之處，是第二位被延攬加入真島海盜團的船員。
頭腦異常精明，對於金錢的事情非常在意，被傑森評價＂手頭緊時會想方設法偷取想要的東西＂，因此不太被信賴，似乎有瞞著眾人的隱情......
克拉克
牛肉船长（聲：牛沢）
美咲
惡魔旌旗支線劇情的重要角色。因為家傳的法老之石被惡魔旌旗的首領宙斯盯上而遭到強奪，包含父親浪岡在內的雙親被惡魔旌旗海盜團殘忍殺害，從而加入吾郎海盜團誓要對惡魔旌旗復仇。在旅途中與諾亞·里奇的感情逐漸升溫。

### 里奇島
莫娜‧里奇（聲：上田麗奈）
諾亞的姐姐，傑森的女兒兼酒吧鎮店之花。每天都在吧檯勤奮工作。酒吧門可羅雀卻能屹立不搖都要歸功於她。平時非常疼愛小她好幾歲的弟弟諾亞，兩人關係甚為融洽。

### 惡魔旌旗海盜團
黑道船長
惡魔旌旗海盜團三番隊隊長，與武士船長為摯友。
最後被吾郎海盜團打倒後逃跑，而後被忍者船長暗殺。
武士船長
惡魔旌旗海盜團二番隊隊長，與黑道船長為摯友。
因摯友黑道船長的死亡感到憤怒，最後被吾郎海盜團打倒後試圖攻擊諾亞，被美咲保護諾亞而開槍擊倒。之後在寒冰天堂出現擊殺忍者船長，並請求真島打倒宙斯船長後斷氣。
忍者船長
惡魔旌旗海盜團一番隊隊長。完全忠誠宙斯船長，認為再沒用的人只要好好利用也能有所貢獻。
暗中擊殺黑道船長並欺騙武士船長，最後被吾郎海盜團打倒後逞強打算殺掉真島一行人，後被知道真相的武士船長擊殺。
宙斯船長
惡魔旌旗海盜團的首領，也是臭名昭著的跨國際通緝殺人犯，嗜好搶奪他人財物甚至不擇手段殺害他人來強行奪取。美咲的雙親就是死於他手上，並且強奪美咲家所有的法老之石，成為美咲聯合吾郎海盜團向惡魔旌旗發起復仇行動的導火線。
最後試圖利用從法老之石獲取的能力率領手下向吾郎海盜團對決，結果落敗並被奪回法老之石，卻仍不死心，試圖槍殺美咲，卻是打中了美咲身上的法老之石而導致美咲雖大難不死但法老之石徹底碎裂，被憤怒的真島一拳擊昏。最後被逮捕歸案，據稱是罪名可羅列到幾乎長期無法出獄（幾乎是無期徒刑）。

## 沖繩孤兒院「牽牛花」的孩子們
《3》中登場。是桐生在沖繩經營的孤兒院「牽牛花」所收養的孩子們。各自有痛苦的過去和際遇。桐生和遙作為他們的親人，得面對他們各式各樣的煩惱和問題。
太一（聲：宮坂俊藏；张坤（汉语））
10歳→13歳（《4》中是11歳）→17歲。體型巨大、將來想要成為摔角手來支持「牽牛花」繼續下去，但也因為一件事情讓他不想摔角。實際上是他對荞麦會產生過敏。《4》中也有登場。
《7外傳》中，他在隱藏攝影機面前，向桐生報告說他已經當上消防員，而且牽牛花孤兒院的各位也都不認為桐生已經去世。
《8》中出現在臨終筆記支線內，臨時來到橫濱伊勢佐木異人町的酒吧內消遣，因目睹酒吧小姐遭到霸道客人的騷擾，即使自己會被打趴而選擇挺身而出保護小姐。後果不其然被打趴，在昏迷中朦朧看到前來幫忙收拾霸道客人的桐生，但並未完全看到其面目加上自身意識不清，沒能完全確認眼前來幫他的人就是桐生。
宏次（聲：粕谷雄太）
10歳→13歳（《4》中是11歳）→17歲。打扮很時尚，喜歡運動、擅長足球和棒球。《4》中也有登場。
《7外傳》中，成為上班族。
三雄（聲：齊藤貴美子）
9歳→12歳→16歲。長的相當黑，其實是日美混血兒。也擔任太一的摔角練習對象。是戲仿超級戰隊系列的「忍者戰隊五人組」的粉絲。
《7外傳》中，暫時從事自由業工作。
志郎（聲：外村茉莉子）
8歳→11歳→15歲。戴著眼鏡個性懦弱、讓他在學校受到欺負。不過在得到桐生的幫助後，終於有勇氣去面對欺負他的人。
《7外傳》中，正在念理科。
綾子（聲：須藤祐實）
11歳→14歳（《4》中是12歳）→18歲。也是照顧「牽牛花」所有孩子的副幫手、但因此煩腦也不少。因為一件事情讓他離家出走過。《4》中也有登場。
《7外傳》中，她與太一一起在隱藏攝影機前向桐生報告她在一家小公司當會計人員。
惠理（聲：伊藤加奈惠）
9歳→12歳→16歲。對於自己是孤兒和貧窮的事情相當在意、在學校中也和人相當疏遠。
《7外傳》中，努力要當上保姆。
理緒奈（聲：前田沙耶香）
9歳→12歳→16歲。總是穿著長袖的女孩。以前遇到火災，父母因此身亡且自己也被燒傷，故而穿長袖遮掩、對身上的傷疤相當在意。
《7外傳》中，進入時裝業界工作。
泉（聲：相澤舞）
8歳→11歳→15歲。是個有點任性的女孩。在來到「牽牛花」前有養一隻叫作「小豆」的狗而相當照顧牠。
《7外傳》中，當上寵物美容師。

## 無南超赫伯圖奈斯教
《0》中登場的邪教組織，並在日常對話中使用大量特殊的名詞，例如「殊樂畢比」指修練。
最初在大阪蒼天堀活動，在《極》和《6》分別轉移至神室町和廣島尾道活動，以騙取信眾金錢為目的。影射奧姆真理教。

### 幹部
無南超·鈴木（聲：田窪一世）
無南超赫伯圖奈斯教教祖，成立組織以欺騙金錢為目的，甚至會欺騙女信徒進行性行為。
《0》中，鈴木欺騙女信徒進行性行為。但在真島暗中潛入組織並打傷鈴木，並救走被騙的信徒伊織。鈴木命令信眾召救護車救自己，可是信眾無視其命令並以無南超赫伯圖奈斯教的儀式治療鈴木，令鈴木大叫「這怎麼可能醫治好！」，最終被警方拘捕。
《6》中，鈴木出獄之後為重奪教祖之位來到尾道，期間認識到另一位信徒美惠並愛上她。為了將美惠帶離無南超赫伯圖奈斯教，鈴木與桐生合作潛入組織救走美惠，最終放棄重奪教祖之位。
《8》中，他再度登場並積極拍攝各種影片示範邪教控制人心的手段，作為贖罪將影片營利捐出給昔日的受害者，並再度巧遇桐生，最終桐生相信他的改過是真心誠意並給予祝福。
超離脫斯·矢澤
無南超·鈴木的大弟子，在無南超·鈴木被捕後超離脫斯·矢澤離開大阪並在神室町開始重建教團活動。
《極》中，超離脫斯·矢澤組織聯誼派對並以迷藥欺騙年輕男女金錢，桐生發現此事後阻止矢澤的奸計。
無南超·赤松
《6》中，無南超·赤松原本是負責管理教團的財政，在鈴木被捕後佔用教團的財產而當上教祖，繼續欺騙信徒金錢。最終桐生阻止赤松繼續作惡並被桐生打傷，要求其他教徒召救護車但被拒絕，並被信眾以宗教儀式治療但沒有什麼效果，被開山祖師無南超·鈴木指出與當年自己被真島打傷後的情況一樣。

### 普通教徒及其相關者
伊織（聲：古川伊織）
《0》中支線任務登場。新加入的信徒之一，女大學生，但由於加入教團所以已經沒有上學。
因為父親去世，母親十分傷心。為了令母親變得開心，一時被教團暪騙，誤以為信教可以令父親復活而決定加入教團。
由於經濟困難無法捐款，而教祖無南超·鈴木指出可以用「特殊的殊樂畢比（性行爲）」代替，被潛入的真島阻止並將其救走。
伊織的母親
《0》中，由於她擔心加入教團的女兒伊織，而拜託真島潛入教團幫其傳話，最後真島將伊織救回並將其帶回母親的身邊。
美惠
《6》中登場的老年婦女，教徒之一，無南超·鈴木的朋友和鍾情對象。對教團非常虔誠，並向教團貢獻大筆財產。最終無南超·鈴木為救美惠而與桐生潛入教團並成功救走美惠。

## 吉祥物
小野道夫
《6》中首次出場，由廣中為主所宣傳廣島尾道企劃裡的尾道當地吉祥物。形象設計上是住在尾道的漁夫，頭部是仿造瀨戶內的名產椪柑，帽子則是尾道拉麵設計，身掛著魚形提袋，穿著長靴以及“ONO”字樣的條紋T恤。打招呼的口癖是句尾帶著“道道（ミチー）”，感到困惑的時候會以“Oh~No!”應對，而且有獨特的決勝姿勢和自我介紹台詞。
起初在桐生一馬充當道夫的中之人的情況下，讓道夫的角色和個性設定意外得到了充實完善，人氣也開始上漲，成為了往後小野道夫的基本形象準則。
《審判之眼》中，得知知名度尚未遍及全國。
《7》中得知已經為全國廣為知名的人氣當地吉祥物，並且其相關手辦周邊非常熱賣。在支線中更由於有冒牌貨在倒賣流傳非法贗品手辦，被臨時成為真小野道夫中之人的春日一番給擊敗取締。可作為外派幫手之一。
《8》中出現了機器道夫，作為迷宮的boss。
目前已知的有影響力的扮演者：桐生一馬、春日一番
神室精
《7》中首次出現，在「神室町3K作戰」之後，作為宣傳東京神室町的當地吉祥物。外表形象是頭帶著仿神室町牌坊帽子的棕色兔子。兩只手非常短不會動。實際上穿上皮套的中之人會用雙手充當舞動的長耳朵，通過“帽子”來看外面。
有一隻特別的神室精出現在橫濱伊勢佐木町異人町，是由正在逃離近江聯合追殺的東城會成員所喬裝打扮，負責回收玩家在路上拾取到的東城會代紋。《8》中則正式轉為打工人來穿著神室精皮套來到夏威夷檀香山來宣傳神室町，並負責收集玩家在路上拾取到的運簽。
目前已知的有影響力的扮演者：八神隆之、藤堂湊

## 影片發布者
多多良密花（聲：？？？）
《8》中登場，貫穿主線劇情的極重要人物。
過去曾經只是開閒聊台的直播主，但揭露不二宮海運因超載而導致員工喪命的事故後聲名大噪，並在這之後轉變為揭露社會上違法之事的踢爆型vtuber。
由於揭露的消息真實性高，因此有五百萬訂閱的高人氣，由於最新的影片影射春日仲介前黑道並讓其偷竊物品，導致他失去了工作並正式開始本篇的故事。
該虛擬直播主的中之人有兩位。第一任是不二宮千歳，且角色形象由三田村英二指導設計。在三田村英二（與背後的海老名正孝）的指導方針下，該虛擬直播主的主要內容著力於「讓試圖回歸社會的前黑道成員無家可歸」。
後來，在三田村英二身為二五仔的事實被不二宮千歳戳穿之後，該虛擬直播主的中之人被撤換成了身分不明的另一位人士。在春日前往夏威夷後，第二任中之人按照海老名的指示、揭露了不利於桐生的消息，以此煽動許多好事之人。
夏威夷劇情的最末尾，第一任中之人（不二宮千歳）用現場真人直播的方式以「多多良密花」自稱，親自現場報導了帕雷卡納及其所在的核廢料處理基地。
朝倉（聲：朝倉未來）
《8》中登場，角色原型就是日本綜合格鬥家朝倉未來。可作為外派幫手之一。
佐佐木大
舛本拓馬

## 師父
分別是主角們在各地所遇見的師父們。透過他們的修行能夠讓主角們學到新的格鬥技，也可以加強自己的能力。
古牧宗太郎（聲：折原純）
精通劍術・體術・打架殺法，是傳說中的格鬥家，宗介的祖父
桐生和真島的師父。並且也是自古流傳下來的古牧流古武術正統繼承人。獨自將古牧流改造成現代風格（把弓換成鎗等）來發展，並化為現代版古牧流武術。
《0》中，作為真島的師父登場。由於是飛虎之父的好友並因為擔心飛虎而造訪蒼天堀，但由於自己的流派在那邊會被仇敵盯上，於是化名「米木染太郎」來躲避仇敵的耳目。看出真島的戰鬥本能，並為了回復自己原來的巔峰狀態而與他進行比試，並拜託真島好好守護住飛虎。
《1》中，滯留於賽河原並教導桐生古牧流奧義。
《2》中，改滯留在冠軍街內的古牧流宣傳站並且傳授桐生新的奧義。
《3》中，改在龍宮城開設道場、並教授神室町的人們。和《1》《2》一樣、會傳授桐生新的奧義。
《4》中繼續龍宮城經營道場、對於已取得古牧流免許皆傳的桐生會進行指導。另外還買了手機、而且似乎還會打簡訊。但為了買手機、卻把秘笈拿去質屋當掉。
《登場！》中，有個鬥技場創始人的祖先古牧宗佐衛門。
《維新！》中，有個武道場創始人的祖先古牧宗宗光。
《Of the End》中仍有登場，不過只負責給予玩家遊戲提示，而沒有如過去般給予玩家訓練或擔任鬥技場的魔王。
《5》中依舊有登場並且經營著道場。雖然行動已不如過去敏捷、但依然負責讓主角們可以超越自己極限的訓練。另外本作中也會說出自己過去為何成為遊民的經歷。
在地下鬥技場也會出現，是名相當強力的敵人，要打倒他是相當困難。
《8》臨終筆記支線中再次在神室町出場，和桐生再度碰面後師徒之間互相裝作認不出對方，感慨自身已經將要時日不多，並與桐生展開久違的切磋。可作為外派幫手之一。
與那城尚二（よなしろしょうじ）
《3》中登場，環遊世界、學習各種武器武術的「格鬥界考古学者」。透過弟子上山的紹介，傳授桐生各種武器（長棍・拐・雙截棍3種）的格鬥術。學習方法則是要透過和他的實戰來學習、因為每次都要和與那城用「高感度模式」來進行、因此對戰過後都會使體力受激烈的消耗。另外，要對戰的話，可以到「牽牛花」前的海邊所設置的特設連接點。
本人曰「因為環遊世界，所以說話都會夾雜許多語言」、所以說話就像是融合日本所有當地腔調一樣的混雜。
《5》中也有登場而會出現在品田的劇情中。
麥克・篠塚（マック・シノヅカ）
《3》中登場。在桐生前往東京時，和他初次相遇。教導桐生追逐戰的技巧和天啟的暗示。能用日語寫信、但會交雜少許英文。另外喜歡動作電影，似乎有交日籍女友
《4》中也有登場，並且向秋山和桐生傳達天啟的暗示。
《5》中也有登場、會用簡訊向主角們傳達天啟的暗示、還有經營天啓用SNS「Maxiv（マクシブ）」網站。
西鄉大二郎（聲：伊智生士冶）
《4》中登場。原來是轉戰世界各地的傭兵。偶然下與秋山相遇並且看上他非凡的格鬥能力、於是毛遂自薦要幫他作訓練。訓練則是以射擊和追逐戰為主、在和他戰鬥中，則是會拿著機槍攻擊。實際上他是秋山經營的酒店常客、於是秋山為了感謝他免除了他的帳單作為謝禮並給他特別的優惠。已婚，有個讀中學的女兒。
《5》中也有登場，倒在蒼天堀的地上而被秋山所救、為了答謝他而以他在中東的空中戰所學到的「空中攻擊」傳授給秋山並且也負責訓練他。另外暗地裡拍攝他與秋山的訓練過程並且為了讓自己更帥一點而戴上假髮。因此在訓練中如果將他的假髮打落時，會看見他著急地要去撿起來
傭兵時代有許多超越常理的小事件而且真偽不明，像是要搭飛機遲到而穿越叢林結果比飛機更早到達目的地、華麗地破壞了隕石、跑贏過獵豹、用狙擊槍將停在隊友臉上的蟲子殺死、空手打贏敵人步行兵器、還有通過超越人類範疇的訓練。不過也被秋山加以吐嘈。
除了秋山外，也有其他弟子、秋山外的主角經過他在的屋頂時都能看到他給弟子的謎之忠告。
《6》中則出現在廣島，因花光錢只好請桐生給予豬排便當，以危機管理為目的想創造出一套防身術並向桐生發出挑戰，擊敗他後會加入桐生會。
仙人
《4》中登場。是個持續找尋沉睡在神室町地下的秘寶、而只用鶴嘴鎬進行挖掘工作的流浪漢老人。請求冴島來幫忙他、另外會暗示他得到天啟的方法並且提供必要的雕刻刀。那些祕寶是武功秘笈跟名刀（櫻吹雪）。當時在戰爭的防空壕留下來的。
奈爾
《4》中登場。是個為了調查殺害自己家人的真兇而從海外來到日本的女刑警。在亞洲街中被警察質問時受到谷村幫忙而因此認識他並且請求谷村幫他一起幫忙調查。和谷村一様使用柔術、在練習中會展現出她的實力。由於出身東南亞所以可能是講菲律賓語、因此除了有語言天份的谷村外，其他人都無法聽懂她的話。另外也提示谷村如何得到天啟。
後來發現真正的兇手是他的哥哥並且在和谷村合作下後順利將哥哥繩之以法。
古牧宗介（聲：平澤信之介）
《5》中登場。古牧宗太郎之孫、在永洲街中擁有「狩獵不良份子的宗介」的稱號。為了自己的目的而去找桐生而要將已鈍化的他重新鍛鍊起來並且要打倒他。
原來是個常被欺凌的孩子，因此為了給欺負他的人好看而學習爺爺的武術。就在與桐生的修行結束後，在他的勸導下而決定回到神室町。之後因為敗給自己的爺爺而認為自己修行不足，因此決定暫時在爺爺那邊繼續修行。
押田天童
《5》中登場。是冴島暫居的雪山村落中、一名充滿奇怪氣息和傳言的老人。一個人住在深山中的祠廟裡、並且一直做著傳達山神的話的修行。只要獻上祭品，就能讓山神出現並且附身在他的身上而讓他在無意識下使出各種妖術。但其實這是他的謊言、他只是使用魔術師使用的大型魔術道具來表演那些妖術，而那些祭品也不過是他所想要的東西。
最後在與冴島的修行完畢後，雖然不小心曝露出他騙人的技倆，可是又在一陣風雪後忽然消失在冴島面前而似乎暗示他本人就是山神。
YOKO
《5》中登場。有名的流行時尚家、本人曰「現在只是個化濃妝的人妖而已」。向遙傳達有關美麗的各種建議。之後會辭去流行時尚家一職、是因為在擔任流行時尚家時所支援的右田（現・蒼天堀商店街会長）因為從偶像競爭中逃出，讓他失去自信所致。後來在教導完遙全部的事情後，透過遙的幫忙而順利與右田和解。
綾小路獅子
《5》中登場。35歳。被品田在錦榮町中所救而遇上他，自稱貴族後裔，雖然無職，卻是個家裡有錢的小開。打扮成像是平安時代的貴族、個性也相當傲慢。不過有著與他的長相及個性不相符合的地方在於相當擅長使用武器。一方面因為從未交過女友而被品田看穿，因此也會給她交友的建議。因此讓他可以捨棄原來的打扮而回復原貌並且也因為有所成長而順利交到女友。但最後才發現是被人所騙而又再度回復原貌。另外雖然原來的臉上有鋪上白粉而相當奇異，但其實有張相當端正的臉孔。
《維新》中名為吟柳，是名劍術高明的道場師父，會指導玩家一刀和亂舞的修行，對於繼承家業感到苦惱。
五十嵐
《5》中登場。是品田中學時的棒球教練。負責幫助品田修行，雖然修行內容多和棒球無關，卻能夠因此加強他的打擊能力。原來在品田之後，因此已經沒有可訓練的對象而辭去教練一職，但在親眼看到品田因為自己的指導而有所進步後，找回自信而決定重回教練一職。
達也（聲：川越達也）
《5》中登場。是名在電視上有著專屬節目的名廚。會為全国5大都市中新開的店以及有著倒閉危機的店提供原創菜單、並且也與合作的店家進行「達也的3分鐘厨房Hacking」節目特別企畫。因此讓他走遍全國各地找尋菜單的靈感、並且會拜託各主角們介紹美味的店家給他，透過介紹店家給達也後，可以從食物中加強自己的能力。
巴克斯(酒神)
《0》中登場。不分晝夜於神室町裡邊飲酒邊閒晃著、衣著光鮮的外國人。其本名與經歷都包覆於謎團之中。旁人將其喻為酒神「巴克斯」，並以這個代稱來稱呼他。
居住在祖國美國時似乎是從事與格鬥技相關的工作，在街上偶然看見了桐生所具備著非同小可的戰鬥力，因而上前關切。
巴克斯與街上各種不同的人之間有著密切的交流，但同時也與各種不同的對象借錢，這場借錢的騷動也將桐生捲入其中。在借錢騷動的過程中，巴克斯傳授給桐生為了能於街上幹架時存活下來的新技巧。
加守治
《0》中登場，負責指導桐生「快攻手」風格的師傅。現在以街友的身分將神室町作為據點的男人。在七福公園的停車場裡舉辦了「打倒有賞」的活動，並以參加者的挑戰費用作為日常生活所需的資金過活著。
「打倒有賞」的規則是如果能將神守治打倒在地的客人，將支付給他挑戰費用雙倍金額的獎金，反之則變成由他收下挑戰費。
目前似乎還尚未有客人能夠讓神守治付出獎金，他所擁有從攻擊之中逃脫的技術可說是天下第一。
桐生也為了磨練自身的「快攻手」風格，接受神守治的指導並作為修行的一環嘗試參加了「打倒有賞」的活動，最後將存下的一億圓交給桐生，並跟他報告說靠著存到現在的錢而可以租到一間便宜的公寓並又接受的電視台的訪問。
辰姐（聲：藤沢 実穂）
《0》中登場，負責指導桐生「火爆浪子」風格的師傅。被稱為不論面對怎麼樣的對手都必定能取回欠款的催款女達人。
在欠錢不還的慣犯中，「辰姐」的名號可是十分響亮的，甚至還有著知道她要來催討欠款而逃亡至海外的人。
桐生在偶然之下與辰姐相遇，並目擊到她為了追討欠款而不擇手段的作法。
在其運用其強大力量來催討欠款的作法背後，辰姐似乎每天都進行著特訓的樣子，辰姐並將她十分中意的桐生，招待至她的特訓場裡。
飛虎
《0》中登場，負責指導真島「強打者」風格的師傅。出身於台灣的廚師，表面上是與妻子龍花一同經營著叫作「龍虎飯店」的餐廳，但私底下卻是進行著走私販售世界各國武器的武器商人，似乎只要累積了金錢就會向世界各國訂購武器。
由於醉心於武器研究，因此武具探索的工作就交給龍花負責，似乎也因為這樣，所以在她面前比較抬不起頭（就連買雞蛋這樣的小事也能忘記，常常被龍花嘮叨）。另外在神室町也有分店，由他的弟子在那邊進行武器的買賣和維修。由於真島偶然間目擊他與黑道的武器交易過程，而由米木介紹真島給他，並在真島通過他的測驗後而交給他一個球棒，並讓真島成為他的客人。
對打造武器及武器格鬥術，傾注了超越廚藝以上、非一般人所能比擬的關注與熱情的飛虎，對使用球棒的真島所運用的不可思議的格鬥術產生了興趣。
亞雷斯
《0》中登場，負責指導真島「舞者」風格的師傅。夢想著總有一天要在盛大的舞台上跳舞的街頭藝人。
與兩位弟弟一同於街上跳舞、每天磨練著霹靂舞的技術。阿雷西見識到真島以舞者風格在幹架著的身影，從那靈光一閃想出了新的街頭表演方式「霹靂舞・戰鬥」。
真島也被邀請成為阿雷西的夥伴，並在街角展現「霹靂舞・戰鬥」的演出。如演出能讓觀眾沉醉於其中將能夠獲得打賞。
華麗般的演出將能使金錢有如同下雨一般從天而降。在準備「霹靂舞・戰鬥」新的節目的過程裡，阿雷西傳授了真島舞蹈的技巧，這個技巧似乎也能運用於實戰上。
幕田
《6》中登場的健身俱樂部「RIZAP」的訓練員。雖然講話撈叨，但其實是一名相當優秀的訓練師。負責幫成為會員的桐生進行訓練，除了支援桐生的訓練以外，也會給予他關於餐飲以及進行訓練時可以吃甚麼料理的建議。

## 曾田地道場
《4》中出現在冴島的「格鬥訓練」的事件中。
曾田地康夫
《4》中登場。在神室町經營道場，但卻快要倒閉。作為師父，雖然擅長建議但功夫卻不怎麼樣，於是拜託冴島可以讓道場可以重新振作。
《5》中出現在冴島的支線任務中。不僅道場門生增加，《4》中訓鍊出來的弟子也都在各地自立。
《6》中出現在支線任務中。由於道場所在地的房價正好而賣掉，並且去RIZAP健身房訓練自己的身體，並因此向一馬提出挑戰。
《維新》中名為豐臣秀武，《維新極》則改成真田信康，出現在地下迷宮最後一關，身材高大且有著與現世曾田地完全不同等級的身手，因被亞門玄丈齋以妖刀夢龍碎偷襲，被下了後代子孫都會軟弱無力的詛咒，但已經被RIZAP健身房破除了。
《8》中出現在支線任務中，作為春日一番的江湖寶貝參與江湖寶貝競技場。
杉山秀夫
曾田地唯一的弟子，因為想要吸引單戀的女孩子的注意而開始學格鬥，但性格卻是認真懦弱，在冴島拜訪道場前就在。格鬥方式為空手。
落合福嗣
一直睡在曾田地道場的青年，是個對於自己實力有著過度評價的自大狂。格鬥方式基本上是用拳擊，但也會用摔技。
江濱丈裕
在進入曾田地道場前是個銷售員，有著由於公司被重整，而失去家庭的過去。為了矯正空虛且無情的自己而入門。格鬥方式是摔角。
音喜多誠
曾田地道場的新弟子，個性有點自大。雖然說是以前待過的道場太爛而進入曾田地道場，但實際上他是逃出來的。格鬥方式是泰拳。
《5》中以勝利之路月見野預賽選手登場。性格雖然和以前一樣，但在預賽中卻保持不敗的戰蹟，為了超越師父冴島而挑戰他而被他打敗，之後在地下鬥技場中成為他的搭檔。格鬥方式則從泰拳轉變為摔角。
渡邊正高
曾田地道場的新弟子。雖然體格巨大，但個性卻很善良，由於討厭弄傷人家，為了改變這樣的自己而入門。格鬥方式和冴島一樣。
倉木
《8》中曾田地道場的新弟子。
陽川
《8》中曾田地道場的新弟子。

## 其他人
沙耶（聲：香西久美、白石涼子（《極》、《極2》））
伊達真的獨生女。因為討厭老是不守約定的父親、而流連在男公關俱樂部「星塵」並且經常和那裡的牛郎翔太在一起、不過差點遭翔太騙去賣淫，之後被桐生和父親所救並且和父親和解。
《2》中，經由伊達的口中得知，她為了當美容師而上美容專門學校。
《4》中，出現在桐生的支線故事裡、以美容師身分工作著。這時已經沒有和伊達住一起而是與母親同居、但父女關係還是相當好並且也告訴伊達她要和人訂婚的消息。
高志（聲：工藤和真、日野聡（《極》、《極2》））
賽之花商的兒子。《1》中是個小混混、由於戀人京香幫他籌措保護費等事情、讓他把京香視為真正的女友而為了她離開幫派。但在《2》中，因為就業困難而和其他女性走在一起、對於京香是否劈腿也有疑問。但在實際知道京香是向她的父親想辦法借錢來幫助他後、決定重新做人。
《4》中第三次登場、不但就職成功。和京香之間也有了新的小生命。不知道賽之花商是自己的父親、向已去世的母親求問也只是得到父親行蹤不明的回答。於是在要和京香結婚時，希望父親能看到他的婚禮、而拜託賽之花商找尋他的父親。於是賽之花商透過以桐生為首的四位主角來幫助他測試高志的決心、並且在看到他的成長後將花束交給高志。在上面所附的紙條中寫著他的父親已經去世。不過那束花讓阿武想到和每年母親的忌日都有人比他還早在墳上放上的花束一樣、因此讓他發現到花的發信人＝花商，也就是他的父親的事情。
京香（聲：水無月若菜（《極》））
高志的女友。老家是叫作「跡部組」的黑道。《1》中為了高志而從家裡把錢偷出來、結果讓她被家裡的人加以追討、之後透過桐生和花商的仲裁而和父親和解。《2》中，為了辛苦的高志，而向父親借錢要來做為生活費。《4》中，懷有高志的孩子並且即將要和高志結婚。
跡部組・若頭（聲：勝矢秀人）
高志女友京香的父親，為跡部組的若頭。雖然看起來相當嚴厲，但其實非常愛護女兒，也曾借錢幫助京香。
鄭秀淵
真拳派首領之妻、狹山薰和鄉田龍司的母親。因為組織被摧毀而感到絕望並想要與孩子（之後的鄉田龍司）一起自殺，但被瓦所救。為了讓他們不被真拳派追殺，瓦和別所盡力讓他們躲到大阪去。之後秀淵在蒼天堀的酒店中認識鄉田仁並被他贖身而且在仁的請求下，把孩子讓給他當養子。最後她選擇和瓦結婚並且生下薰，但在瓦去香港出差時被真拳派所殺。日本名是「瓦 祥子（タイル しょうこ）」。
秋元（聲：矢薙直樹）
美月的男友（他本人是這樣相信的），是系列作的常客。在《3》登場時，在神室町中打算自殺、後來被桐生所救並且幫他的忙。另外在《3》中的協力鬥技裡以搭檔的身分參戰，但因為體力很少，只要被敵人打幾下就會被打倒，意思是他會讓戰鬥變得更加高難度。
美月
酒店小姐。不斷欺騙秋元並在他身上搾取錢財。在《3》中可知她和秋元已訂婚，但並非正式婚約。
把秋元當作凱子一樣，不斷變賣秋元所送贈的名貴禮物。在《3》中將秋元所買的前往沖繩的高級機票座位取消掉，而買只有自己一人的便宜座位，並拒絕和秋元住在同一間房間。將秋元買的結婚戒指偷偷賣掉，而且還讓秋元在死亡險中簽名，可看出她想要詐取保險金而要害死他的一面。
在「牽牛花」海邊附近的懸崖上企圖自殺時，因為秋元相信她一直以來的謊言而被他迫婚，情急之下說出「實際上我們是別離的兄妹」以逃婚，但秋元反而高興到相信這件事並且打算「讓她進入戶籍」，美月最終平安無事。從美月在秋元要從千禧年塔上跳樓時，拼命地要救他的事情來看，美月對秋元的心意似乎有點感覺。
遙會出現在秋元和美月的事件已成為遊戲裡的慣例。在《3》中，在除了自由探索以外的模式裡，只要不和遙同行就無法引發這個事件。
鮑伯宇都宮
《2》中登場。是只要滿足條件就會給玩家東西的人。穿著白色西裝、有著小丑的化裝還戴著綠色的爆炸頭。《3》和《4》中都有登場。實際不只一人而是有許多人、但因為化裝的關係而無法認出誰是誰。《4》中在叫作直美之館的占卜店中工作、似乎3小時輪班。
《Of the End》中仍有出現，並且依舊在直美之館中工作著。並且能成為主角的搭檔。武器是燃燒散彈槍。
上山兄弟（聲：折原純）
通稱「重工廠上山」，是一對兄弟，哥哥叫蓮次，弟弟叫練次。是裡社会中有名的武器商人且身體肥胖。擁有武器工匠的高超技術、如果給他素材和製作方法且價錢合理的話就能作出原創的武器。
《2》中，弟弟登場不但販賣武器且在地下鬥技場裡，以使用拐棍的選手身分登場。
《3》中，哥哥以武器運送商人的身分來幫助玉城組，而在桐生闖入玉城組並且和他對峙時，說出很討厭幫助玉城組的話，並提供桐生武器。
《4》中，哥哥因為被懷疑是玉城組作壞事的幫兇，而被抓到沖繩第二監獄，在獄中得悉濱崎的事情而幫他作成逃獄用的繩子，並幫助冴島逃獄。之後自己也逃獄成功回到神室町，並以「重工廠上山」的身分進行防具的改造工作。另外，弟弟也有登場而且在其他地方負責武器改造。
《Of the End》中，由弟弟登場並且提供卡車「重工廠上山」的一部作為主角們的據點，並且能夠用來買賣及改造武器防具和道具。
《5》中，兄弟分別在永洲街及神室町經營，另外在其他歡樂街上也有分店。
鹽原
《4》中的支線登場。是個對動作遊戲作品有興趣的男人。由於公司破產、雖然想開新公司、卻無法通過銀行的融資審査，於是轉向「天空財務」借錢。在第四次通過秋山的考試後、借到現金500萬円。由於暫時想要找到自己想做的事情而成為秋山的弟子。在聽到秋山創業的經過後、見識到有客人無法滿足「3小時內在神室町找到工作的話，就借50萬」的條件而被秋山拒絕後，由秋山直接向他傳達「如果不認真的話什麼都做不到」的訊息。
在接受了在神室町中傳言「資金週轉好談」以及「有金融才能」的有馬邀請而成為他的合夥人後、與秋山對立。但卻在有馬之妻完成了秋山提出的「30分以内在神室町找到工作的話，就借妳5000万」的條件而在他的酒店「エリーゼ」工作後、有馬為了阻止妻子而跑到エリーゼ並且剛好鹽原也要找有馬而來到這裡並且看到這決定性的一幕、而間接地知道原來自己是被人利用的真相。
之後離開神室町並且和秋山在神室町中偶然碰面。於是秋山提出「1小時以內能交換到比香煙更貴的東西的話，就借你1億」來和他比賽。雖然鹽原無法達成、而被秋山告訴他「不合格」，但卻意外地發現了自己的能力。於是秋山將以前鹽原還給他的五百萬圓又交給他，還對他說出「為何天空財務的客人都不會來借第二次」的不成文規定的原因、最後兩人就這樣走上各自的道路而互相道別。
勒索哥（聲：江頭宏哉、佐藤祐基、川橋直也、大江健次）
《0》中登場。一共有四個人。
有錢君（聲：福島善成、谷岡幸太郎）

絕倫君（聲：秋本智仁、ハブ）

假桐生與假真司
《2》和《極2》支線登場的角色，以模仿桐生與真司之前待在堂島組的型態，在路上四處騙取金錢，結果被桐生碰到而被打倒，被打倒後才得知自己遇到的是真正的桐生。
秋葉 正一/難波 正一

荒川 斗司雄
声 - 落合弘治
荒川 洋子

寶生

周 家龍

假小野道夫

宇內梨沙
《8》中序章出場的TBS電視台的新聞主播兼同台「e電競研究所」所員，原型就是宇內梨沙本人。

## 備註
1. 
2. 
3. 
4. 
5. 
6. 
7. 